# Institut de recherche criminelle de la Gendarmerie nationale

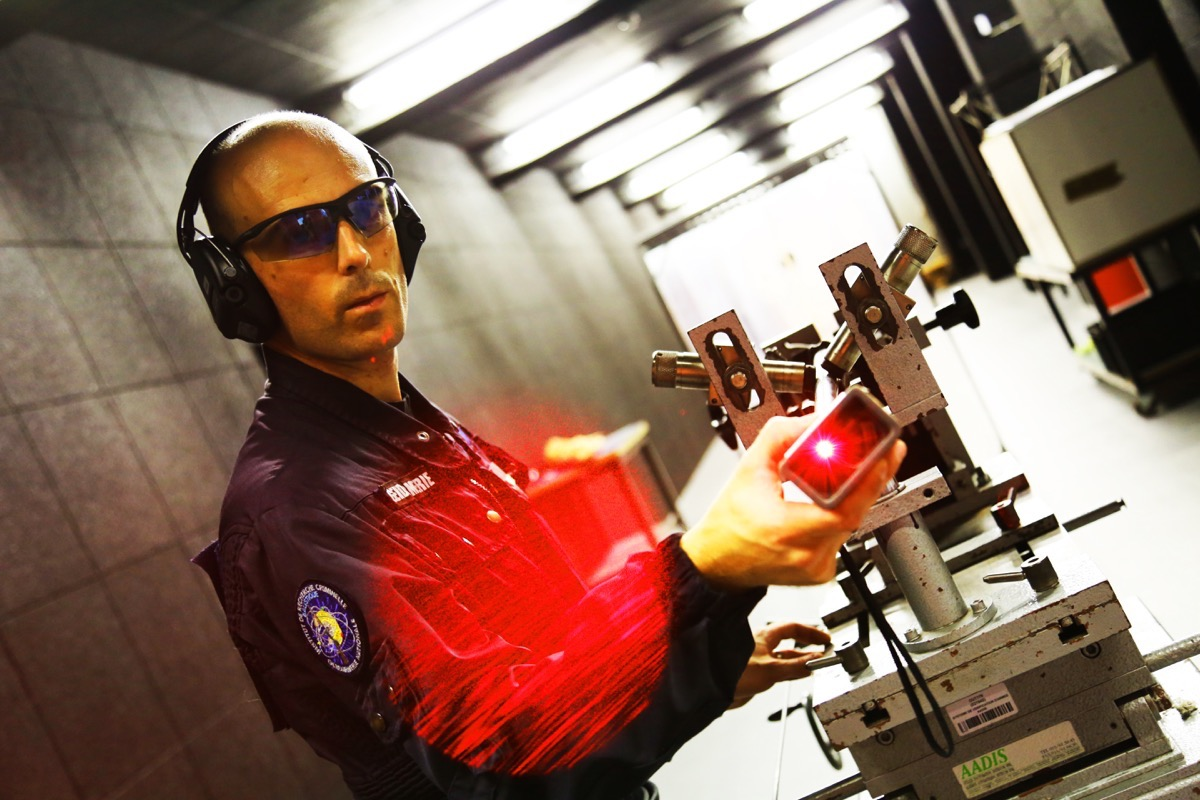
IRCGN - Expertise balistique par un gendarme de l'Institut

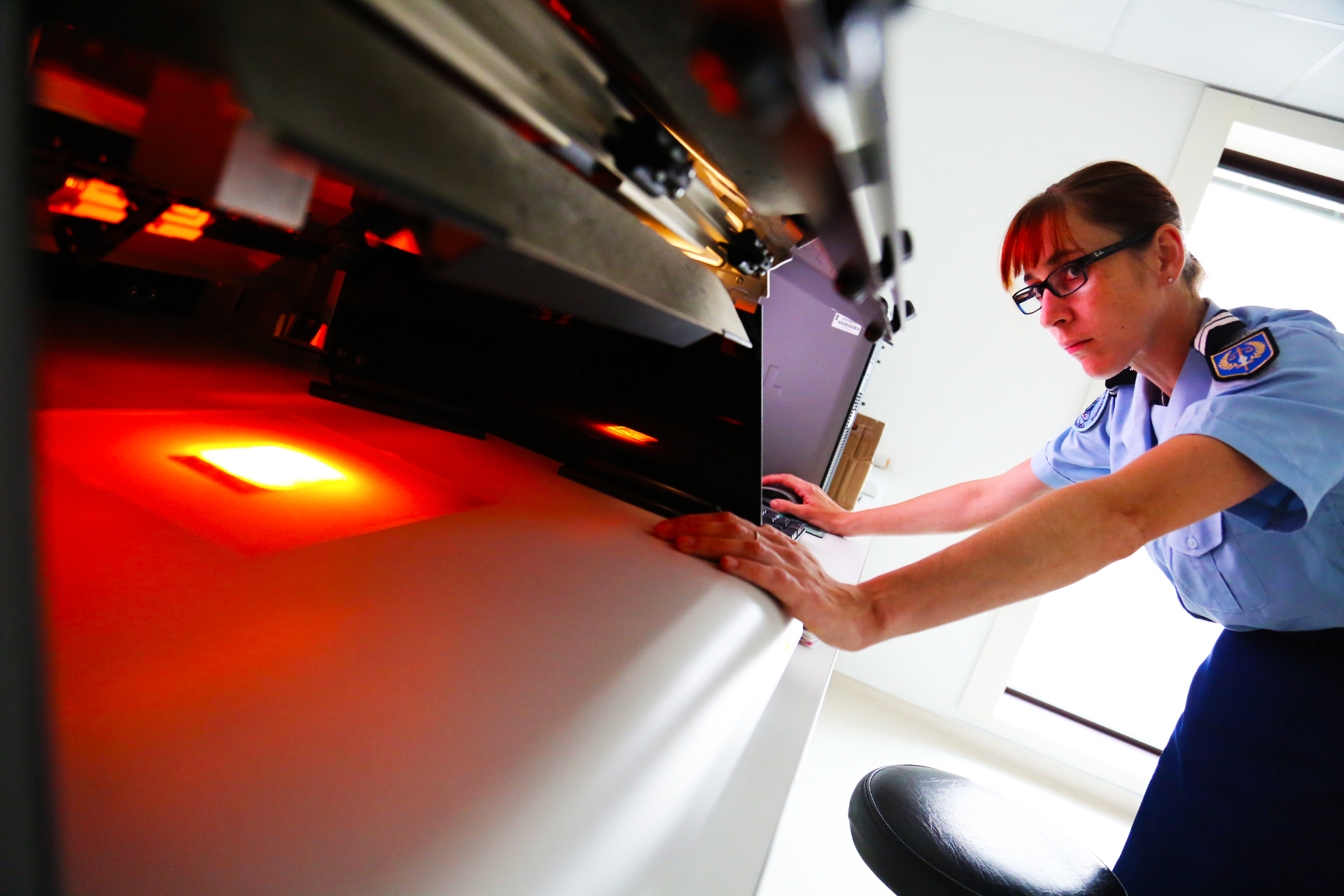
IRCGN - Recherche de fraude documentaire

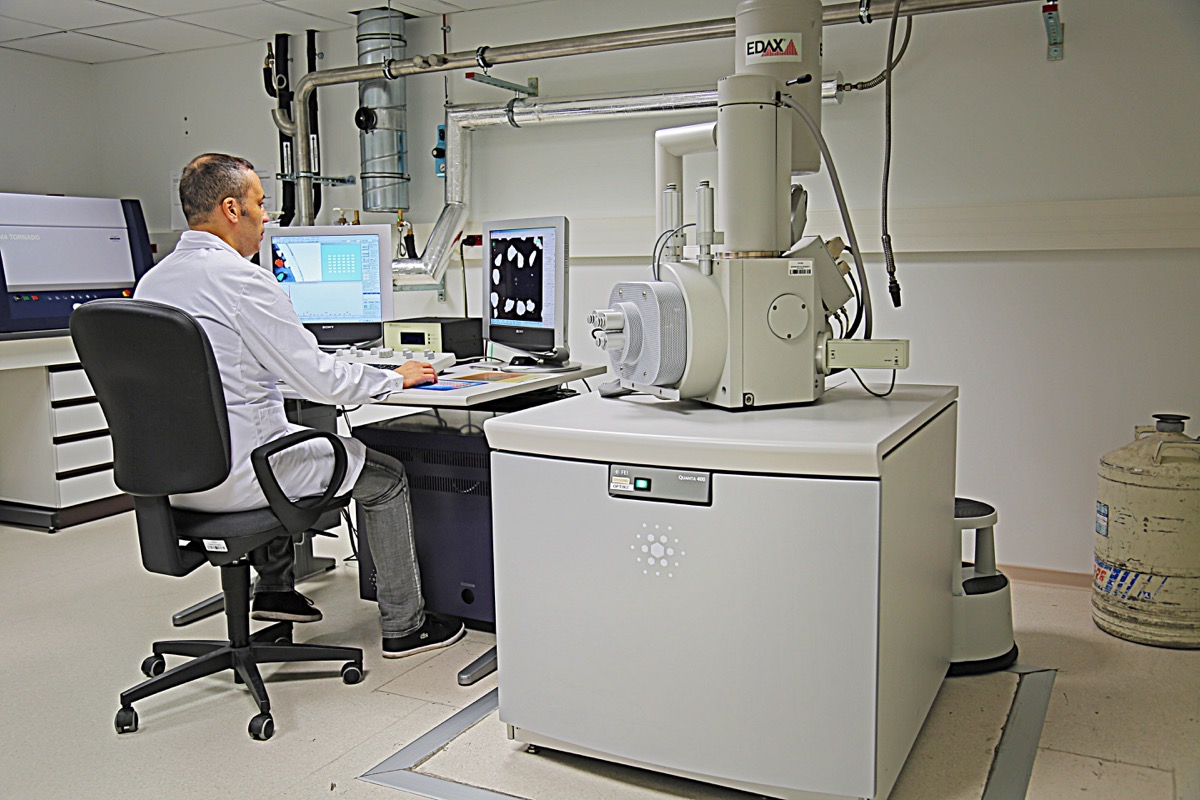
IRCGN - Analyse au microscope électronique à balayage (MEB)

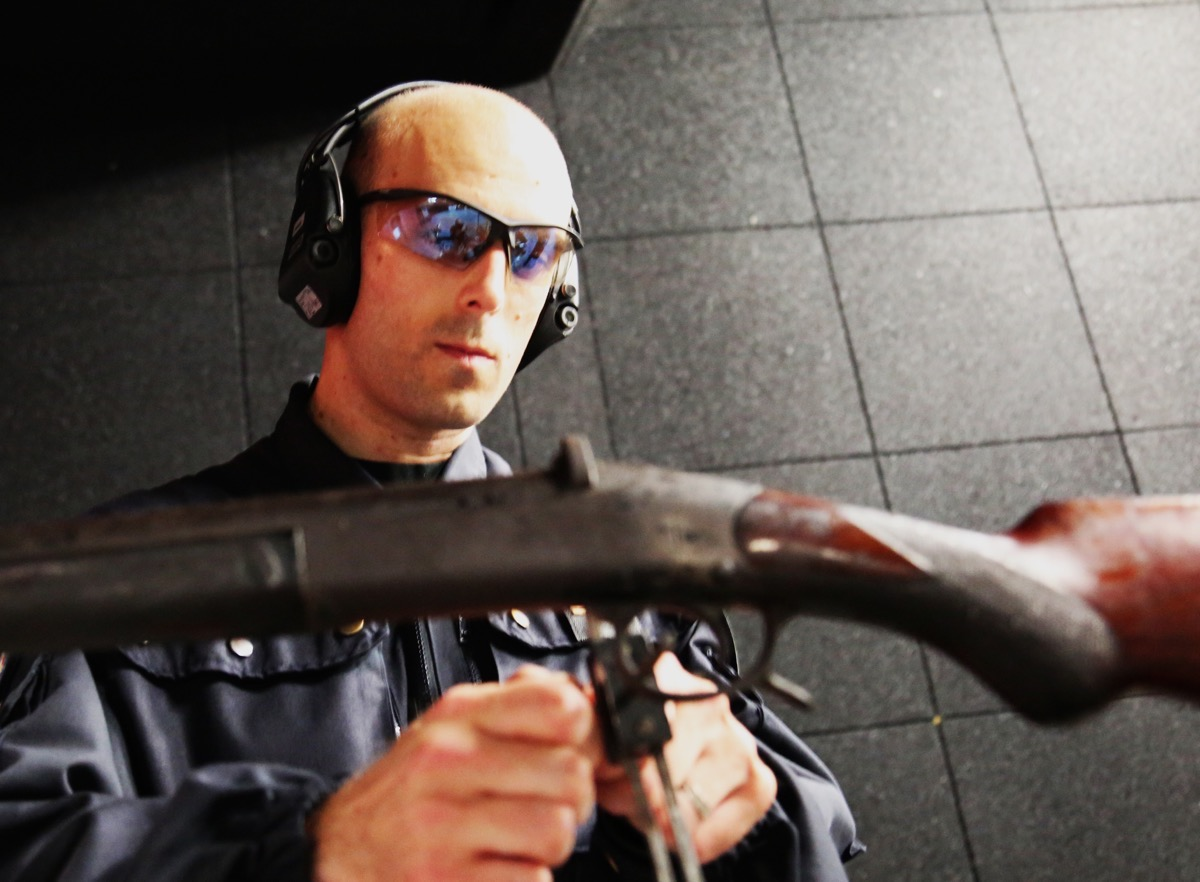
IRCGN - Expertise forensique

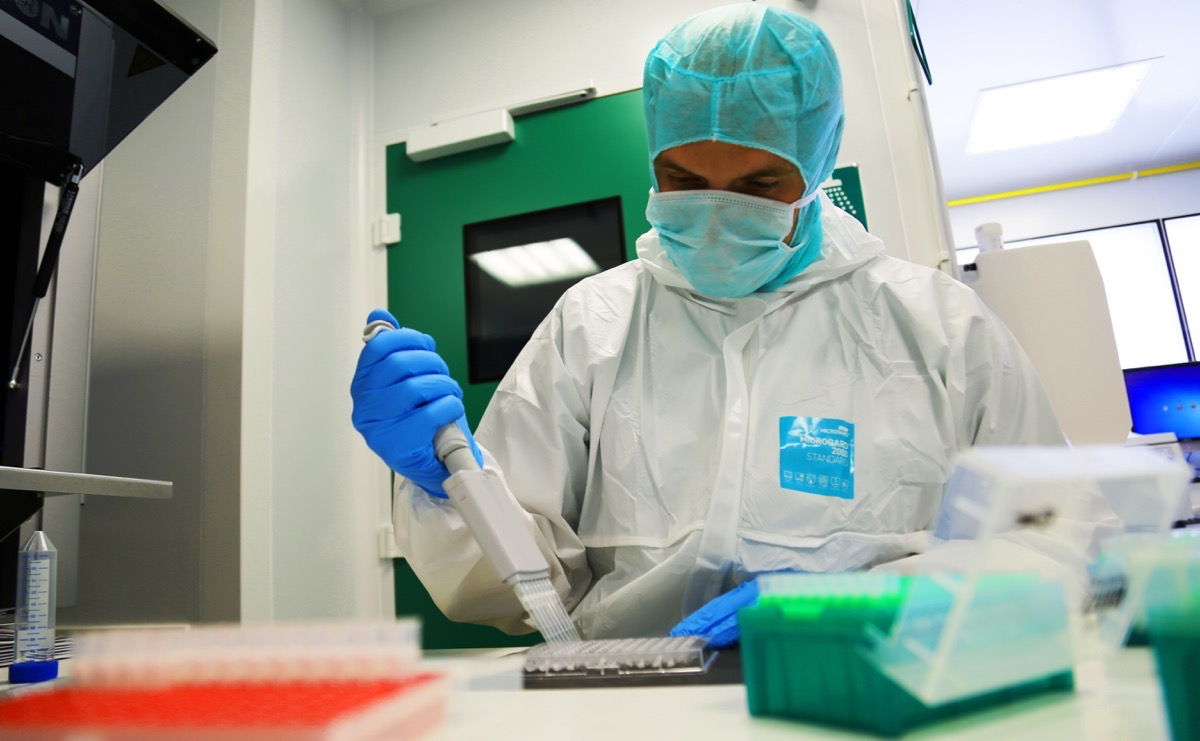
IRCGN - Prélèvement biologique

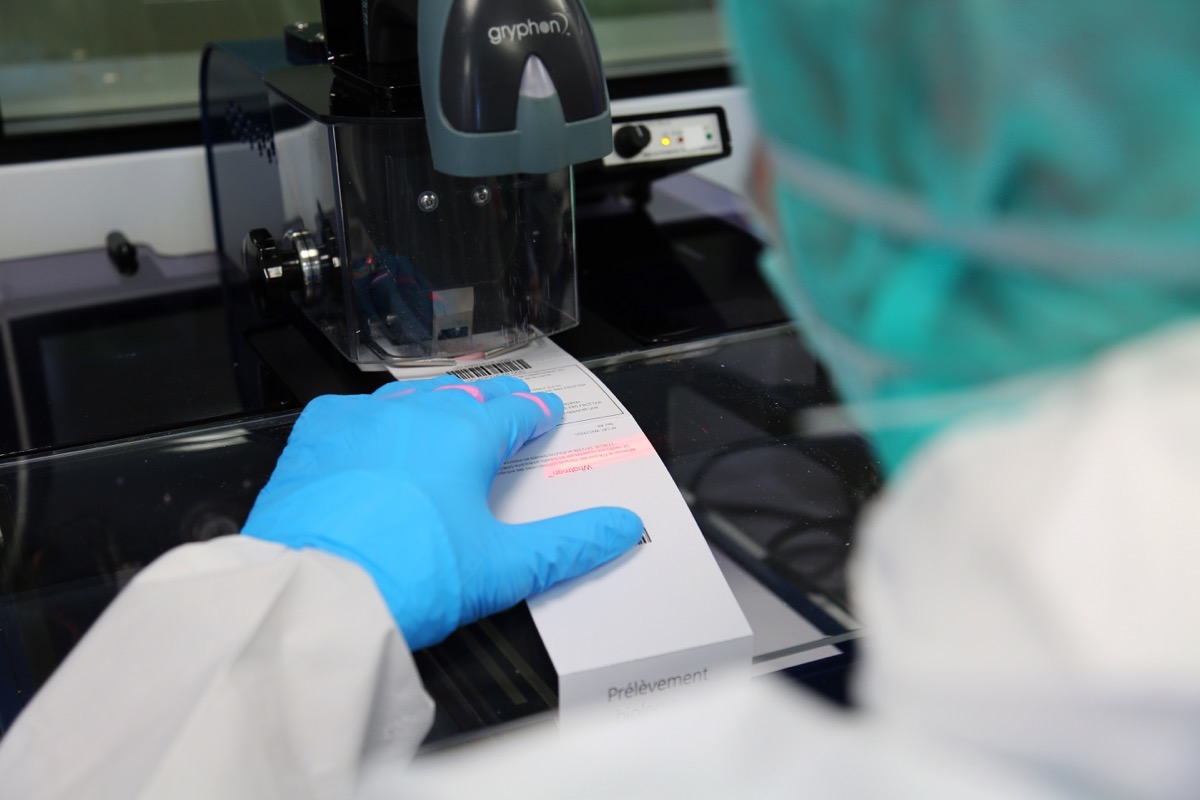
IRCGN - Analyse génétique

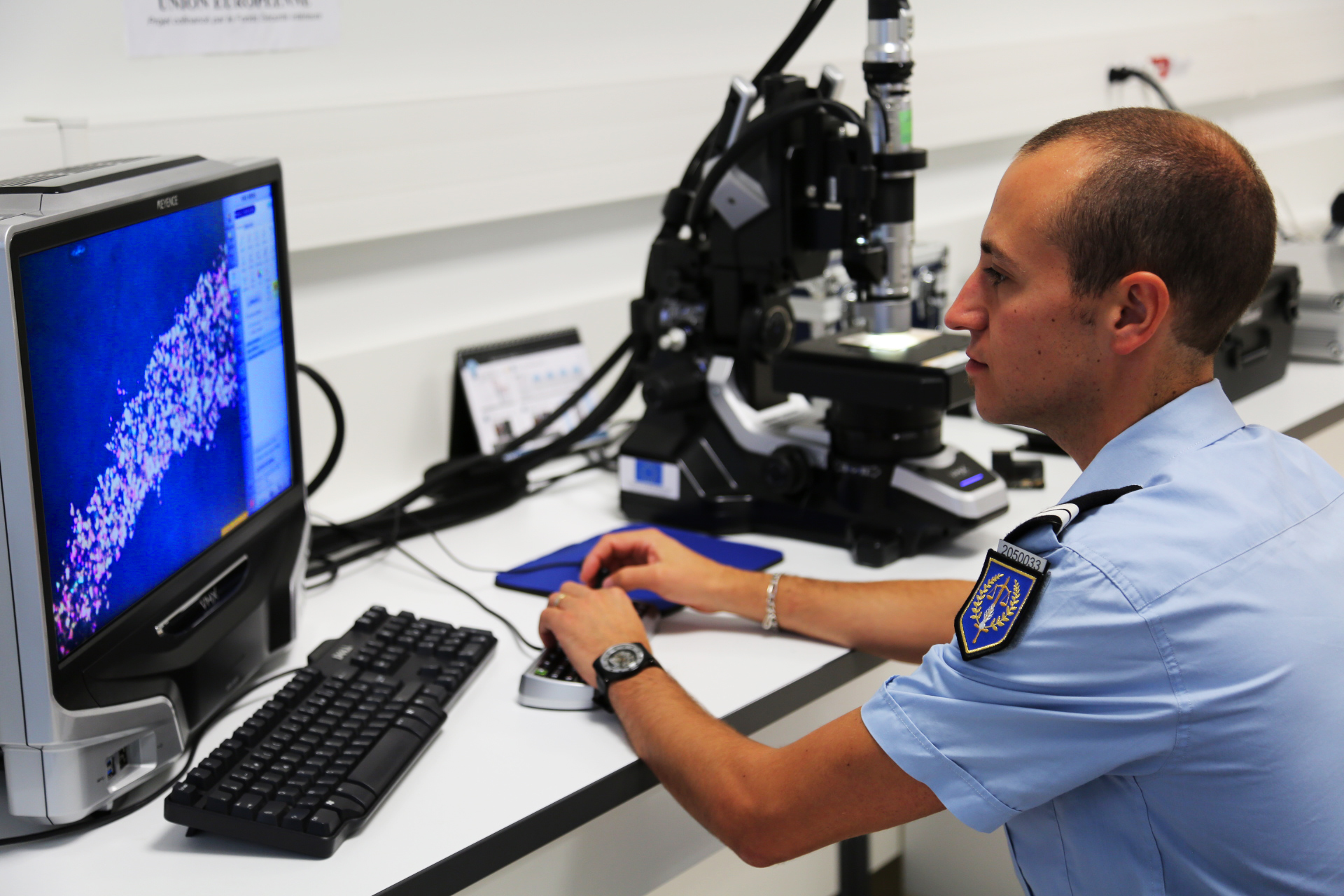
IRCGN - Observation d'une encre optiquement variable

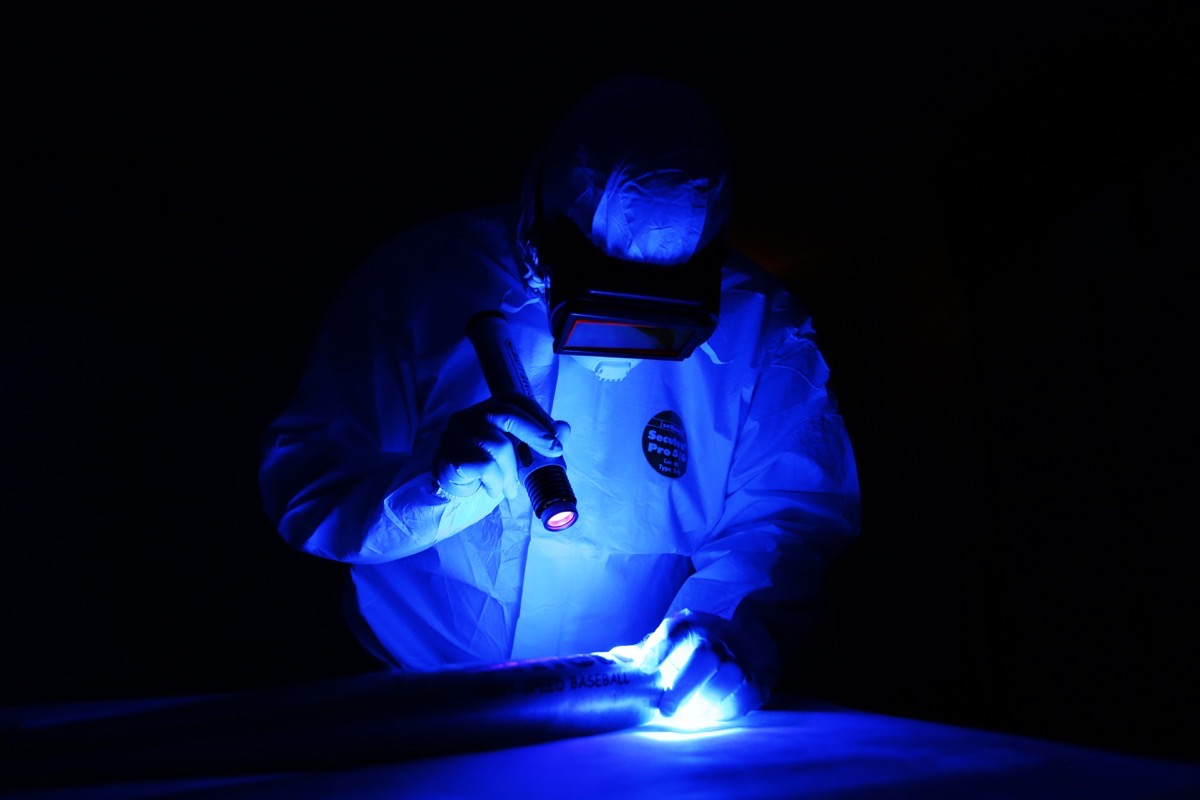
IRCGN - Mise en évidence de traces latentes

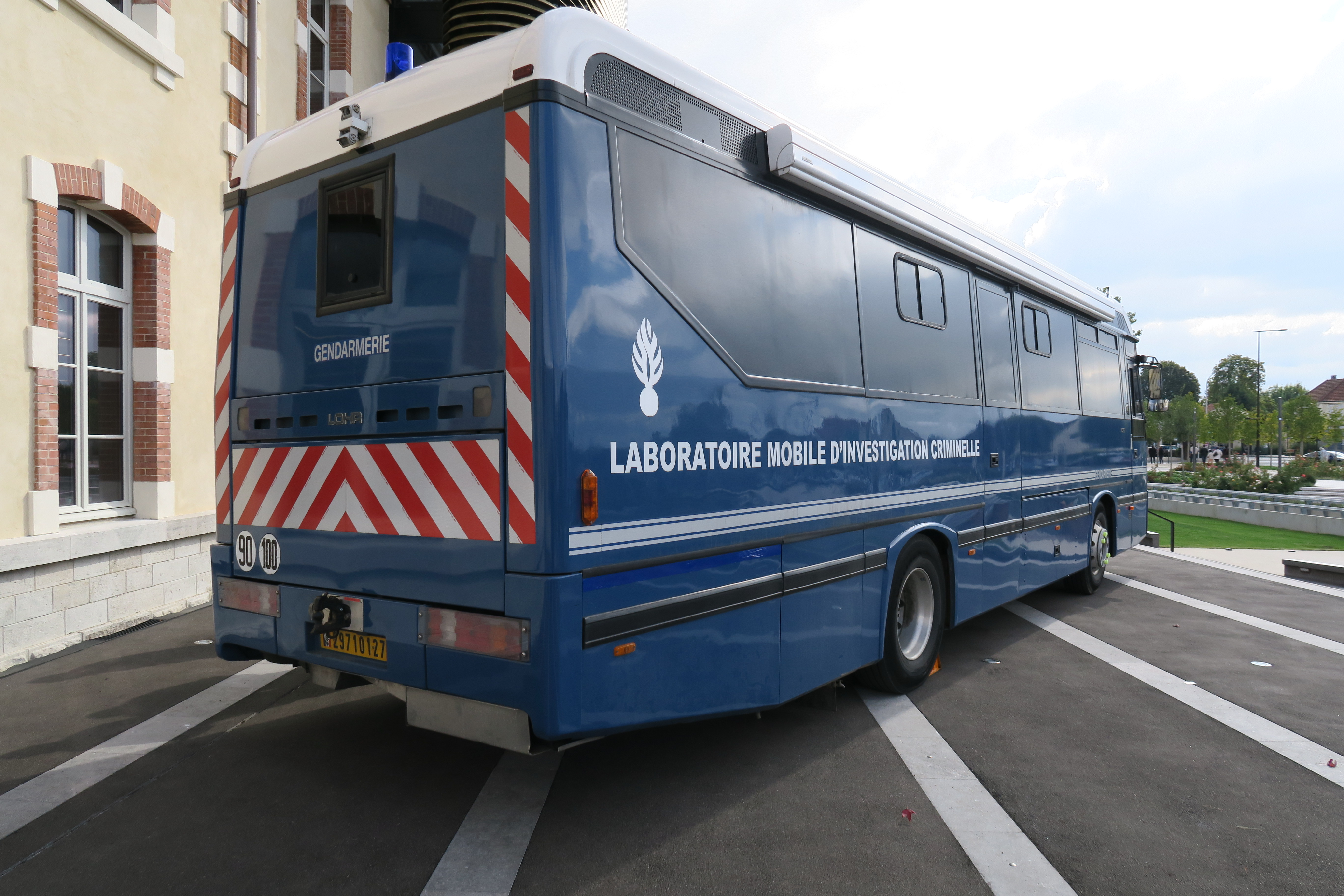
Laboratoire mobile d'investigation criminelle Lab'UNIC de l'IRCGN

 (juillet 2020).
 (octobre 2024).
L'Institut de recherche criminelle de la gendarmerie nationale (IRCGN) est une unité de la Gendarmerie nationale française chargée des aspects scientifiques des investigations avec pour mission :
- l'analyse des prélèvements effectués sur le terrain par du personnel spécialisé, les techniciens en identification criminelle (TIC) ;
- le soutien et l'assistance aux unités de terrain lors des enquêtes complexes ;
- la formation ;
- la recherche.

L'IRCGN appartient au Pôle judiciaire de la gendarmerie nationale aux côtés du Service central de renseignement criminel et de l'Observatoire des systèmes de transport intelligents. Créé en 1987 sous le nom de section technique d'investigation criminelle de la Gendarmerie (STICG), l'institut est implanté depuis l'été 2015 à Pontoise (Val-d'Oise). Il est l'un des six laboratoires français de police scientifique parmi les cinq laboratoires de la Police nationale. 

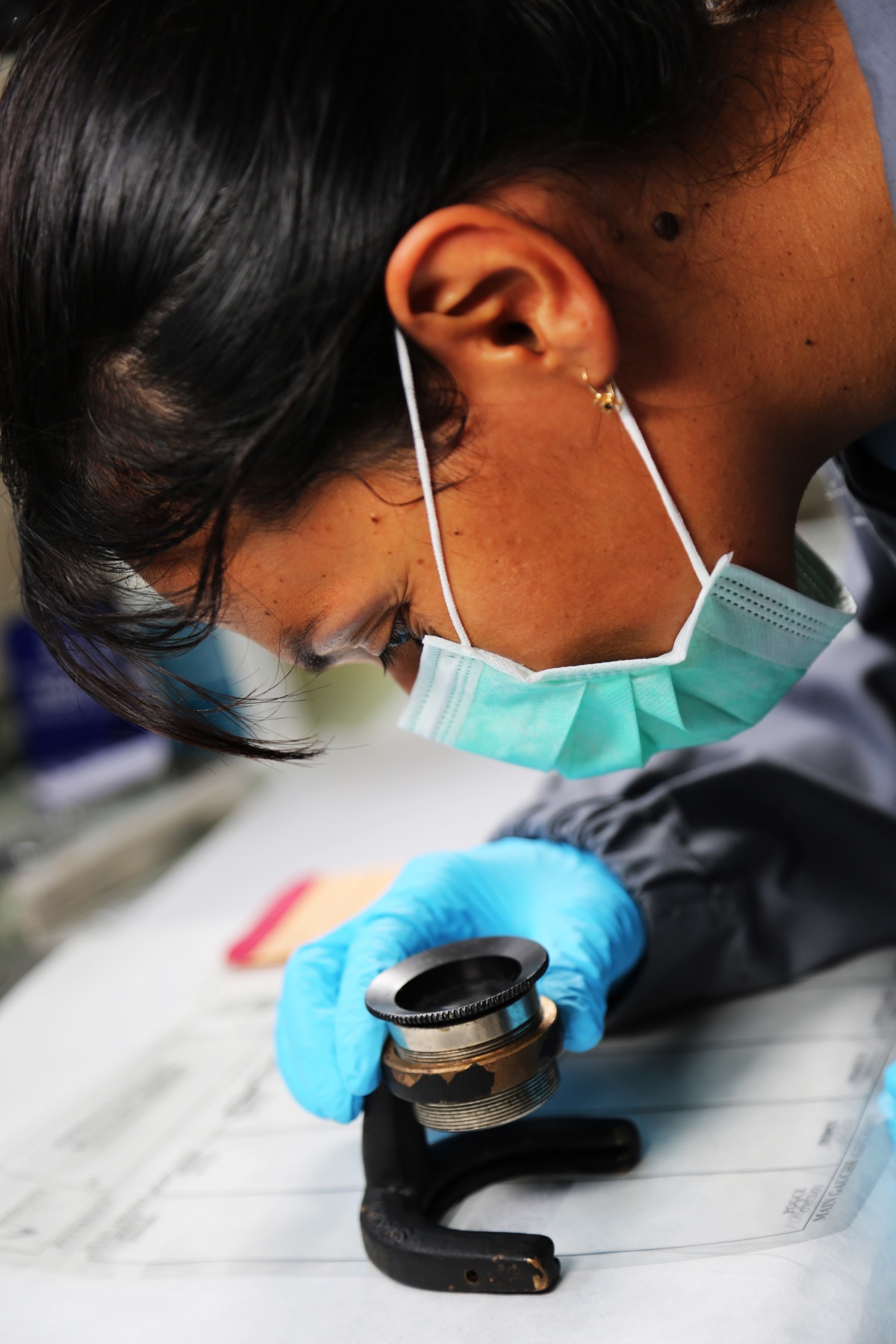
IRCGN - Contrôle visuel

## Présentation

### Historique

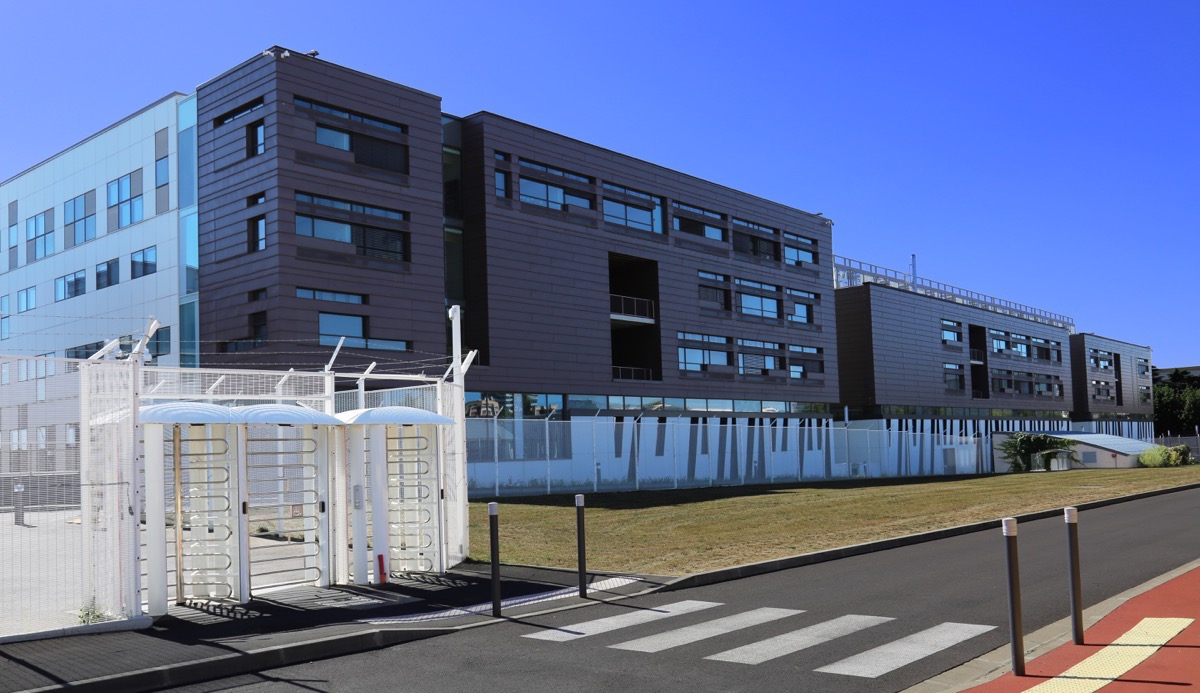
L'IRCGN à Pontoise

L'IRCGN voit le jour le 23 février 1987 lorsque les pouvoirs publics prennent conscience - notamment à la suite de l'affaire Grégory - du besoin de développer les capacités d'investigation criminelle de la Gendarmerie. Le capitaine Serge Caillet est alors chargé de créer un 6e laboratoire français de police scientifique en complément des 5 laboratoires de la Police nationale déjà existants.

#### Chronologie
La Section technique d'investigations criminelles de la gendarmerie (STICG) voit le jour en 1987 à Rosny-sous-Bois au sein du Centre technique de la gendarmerie nationale (CTGN) et prend trois ans plus tard son nom actuel par décision ministérielle. L'institut, réorganisé en quatre divisions, développe à cette époque des disciplines nouvelles de la médecine légale (anthropologie, entomologie, thanatologie et odontologie). En 1992, l'accident du Mont Sainte-Odile, cause de la mort de 72 personnes, incite la Gendarmerie à renforcer ses capacités de relevage et d'identification de victimes. La Cellule identification des victimes de catastrophes (CIVC) est alors créée.
Le développement de l'institut se poursuit, avec la création en 1996 de la cellule assurance qualité afin d'assurer notamment la conformité avec la norme ISO 17025. Elle deviendra plus tard un service à part entière. La même année, le décret 96-74 qui modifie l'article D7 du code de procédure pénale sanctionne l'égalité de compétences de la Gendarmerie et de la Police nationale en matière d'examens techniques et scientifiques. Les effectifs sont renforcés l'année suivante par l'arrivée de civils dans certains départements. Les compétences de l'institut s'accroissent en 2008 à la suite de la création, par décret, du Fichier national automatisé des empreintes génétiques (FNAEG) et celle à l'IRCGN du Service central de préservation des prélèvements biologiques (SCPPB). Les scientifiques disparaissent progressivement de l'institut avec la suppression en 2001 du service national. Ce manque est compensé par l'arrivée de stagiaires dans le cadre des Conventions armée jeunesse (CAJ). En 2015, l'Institut quitte son emplacement initial pour rejoindre Pontoise.

#### Liste des commandants de l'unité
- STIG :
  - 1987-1990, le chef d'escadron Serge Caillet
- IRCGN :
  - 1990-1995, le pharmacien chimiste en chef Paul Lafargue
  - 1995-1997, le colonel Jean-Claude Kervinio
  - 1997-2003, le colonel Serge Caillet
  - 2003-2009, le colonel Jacques Hébrard
  - 2009-2015, le colonel François Daoust
  - 2015-2018, le colonel Patrick Touron
  - 2018-2022, le colonel Franck Marescal
  - 2022-2024, le général de brigade François Heulard
  - Depuis le 1er septembre 2024, le colonel Stéphane Calderara

### Missions
Pour l'emploi, l'IRCGN relève de la Direction générale de la gendarmerie nationale (Direction des opérations et de l'emploi, sous-direction de la Police judiciaire), et assure les missions suivantes :
- effectuer, à la demande des Officiers de police judiciaire (OPJ) et des magistrats, des examens techniques ou scientifiques, ainsi que des expertises à la demande exclusive des magistrats. Ces différents travaux, exécutés conformément aux règles de la procédure pénale, donnent lieu à l'établissement de rapports ;
- apporter aux directeurs d'enquête, en cas de besoin (crimes graves ou catastrophes), le soutien nécessaire au bon déroulement des opérations de prélèvement technique et scientifique (PTS) ou d'aide à l'identification des victimes ;
- concourir directement à la formation des techniciens en identification criminelle et à la formation des enquêteurs (de tous les niveaux) ;
- poursuivre, dans tous les domaines des sciences forensiques, les recherches rendues nécessaires par le développement des techniques d'investigation criminelle.

### Organisation et structure

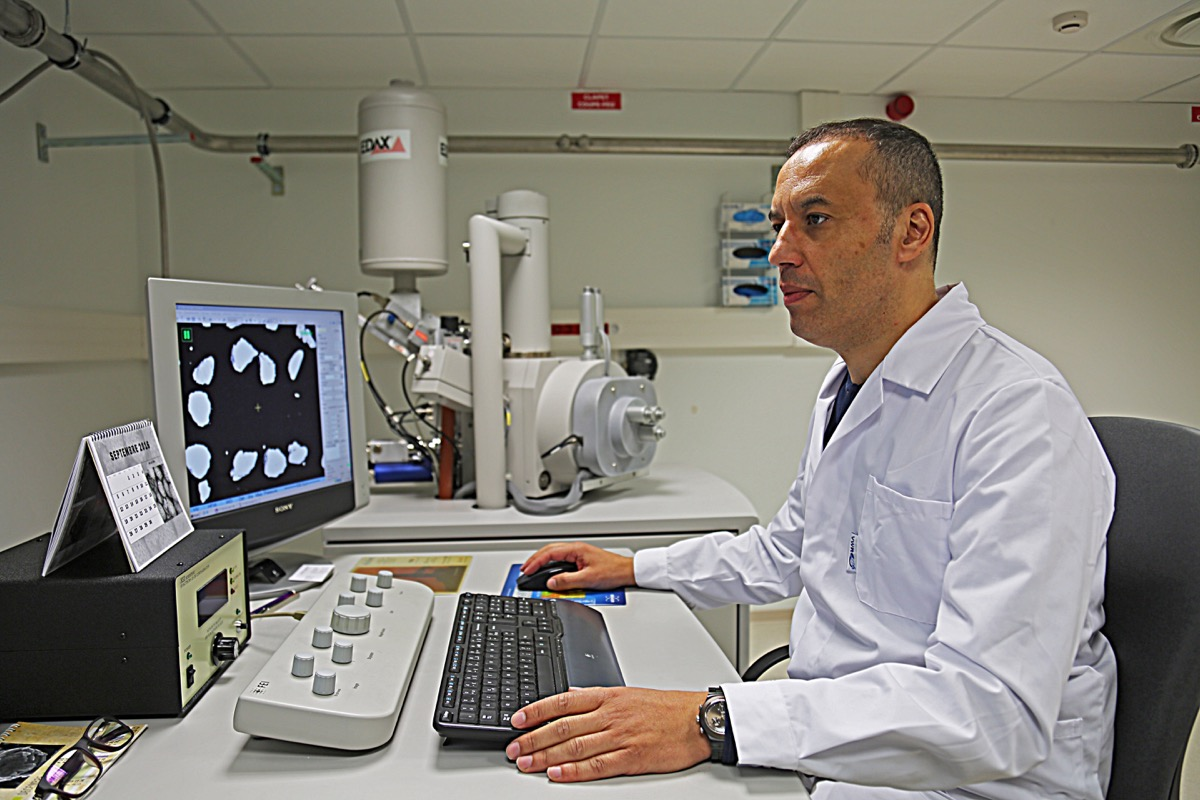
IRCGN : Analyse au microscope électronique à balayage (MEB)

Les directives européennes sur l’accréditation des laboratoires notamment pour les analyses ADN, alliées à la création du PJGN et à sa reconstruction sur le site de Pontoise avec l’intégration au sein des nouveaux locaux de nouvelles capacités d’expertises, conduisent à proposer l'organisation suivante, mise en œuvre depuis le 1er septembre 2014 :
- la Division criminalistique physique et chimie (DCPC) regroupe les activités physicochimiques, balistique, microanalyse, environnement-incendies-explosifs, toxicologie ;
- la Division criminalistique ingénierie et numérique (DCIN) comprend les activités liées à l’ingénierie et aux nouvelles technologies : signal image-parole, documents, véhicules ;
- la Division criminalistique identification humaine (DCIH) est composée des activités ayant trait à l'odontologie et la médecine légale, l’anthropologie et l’hématomorphologie, la faune et la flore forensiques, les empreintes digitales ;
- la Division criminalistique biologie et génétique (DCBG) est un pôle unique d’experts en génétique au sein d'une même chaîne fonctionnelle. Un Département d'expertises génétiques, un Département d'analyses génétiques et un Service central de préservation des prélèvements biologiques forment la DCBG ;
- un Service interprétation des données est chargé de l’interprétation statistique des indices et des preuves ;
- un Service saisine scellés et un Service assurance qualité assurent la traçabilité des dossiers et scellés ainsi que la promotion et le suivi de la politique qualité souhaitée par la direction de l’Institut ;
- une Unité d'investigations et d'identification (U2I) est quant à elle une composante tactique et opérationnelle, disponible 24h/24, avec des spécialistes hautement qualifiés se projetant sur des scènes de crime complexes ou de grandes catastrophes.

### Organigramme
- Directeur (DRT)
- Directeur adjoint (DRTA)
- Services reportant à la direction :
  - Assurance qualité (ASQ)
  - Service saisine scellés (SCL)
  - Service interprétation des données (SID)
- Unité d'investigations et d'identification (U2I) :
  - Unité gendarmerie d'identification des victimes de catastrophes (UGIVC)
  - Unité nationale d'investigation criminelle (UNIC)
- 4 Divisions criminalistiques :
  - Division criminalistique physique et chimie (DCPC) :
    - Département environnement incendies explosifs (DEIE)
    - Département toxicologie (TOX)
    - Département balistique (DB)
    - Département microanalyse (MCA)

  - Division criminalistique ingénierie et numérique (DCIN) :
    - Département signal image parole (SIP)
    - Département documents (DCT)
    - Département véhicules (VHC)

  - Division criminalistique identification humaine (DCIH) :
    - Département empreintes digitales (EDG)
    - Département anthropologie - hématomorphologie (ANH)
    - Département médecine légale et odontologie (MLO)
    - Département faune et flore forensiques (FFF)

  - Division criminalistique biologie et génétique (DCBG) :
    - Département expertises génétiques (DEG)
    - Département analyses génétiques (DAG)
    - Service central de préservation des prélèvements biologiques (SCPPB)

### La chaîne criminalistique
Les activités de criminalistique et de rapprochements judiciaires interviennent en gendarmerie à trois niveaux.

#### Niveau local
Les Techniciens en identification criminelle de proximité (TICP) des Brigades territoriales autonomes (BTA) et des Communautés de brigades (COB) luttent, au travers notamment de relevés de traces ou de recherche d’indices systématiques, contre la délinquance de proximité (cambriolages, vols de véhicule, incivilités...) Les enquêteurs de la gendarmerie apportent, quant à eux, une réponse immédiate aux situations pénales, en recherchant en permanence l’information et le renseignement judiciaires.

#### Niveau départemental

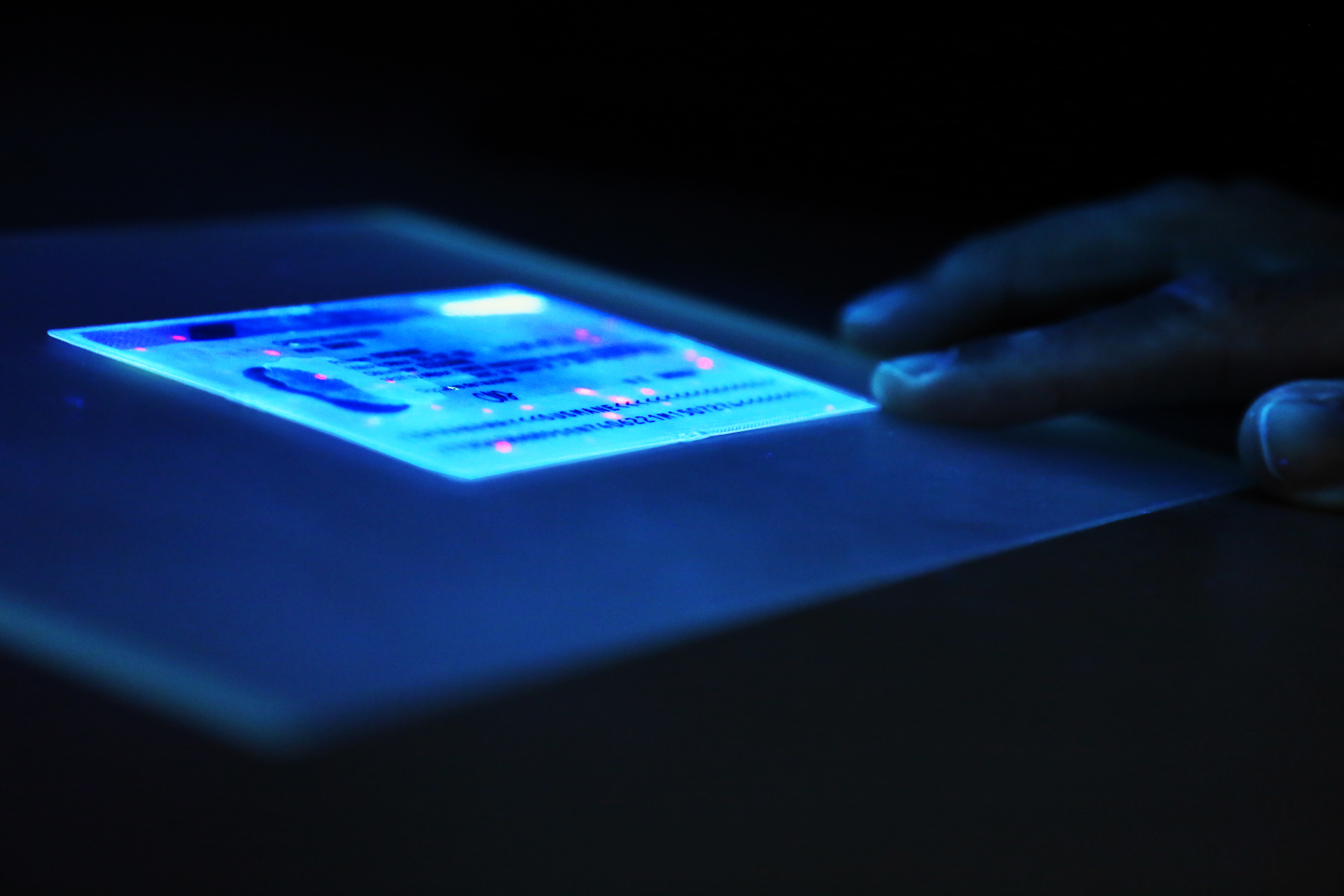
IRCGN : Analyse d'un document administratif

À ce niveau, la criminalistique est exercée par les Techniciens en identification criminelle (TIC), les spécialistes en nouvelles technologies (N’TECH) ou fraude documentaire (EFD), et les Coordinateurs des opérations de criminalistique (COCRIM) des Brigades départementales de renseignements et d’investigations judiciaires (BDRIJ). D’autres spécialistes départementaux, formés en matière d’investigation criminelle, d’analyse criminelle (ANACRIM) ou maîtrisant des techniques particulières (portrait-robot, environnement et santé publique, etc.), concourent au rapprochement judiciaire et à la détection des phénomènes.

#### Niveau national
Dans les cas complexes (homicides, criminalité organisée et terrorisme, catastrophes de masse, etc.), les activités de criminalistique et de rapprochements judiciaires relèvent du Pôle judiciaire de la gendarmerie nationale (PJGN). Cette unité centrale dans le paysage judiciaire, dispose d’une capacité de projection immédiate et d’une disponibilité 24h/24. Elle développe des synergies entre l’Institut de recherche criminelle de la gendarmerie nationale (IRCGN), unité d’experts, et le Service central de renseignement criminel (SCRC), chargé de la gestion de bases de données nationales et de la centralisation du renseignement judiciaire. Enfin, le conseiller criminalistique assure la cohérence de l’ensemble de cette chaîne « forensique » de la Gendarmerie nationale.

### Personnels
L’IRCGN est servi par près de 250 personnes militaires et civiles de la Gendarmerie et du Service de santé des armées (médecins légistes, chirurgiens, dentistes, pharmaciens).
Servent également au sein de l’établissement du personnel civil du corps des ingénieurs et techniciens supérieurs. Les activités de l’Institut nécessitent du personnel à haut niveau de formation scientifique (licence, master, doctorat).
Ces savoir-faire permettent aux magistrats et aux enquêteurs nationaux de recourir à des prestations techniques et scientifiques de très haut niveau pour leurs investigations.

### Enseignement, recherche et développement
Le Bureau de l’enseignement, de la documentation et des relations extérieures (BEDRE) est supervisé par le Directeur enseignement, recherche en criminalistique et médecine légale (DERCML).

#### Enseignement et formation
En interne, en relation avec le service assurance qualité et dans le cadre du processus de qualification des experts, des plans de formation pour le personnel nouvellement affecté sont mis en place dans les départements. Chaque année, une session de formation procédurale à l’expertise est organisée par le Pôle judiciaire de la Gendarmerie nationale. Tous les deux mois, les matinées de l’Institut permettent d’étudier des thèmes transversaux en criminalistique grâce à des intervenants internes ou externes. Les départements criminalistiques sont largement impliqués dans l’enseignement dispensé au profit de l’École des officiers de la Gendarmerie nationale (EOGN) et du Centre national de formation à la police judiciaire (CNFPJ), mais également au profit de la police nationale. Dans le cadre de la formation continue indispensable, le personnel de l’Institut participe à différents colloques, séminaires ou congrès en France et à l’étranger. Chaque année, des membres du personnel suivent des cycles complets d’enseignement auprès d’universités, de laboratoires ou d’écoles, en France et à l’étranger.
L’Institut est également largement sollicité pour dispenser des enseignements auprès d’universités ou pour encadrer des stagiaires. Une convention avec l’université Paris-Descartes permet à l’institut de codiriger le diplôme universitaire de coordinateur des opérations de criminalistique, un diplôme universitaire de criminalistique et un diplôme d’expertise en écriture et documents. En partenariat avec l’École nationale de la magistrature (ENM), l’Institut contribue chaque année à la tenue d’un séminaire intitulé «Preuve pénale et progrès scientifique». Ce séminaire accueille de nombreux magistrats, commissaires de police et officiers de gendarmerie et donne l’occasion d’échanges productifs sur la problématique de la scène de crime.

#### Recherche et développement
La recherche et le développement sont une part intégrale du travail des départements. Les personnels du laboratoire, détachés au sein de l’enseignement supérieur de haut niveau pendant un an lors de leur cycle de formation, sont ainsi engagés dans ces travaux de recherches, que ce soit en Master II, Postgrade ou thèses.
Ce domaine d’investigation scientifique est renforcé par l’accueil d’étudiants de Master II à l’occasion de stages de 4 à 6 mois. Afin d’acquérir la qualité d’expert, le personnel est tenu d’effectuer un travail de recherche et développement faisant l’objet d’un mémoire et de sa soutenance devant un collège scientifique.
Chaque année, l’IRCGN reçoit plusieurs centaines de militaires de la Gendarmerie nationale pour les former aux techniques de la criminalistique. Ces formations sont également dispensées, par des experts de l’IRCGN, dans des écoles de police ou des laboratoires de criminalistique d’États étrangers, dans le cadre de protocoles de coopération.

## Le Service assurance qualité (SAQ)
La mission du Service assurance qualité est d’accompagner au quotidien les différents départements et services de l’Institut dans leur démarche d’amélioration. La politique qualité de l’IRCGN a pour objectifs permanents de : 
- fournir un service qui répond aux besoins des enquêteurs et magistrats, à savoir : satisfaire les demandes d’essais en fournissant des conclusions et résultats clairs et fiables dans des délais et avec des coûts acceptables ;

- travailler en conformité avec le cadre juridique, les normes existantes et les bonnes pratiques développées par les groupes de travail de l’European network of forensic science institutes (ENFSI) (Réseau européen des instituts de sciences forensiques), dont l’IRCGN est membre fondateur ;

- établir la confiance tant dans l’aptitude de l’IRCGN à fournir des prestations d’essais de qualité que dans le maintien et l’amélioration du processus qualité.

### Missions
Ce service est chargé de la mise en place de la structure documentaire qualité conformément aux prescriptions de la norme NF EN ISO/CEI 17025.
Pour cela, le Service assurance qualité doit :
- clarifier l’organisation et les responsabilités ;
- maîtriser les prestations d’essai(s) et le démontrer ;
- assurer l’évolution harmonieuse de l’Institut conformément aux objectifs de la direction de l’Institut.

La structure documentaire du laboratoire est constituée autour de deux axes :
- un axe transversal au niveau Institut qui définit les objectifs et les prescriptions générales applicables à l’ensemble de l’IRCGN;
- un axe vertical où sont déclinées les prescriptions spécifiques par département et par service.

Le Service assurance qualité gère la participation de chaque département et service à des essais inter-laboratoires (essais d’aptitude réalisés en aveugle permettant de s’assurer de la qualité des résultats) dans le cadre de programmes français et internationaux. Le service assurance qualité effectue les audits internes au sein de l’Institut. L’audit est un outil important qui permet de s’assurer de la conformité des documents de prescription et de leur mise en œuvre. L’audit est effectué afin d’évaluer et mesurer l’efficacité du système de management, en suggérer des améliorations et fournir ensuite ces informations à la direction, qui émet alors les mesures correctives dans le cadre d’un plan d’actions annuel.

### La métrologie
La cellule métrologie fait partie intégrante du Service assurance qualité. La métrologie consiste en un suivi du parc d’équipements critiques de laboratoires.
Par instruments critiques, il faut entendre tous ceux qui ont un impact sur la qualité du résultat final, nécessitant alors une traçabilité des mesures obtenues et une évaluation des écarts.
Il s’agit d’effectuer des contrôles spécifiques à chaque catégorie d’appareils selon des fréquences définies. Les vérifications sont fixées en fonction de la fréquence d’utilisation de l’appareil et de la précision recherchée et conformément aux prescriptions des normes de références. La cellule métrologie assiste et conseille les différents départements et services lors de l’acquisition de nouveaux matériels de laboratoires.

## Le Service d’interprétation des données (SID)
L’objectif de ce service est de consolider et fiabiliser les rapports d’experts de l’IRCGN en éprouvant les rapports d’experts par la rigueur mathématique, et en enrichissant les méthodes d’analyse d’une dimension statistique.

### Missions
Ce service a pour missions d’agir et former sur les axes suivants :
- identifier et empêcher les biais (logiques, cognitifs, surinterprétations …)  pouvant avoir pour conséquence une erreur judiciaire ;
- évaluer les incertitudes liées aux méthodes analytiques ;
- estimer les paramètres d’influence dans l’étude des traces sous l’angle criminalistique (probabilités de contact, transfert, persistance, pertinence …)
- évaluer la force probante des indices, comme la probabilité des résultats (si le suspect est l’origine), versus (si l’hypothèse de la défense est vraie) ;
- lier hypothèses d’enquête, contexte et résultats observés – y compris et surtout sur plusieurs types de traces – par la logique et les probabilités, de manière robuste et visuelle, par les réseaux bayésiens (tel que présentés ci-dessous).

l’IRCGN s’ancre, par une action de fond, dans les sciences du raisonnement en plus des sciences de l’observation, dans le but de garantir à ses requérants non seulement plus de rigueur scientifique, mais également une meilleure capacité à traiter les cas complexes, et une meilleure consolidation du dossier qui sera discuté selon le principe du contradictoire.

## L’Unité d’investigations et d’identification (U2I)
Cette composante opérationnelle regroupe à son sein, deux unités : l’Unité gendarmerie d’identification des victimes de catastrophes (UGIVC) et l’Unité nationale d’investigation criminelle (UNIC).

### L’Unité gendarmerie d’identification des victimes de catastrophes (UGIVC)

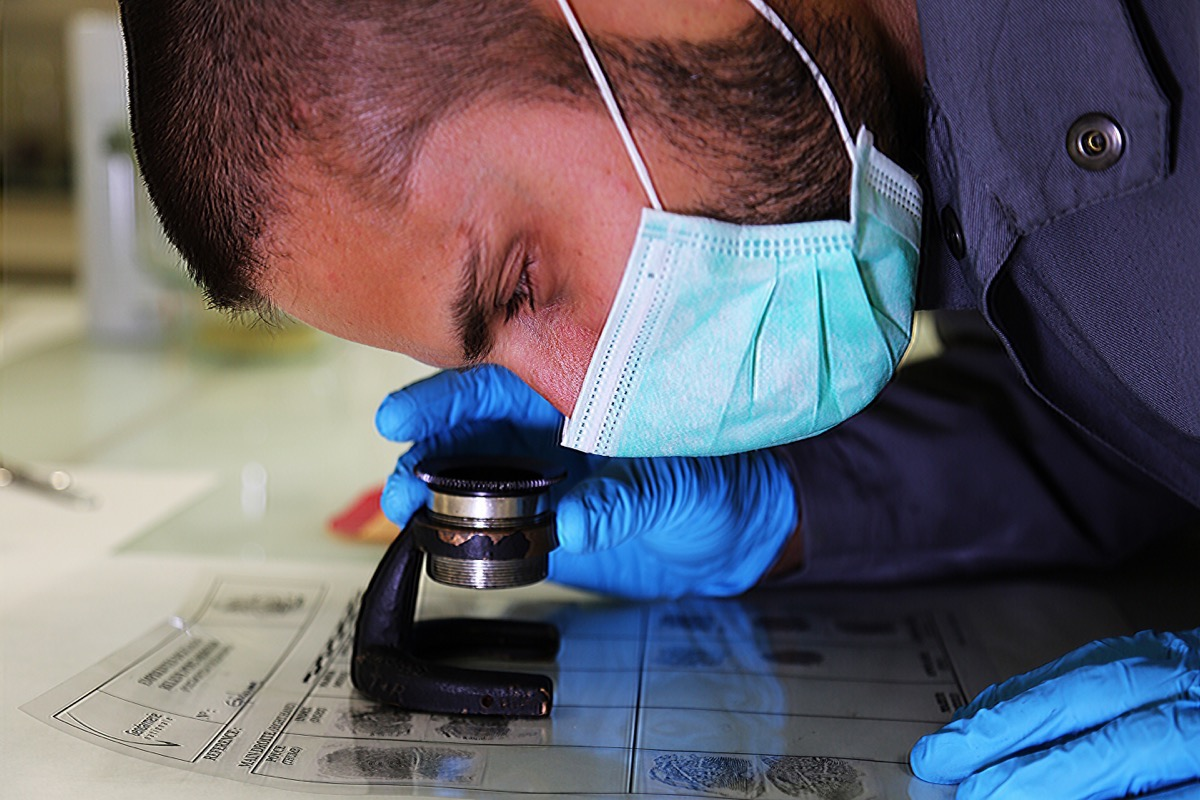
IRCGN : Analyse d'empreintes digitales

Lorsqu’un évènement majeur se produit sur le territoire national impliquant un grand nombre de victimes ou dès lors que des ressortissants français comptent parmi les victimes d’un événement similaire à l’étranger, l’Unité gendarmerie d’identification des victimes de catastrophe est activée.
Cette unité d’intervention est disponible 24 heures sur 24 et projetable en tout point du territoire national, voire à l’étranger. L’UGIVC, tout comme l’UNIC (Unité nationale d’investigation criminelle), est une unité de circonstance, composée d’experts de l’IRCGN (Empreintes digitales, Génétique, Médecine légale, Odontologie, Anthropologie...) et modulable en fonction du type de catastrophe. Selon la typologie de la mission d’identification (incendie, carambolages, explosion), d’autres experts rejoignent ainsi l’équipe. L’UGIVC peut compter également sur le renfort de médecins légistes ou dentistes (d’active ou de réserve) du Service de Santé des Armées.
Créée en 1992 à la suite de l’accident du Mont Saint Odile, l’UGIVC a depuis été engagée à plus de quatre-vingt reprises en France, en Outre-mer et à l’étranger, majoritairement dans un cadre judiciaire, mais également dans des procédures extrajudiciaires (ou administratives), pour notamment l’identification de français décédés à l’étranger.
L’identification de victimes de catastrophe est délicate pour plusieurs raisons. L’ampleur de l’événement joue sur la sensibilité de l’opinion publique et donc sur le traitement médiatique en de pareilles situations. La présence de victimes de différentes nationalités ajoute nécessairement un volet diplomatique à la mission. Ainsi, elle répond à une méthodologie stricte et s’appuie sur des recommandations Interpol.
Le principe de l’identification de victime repose sur une analyse comparative d’informations (données dentaires, empreintes digitales, ADN...) collectées sur le site de la catastrophe (données post mortem) avec ces mêmes informations, cette fois relatives à la personne disparue de son vivant (données ante mortem). Elle permet l’identification formelle des victimes et la restitution des corps à leurs proches. Cette mission nécessite de déployer simultanément différentes équipes distinctes permettant : le traitement du site de la catastrophe (relevage des corps et éléments d’informations), la réalisation des opérations d’autopsie, la collecte des informations ante mortem auprès des familles, médecins ou dentistes traitants.
L’UGIVC assiste également ses homologues étrangers pour la collecte d’informations ante ou post mortem. Enfin, l’Unité Gendarmerie d’Identification de victimes de catastrophe est impliquée dans différents groupes de travail (Interpol...) et participe régulièrement à des séminaires en France ou à l’étranger sur l’identification de victimes.
Quelques interventions majeures de l’Unité gendarmerie d’identification de victimes de catastrophe : 
- 20 janvier 1992 : un Airbus A320 s’écrase sur le Mont-Saint- Odile (Bas-Rhin) causant la mort de 87 passagers. L’IRCGN crée alors la Cellule d’Identification de victimes de catastrophe (CIVC).
- 9 février 1992 : un Convair CV 640, assurant une liaison  pour le ClubMed entre Dakar et Cap Skirring s'écrase à Kafountine : 28 passagers décèdent.
- 10 novembre 1993 : carambolage sur l'A10 à Mirambeau ( Charente-maritime) le brasier cause la mort de 17 personnes.
- 16 décembre 1995 : 16 personnes sont découvertes mortes à Saint-Pierre de Chérennes (Isère). Cette affaire dite du Temple solaire défraiera la chronique.
- 24 mars 1999 : un incendie dans le tunnel du Mont Blanc (Savoie) provoque la mort de 39 automobilistes.
- 27 juillet 2000 : un Concorde d’Air France s’écrase à Gonesse (Val d’Oise) peu après son décollage. 117 victimes seront recensées (passagers et occupants d’un hôtel).
- 8 mai 2002 : un attentat vise un bus transportant des employés de la Direction des constructions navales françaises à Karachi (Pakistan) et cause le décès de 14 personnes.
- 26 décembre 2004 : un tsunami d’une rare violence ravage l’Asie du Sud-Est et une partie de l’Océan Indien. 184 000 victimes seront recensées.
- 1er juin 2009 : un Airbus A330 reliant Rio de Janeiro à Paris s’abîme dans l’Océan Atlantique avec 228 passagers et membres d’équipage.
- 24 juillet 2014 : un avion Mc-Donnell Douglas MD 83 d'Air Algérie s’écrase au Mali causant la mort des 118 personnes à bord.
- 24 mars 2015 : un Airbus A320 de la compagnie Germanwings s’écrase sur le massif des Trois Evêchés dans les Alpes de Haute Provence, causant la mort de 150 passagers et membres d’équipage.
- 23 octobre 2015 : une semi-remorque entre en collision avec un autocar à Puisseguin, en Gironde. 43 corps seront dégagés des carcasses calcinées.
- 14 novembre 2015 : le déraillement d’une rame de TGV test à une dizaine de kilomètres de Strasbourg provoque la mort de 11 personnes.
- 20 novembre 2015 : une fusillade suivie d’une prise d’otages à l’hôtel Radisson Blu de Bamako (Mali) fait 22 morts.
- 15 janvier 2016 : l’attaque contre un restaurant et un hôtel de Ouagadougou fait 29 morts.

### L’Unité nationale d’investigation criminelle (UNIC)

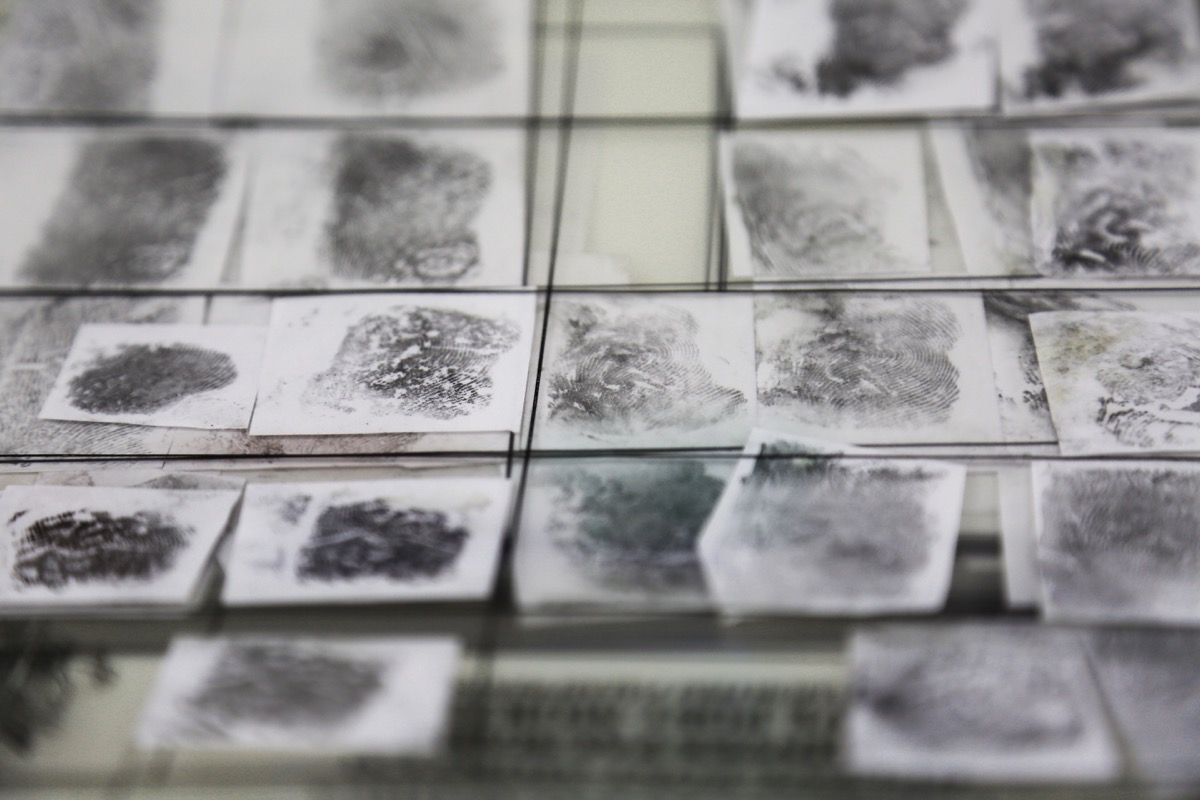
IRCGN : Relevé post mortem décadactylaire

L’exploitation des indices matériels constitue un maillon essentiel de l’enquête judiciaire. Lorsque l’ampleur, la complexité ou la sensibilité d’une affaire dépasse les moyens départementaux de la gendarmerie nationale, magistrats et enquêteurs ont la possibilité de demander le concours de l’Unité nationale d’investigations criminelles (UNIC), subordonnée au Pôle judiciaire de la gendarmerie nationale.
Cette unité d’intervention est disponible 24 heures sur 24 et projetable en tout point du territoire national, voire à l’étranger. L’UNIC est une unité de circonstance, composée d’experts de l’IRCGN (Gel état des lieux, Empreintes digitales, Génétique, Balistique, Microtraces, Informatique, Electronique, Traces de sang, Faune-flore...), qui est modulable en fonction du type de scène de crime à traiter et des besoins du directeur d’enquête. Dotés d’un équipement de pointe, ils apportent leur expertise, complémentaire au travail des équipes techniques locales.
En effet, cette synergie avec les techniciens en identification criminelle (TIC) départementaux, ou d’autres unités spécialisées telles que la Cellule nationale d’investigation cynophile de la Gendarmerie (équipe dotée de chiens de recherche de cadavre) et les techniciens en identification subaquatique (TIS) apporte une réelle valeur ajoutée au traitement de cas complexes.
Le chef de l’UNIC coordonne l’action des personnels engagés, en concertation avec le coordinateur local des opérations de criminalistique. Ce Cocrim assure un lien nécessaire entre le directeur d’enquête, le directeur des opérations, les scientifiques et les magistrats.

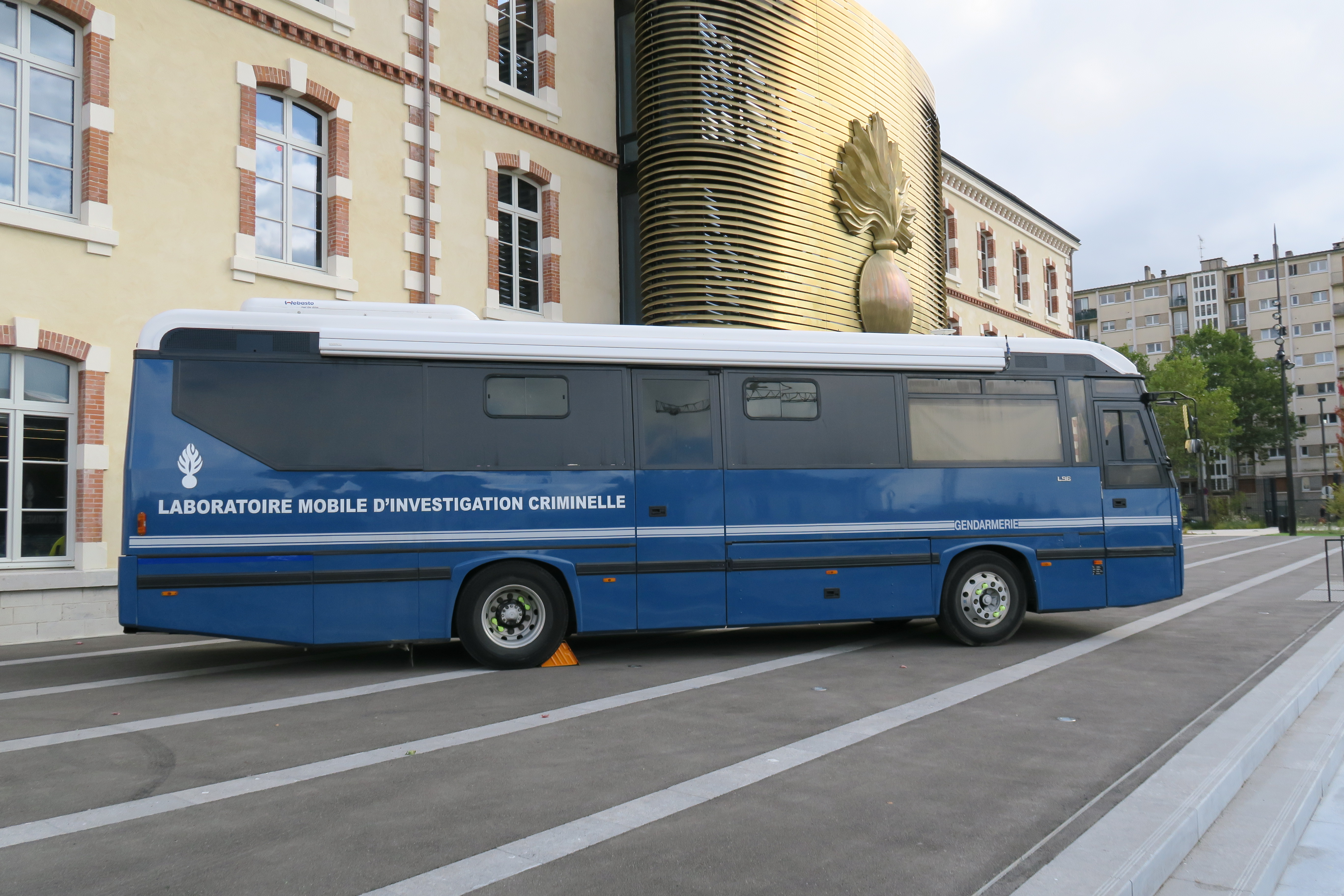
Laboratoire mobile d'investigation criminelle Lab'UNIC de l'IRCGN photographié devant le Musée de la Gendarmerie nationale.

L’UNIC participe à la formation des personnels de la Gendarmerie (techniciens, enquêteurs) ou des magistrats. Cette unité maintient une ouverture constante vers l’extérieur, participant régulièrement à des groupes de travail et séminaires sur le traitement de scène de crime, en France ou à l’étranger. L’UNIC c’est ainsi plus de 200 interventions par an sur des scènes de crime, en France métropolitaine ou en Outre-mer, voire à l’étranger.
L’UNIC est doté d’équipements spécifiques et d’appareils sophistiqués transportables, permettant aux experts de mener à bien leur mission et ce, quelles que soient les circonstances. À cet effet, a été conçu un laboratoire d’analyse projetable au plus près de la zone de travail : le Lab’UNIC. Il est composé d’un poste de commandement, doté de liaisons radio et satellite, ainsi que d’un espace d’analyse modulable et en totale autonomie énergétique.
Enfin, en partenariat avec la Cellule nationale NRBC (Nucléaire, Radiologique, Bactériologique, Chimique) de la Gendarmerie, l’UNIC participe à des exercices qui ont permis l’élaboration de protocoles d’intervention en milieu contaminé. Ces unités ont développé cette capacité supplémentaire de constatations en ambiance dégradée et ont été engagées à plusieurs reprises en milieu hostile (traitement de scène de crime ou autopsie).

## Le Service saisine-scellés (SCL)
La criminalistique, telle qu’elle est pratiquée à l’Institut de recherche criminelle de la gendarmerie nationale, recouvre un large champ de compétences et d’activités, éminemment spécialisées.
Point d'entrée de l'IRCGN, le service saisine scellés est chargé : 
- d’assurer l’interface entre les départements criminalistiques et les requérants confrontés à des questions de Police technique et scientifique (PTS) concernant :
  - la faisabilité des investigations demandées,
  - les délais nécessaires à l’examen,
  - les précautions à prendre sur le terrain pour la nature et la conservation des prélèvements ;
- de renseigner les unités sur les règles de saisine de l’Institut ;
- de réceptionner les saisines et les scellés acheminés à l’Institut par voie postale, transporteur spécialisé ou déposés directement par les enquêteurs ;
- de vérifier la conformité juridique des saisines et l’intégrité physique des scellés ;
- de faire régulariser les saisines non conformes ;
- d’enregistrer les saisines et les scellés dans la base affaire de l’Institut ;
- d’assurer la conservation optimale des scellés, avant leur analyse et leur traçabilité au sein de l’Institut ;
- d’expédier aux requérants les rapports d’expertise/examens scientifiques et les scellés à l’issue des analyses.

## Division Criminalistique physique et chimie (DCPC)
Nombre d’actions criminelles, délictuelles ou accidentelles s’appuient sur des moyens matériels et techniques. Aussi, les sciences exactes et les sciences de la nature que sont la physique et la chimie contribuent à la démonstration des procédés mis en œuvre par les criminels et les délinquants en ayant interagi fortuitement.

### Département environnement incendies explosifs (DEIE)
Créé en 1991, le Département environnement - incendies - explosifs (DEIE) est un département à vocation « terrain » et « analytique laboratoire » qui couvre l’identification de polluants, l'analyse chimique de produits inconnus et de produits de marquages, la mise en évidence de produits inflammables et l'étude de tous types d’engins explosifs.
Pour l’enquêteur, les incendies et les explosions présentent bien des similitudes. Outre le phénomène chimique, qui dans les deux cas est une combustion où seule la vitesse de réaction diffère, les conséquences sont souvent semblables, avec une destruction partielle ou totale des lieux concernés. De plus, une explosion peut précéder ou succéder à un incendie, ce qui rend le travail d’investigation d’autant plus délicat.

#### Les incendies
Les causes possibles d’un incendie sont : l’origine naturelle, l’origine technique accidentelle, l’origine humaine accidentelle et l’origine humaine volontaire. Dans tous les cas, pour qu’un incendie puisse éclater, il est nécessaire que trois éléments soient présents au même moment :
- un combustible : tout élément susceptible de brûler et d’alimenter le foyer ; meubles, tissus, plastiques, végétaux et parfois même des liquides accélérants tels que le gazole ou l’essence ;
- un comburant : généralement l’oxygène présent dans l’air ambiant ; il est consommé par la combustion que l’on peut activer en ouvrant portes et fenêtres par exemple ;
- une source d’énergie: elle apporte l’énergie d’activation suffisante pour que la combustion puisse commencer ; il peut s’agir d’un point chaud d’un poste de soudure, d’un chauffage, d’une surintensité ou simplement d’une allumette.

Par leurs investigations, les enquêteurs et particulièrement les techniciens en investigations criminelles (TIC) déterminent le ou les foyers initiaux, lieux de l’origine de l’incendie. Des prélèvements peuvent alors être faits dans ces foyers pour être ensuite analysés au laboratoire. Les échantillons prélevés font l’objet d’analyses poussées, afin d’identifier les produits accélérant la combustion qui auraient pu être ajoutés à des fins criminelles.

#### Les explosions
Ce sont des réactions chimiques ou physiques s’accompagnant d’un important dégagement d’énergie en un temps très court provoquant onde de choc, souffle et chaleur intense. Les explosifs sont des produits employés purs ou en mélanges, que l’utilisateur fait entrer en combustion rapide ou instantanée en vue d’obtenir des effets destructifs. En criminalistique sont distinguées trois familles de produits explosifs : les explosifs militaires, industriels et artisanaux. Leurs effets différents permettent, dès les constatations, de déterminer la famille de produits utilisés. Les analyses en laboratoire préciseront ensuite la nature exacte du ou des produits utilisés.
Lors des investigations, le lieu précis de l’explosion est localisé par le cratère ou par les traces apparentes de combustion. En l’absence de ces marques, il faut s’assurer qu’il ne s’agit pas d’une explosion de vapeurs. Les infimes traces d’explosifs résiduels sont ensuite prélevées sur les supports durs par frottis de coton. Tous les éléments susceptibles d’avoir appartenu à l’engin explosif sont également récupérés et les conditions dans lesquelles l’explosion s’est produite sont décrites. L’ensemble des échantillons et indices est ensuite remis au laboratoire pour étude et analyse. Les analyses au laboratoire permettent, grâce à l’utilisation des techniques de chimie analytique les plus modernes, d’identifier la nature chimique de l’explosif. L’étude des débris permet de reconstituer l’engin explosif sous sa forme initiale, de déterminer son emballage, son mode de transport, voire de l’identifier selon la nature des composants.
Ce sont souvent les plus petits fragments qui permettent d’étudier et de reconstituer le système de mise à feu. C’est un élément crucial de l’engin qui informe sur les capacités du concepteur et sur son mode d’action. L’ensemble des études et des analyses permet de signer un type d’auteur et de l’associer à des affaires précédentes.

#### L’environnement et l’analyse chimique
L’environnement est une des préoccupations majeures de la population. Or, les pollutions sont nombreuses et multiples : pollution de l’air, des eaux, des sols. Pour les enquêteurs, il s’agit de mettre en évidence la pollution et d’identifier le pollueur. Les enquêteurs et particulièrement les référents et enquêteurs « atteintes à l’environnement et à la santé publique » (RAESP/EASP) effectuent les prélèvements qui sont ensuite confiés à l’IRCGN pour y être analysés. L’acquisition d’un savoir-faire analytique en matière environnementale a permis à l’IRCGN de développer une capacité en mesures chimiques de tout produit inconnu.

##### L’environnement
L’environnement est l’ensemble des éléments qui entoure les organismes vivants. Une pollution est une dégradation de l’environnement par un rejet de substances nocives.
Les pollutions sont de deux types :
- Les pollutions aiguës consécutives à un accident industriel qui ont un effet immédiat sur l’environnement ;
- Les pollutions chroniques par l’accumulation progressive de produits polluants qui ont, à terme, des actions importantes sur la faune et la flore, voire la santé humaine.

Il est possible de caractériser les infractions à la législation sur l’environnement : les analyses minérales et organiques des échantillons visent à identifier et quantifier les substances polluantes pour obtenir la signature chimique du pollueur. L’interprétation écotoxicologique des résultats et la comparaison avec les valeurs fixées par la législation permettent de caractériser l’infraction.

##### L’analyse chimique
La chimie occupe naturellement une place très importante en criminalistique car tout le monde vivant ou minéral est le produit d’une chimie complexe. Elle permet de détecter des traces infimes, de comparer deux échantillons ou d’identifier un produit par la séparation et la quantification de ses constituants. Au laboratoire, des produits d’intérêt criminalistique particulier sont recherchés, notamment les produits lacrymogènes, les encres de maculage de billets de banque…
La comparaison d’échantillons s’avère également discriminante : alliages de balles, huiles moteur…

###### L’extraction
La première étape dans le traitement de l’échantillon consiste à séparer les substances recherchées de leur support ou matrice souvent complexe. Au cours d’un processus plus ou moins long, les molécules ou éléments recherchés sont généralement extraits par un solvant liquide.

###### L’analyse
[a] La séparation
La caractérisation des constituants d’un mélange nécessite la séparation préalable de chacun des composés. En fonction des propriétés physicochimiques des composés, la technique appropriée est mise en œuvre : chromatographie en phase gazeuse, en phase liquide, ionique, en couche mince, etc. Le principe de la chromatographie est le suivant : l’échantillon en mélange est injecté dans une colonne parcourue par une phase mobile gazeuse ou liquide, l’affinité variable des composés avec la phase statique de la colonne permet leur séparation au cours du temps, un détecteur en sortie de colonne permet la caractérisation des composés.
[b] L’identification
Les détecteurs sont multiples et divers. Les plus courants utilisent des propriétés spectrométriques. La spectrométrie infrarouge (IR) ou ultraviolet (UV) : l’échantillon irradié absorbe une quantité d’énergie en fonction de la nature des liaisons chimiques qui constituent ses molécules. Un spectre infrarouge ou ultraviolet caractérise donc des molécules chimiques. La spectrométrie de masse est la technique d’identification de référence: Les produits sont ionisés et fragmentés par un faisceau d’électrons puis séparés selon leur masse dans un champ magnétique. Le résultat obtenu permet la détermination de la structure chimique du produit analysé et peut être comparé à des bibliothèques de produits de références.

#### La recherche
L’activité de recherche appliquée sur de nouvelles techniques analytiques (chromatographies haute résolution, multidimensionnelle, etc.) s’est nettement développée, dans le but d'amélioration de l'interprétation des résultats.

### Département toxicologie (TOX)
Au croisement de la chimie, de la médecine et de la justice, la toxicologie judiciaire porte ses lumières dans les dossiers où des substances peuvent être impliquées : décès suspect, mise en évidence d’une consommation de substances, soumission chimique, caractérisation d’un empoisonnement, analyse de saisies de substances illicites, etc.
Muni d’outils analytiques performants, l’équipe du département Toxicologie révèle, identifie et dose une grande variété de substances chimiques toxiques, même à l’état de traces, sur les supports inertes, dans des produits de saisie ou dans des prélèvements biologiques.

#### Toxicologie médico-légale et conduites addictives
L’analyse des matrices biologiques est un élément essentiel, complémentaire à la médecine légale, dans le cadre d’une enquête judiciaire. Tentative d’empoisonnement, soumission chimique ou tentative d’autolyse sont autant de contextes dont la conclusion médicolégale, qu’elle soit affirmative ou non, oriente les enquêteurs. En effet, la capacité expertale de la toxicologie s’appuie sur une grande variété de techniques analytiques. Des dépistages larges de diverses substances comme les médicaments, les stupéfiants ou encore les psychotropes sont réalisés à partir de matrices biologiques variées.
Si les prélèvements sanguins ou urinaires sont les plus fréquemment rencontrés, l’analyse à partir de plusieurs autres matrices est parfois effectuée (muscles, liquides gastriques, seringues, boissons, etc.). Selon la nature de l’échantillon et des produits recherchés, des traitements préalables et des techniques analytiques sont mises en œuvre telles que la chromatographie, la spectrométrie de masse, la spectrophotométrie et la spectrofluorométrie. Des méthodes développées à l’unité d’expertise toxicologie médico-légale (TX) dosent spécifiquement les cathinones, le LSD, le GHB, le cyanure ou encore le strontium (aide au diagnostic de noyade), par exemple.
L’unité d’expertise conduites addictives (CA) est quant à elle vouée à la recherche spécifique et au dosage de l’alcool ainsi que des substances inscrites comme stupéfiants (cannabinoïdes, cocaïniques, opiacés et amphétaminiques).
Les données toxicologiques des dossiers traités au département toxicologie sont communiquées aux sociétés savantes pour l’édition annuelle d’enquêtes nationales, par exemple :
- L’étude DRAMES de l’Agence nationale de sécurité du médicament et des produits de santé (ANSM), porte sur les décès liés à l’usage abusif de substances psycho-actives, précise la dangerosité de ces dernières et l’évolution du nombre de cas ;
- L’enquête Soumission Chimique publiée par l’ANSM, identifie les substances en cause, évalue leurs effets et définit les contextes des agressions et les modus operandi des agresseurs ;
- La fiche Décès Toxiques et Antalgiques de la Société Française de Toxicologie Analytique.

#### Analyse de produits de saisies
Les analyses chimiques réalisées par l’unité d'expertise stupéfiants (ST) identifie tout le spectre des stupéfiants couramment rencontrées ainsi que leurs produits de coupage dans la matière brute (poudres, blocs, comprimés, liquides, plantes, champignons, etc.).
Elle procède également au dosage des principales substances stupéfiantes naturelles (cannabis, cocaïne, héroïne, cathinone, etc) ou synthétiques comme les cannabinoïdes de synthèse, les dérivés de la cathinone (issue du Khat), ou encore les phényléthylamines parmi lesquelles on trouve les amphétaminiques (ecstasy, amphétamine, méthamphétamine, etc.).
L’unité ST du département toxicologie contribue également aux recoupements judiciaires entre plusieurs affaires voire la mise en évidence de l’existence de réseaux de distribution par :
- La comparaison des logos marqués sur les plaquettes de résine de cannabis saisies, rapprochés avec la base nationale STUPS,
- L’établissement de liens de composition, dans le cadre du profilage de l'héroïne et de la cocaïne.

La recherche et la révélation de traces de produits stupéfiants sur divers supports (tout objet potentiellement impliqué dans un trafic, emballages vides, prélèvements par compresses, etc.) sont réalisables et les billets de banque saisis sont ainsi analysés et comparés aux billets de banque de la circulation, afin de déterminer leur possible association à un trafic de stupéfiants.
L’unité ST est aussi en mesure d’aider les enquêteurs lors de démantèlement de laboratoires ou d’assister les unités de terrain lors d’événements festifs de type rave party.
L’ensemble des données récoltées permettent de compléter la base STUPS avec la description macroscopique et la composition (qualitative et quantitative) des comprimés ou poudres saisis et de participer au dispositif Système national d'identification des toxiques et substances (SINTES) de l’Observatoire français des drogues et des toxicomanies (OFDT) qui vise à apporter une meilleure connaissance du contenu toxicologique des drogues illicites circulant en France.

#### Autres activités
Le département Toxicologie participe également à des sociétés savantes dans le domaine que sont le Drugs Working Group (groupe de travail sur les stupéfiants) du European Network of Forensic Science Institutes (DWG ENFSI), The International Association of Forensic Toxicologists (TIAFT), l’OFDT et la SFTA. Il intervient au sein de la Gendarmerie lors de la formation des Formateur Relais Anti-Drogue (FRAD) ou  au profit de formations universitaires (DU Criminalistique) et de l’École nationale de la magistrature (ENM).
Le département Toxicologie est également un acteur majeur du projet conduit par la Mission interministérielle de lutte contre les drogues et les conduites addictives (MILDECA) sur l’utilisation de la salive comme matrice alternative au sang pour confirmer l’usage de stupéfiants dans le cadre de la sécurité routière. Le recours à cette matrice, d’accès plus aisé et moins onéreux, constituerait un outil puissant pour la lutte contre l’insécurité routière.

### Département balistique (DB)

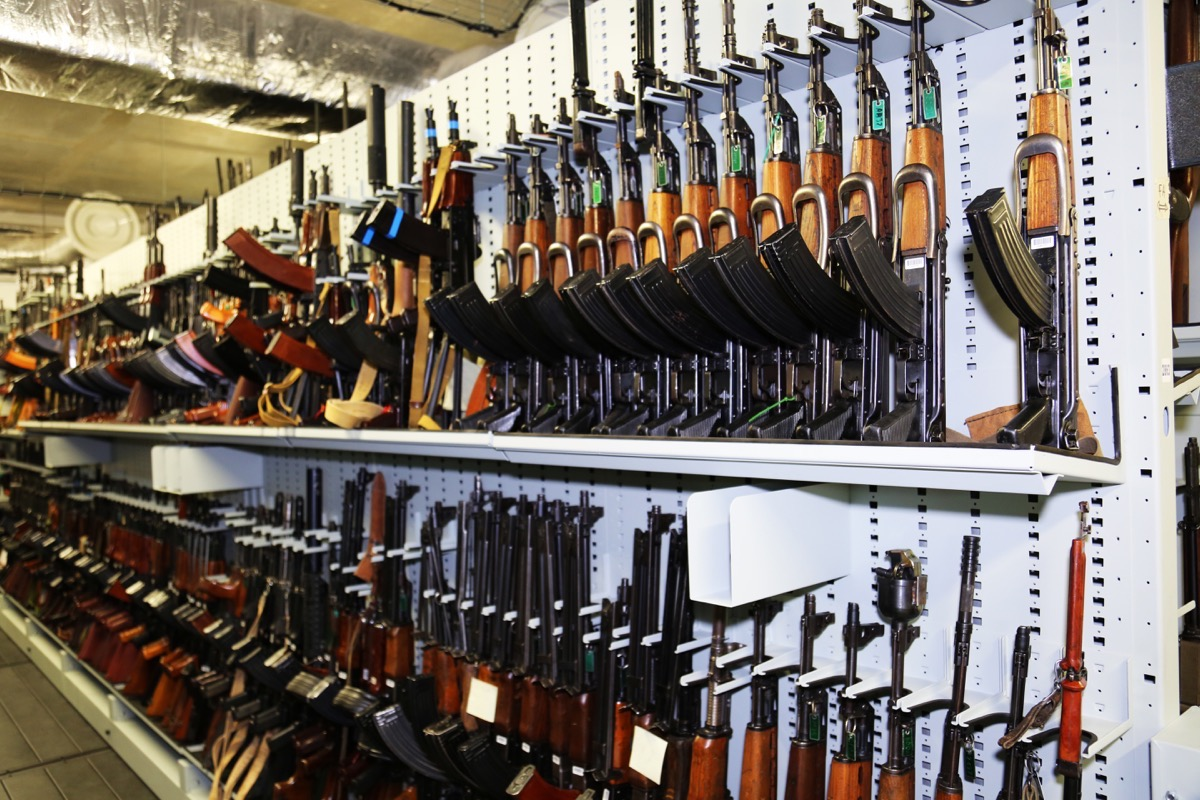
Collection d'armes de l'IRCGN

Créé en 1987, le Département balistique (DB) couvre l’ensemble des domaines relatifs aux armes à feu. Il travaille essentiellement au profit des services d’enquêtes de la Gendarmerie Nationale, de la Police Nationale et de la justice française.
En criminalistique, la balistique forensique porte d’une part sur la connaissance et l’identification des armes et munitions et d’autre part sur les problèmes de balistique. Pour cette dernière activité, il y a lieu de différencier la balistique intérieure, la balistique extérieure et la balistique terminale. Le premier terme regroupe tous les phénomènes se déroulant à l’intérieur de l’arme. Le second terme est relatif aux corps lancés dans l’espace et le dernier a trait aux effets du projectile à l’impact.
Les missions principales du département balistique sont détaillées ci-dessous. Pour chaque affaire, le département balistique peut réaliser tout ou une partie de ces missions.

#### Investigations sur scène d’infraction

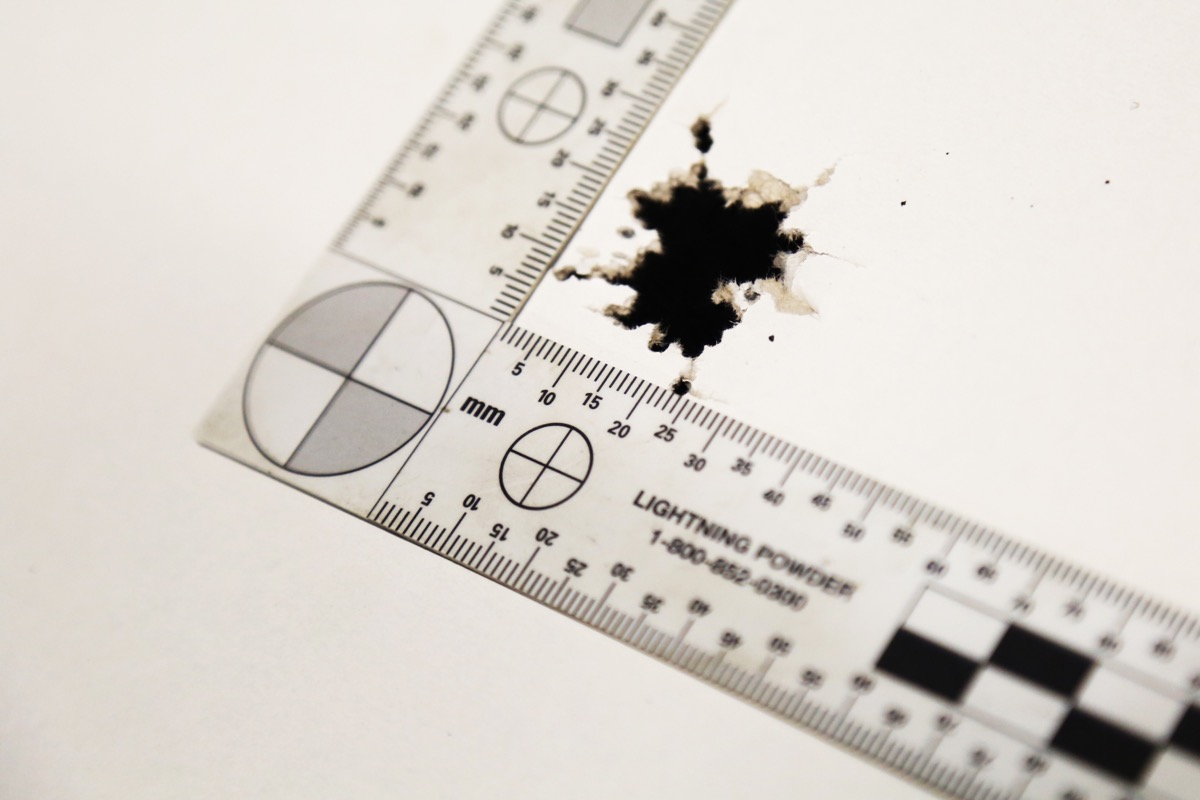
IRCGN - Analyse d'un impact balistique

Les constatations sur scène d’infraction consistent, en balistique, à prélever les armes et les éléments de munitions tirées ou non, et à étudier les atteintes balistiques. Le but de ces investigations est de renseigner de la manière la plus précise possible sur le nombre de coups de feu tirés, sur les distances et les trajectoires de tirs grâce à la mise en œuvre des principes de la balistique extérieure et terminale. Les nouveaux moyens de fixation des lieux permettent en outre de virtualiser les scènes d’infractions.

#### Assistance à autopsies
Lors des autopsies, les balisticiens mettent en œuvre les principes de la balistique lésionnelle qui est une sous partie de la balistique terminale. Les balisticiens travaillent de concert avec le médecin légiste pour caractériser les orifices, prélever les éléments balistiques, rechercher la présence de résidus de tir et déterminer les schémas lésionnels observés. Le but est d’évaluer la distance de tir et de déterminer les trajectoires résiduelles observées ainsi que d’émettre des hypothèses quant au type d’arme pouvant être à l’origine des lésions engendrées.

#### Étude d’armes et de munitions
Les études d’armes et de munitions ont lieu au laboratoire. La description de l’arme, la recherche de marquages, l’étude du fonctionnement et la recherche de modifications permettent l’identification et la classification éventuelle de l’arme et d’orienter les enquêteurs sur sa provenance. Les balisticiens procèdent ensuite à des tirs de récupération avec l’arme.
L’étude des munitions et des éléments de munitions tirées passe par leur description (composition, déformations, etc.) et la mesure de leurs caractéristiques physiques (diamètre, longueur, masse, etc.). L’étude d’un élément de munition tiré peut permettre d’orienter les enquêteurs sur le calibre, le type d’arme et parfois le modèle d’arme utilisé.
L’activité du Département balistique repose entre autres sur l’exploitation de sa collection de référence, qui comprend plus de 10 000 armes et 700 000 munitions, et sur l’utilisation de différentes bases de données.

#### Rapprochements balistiques

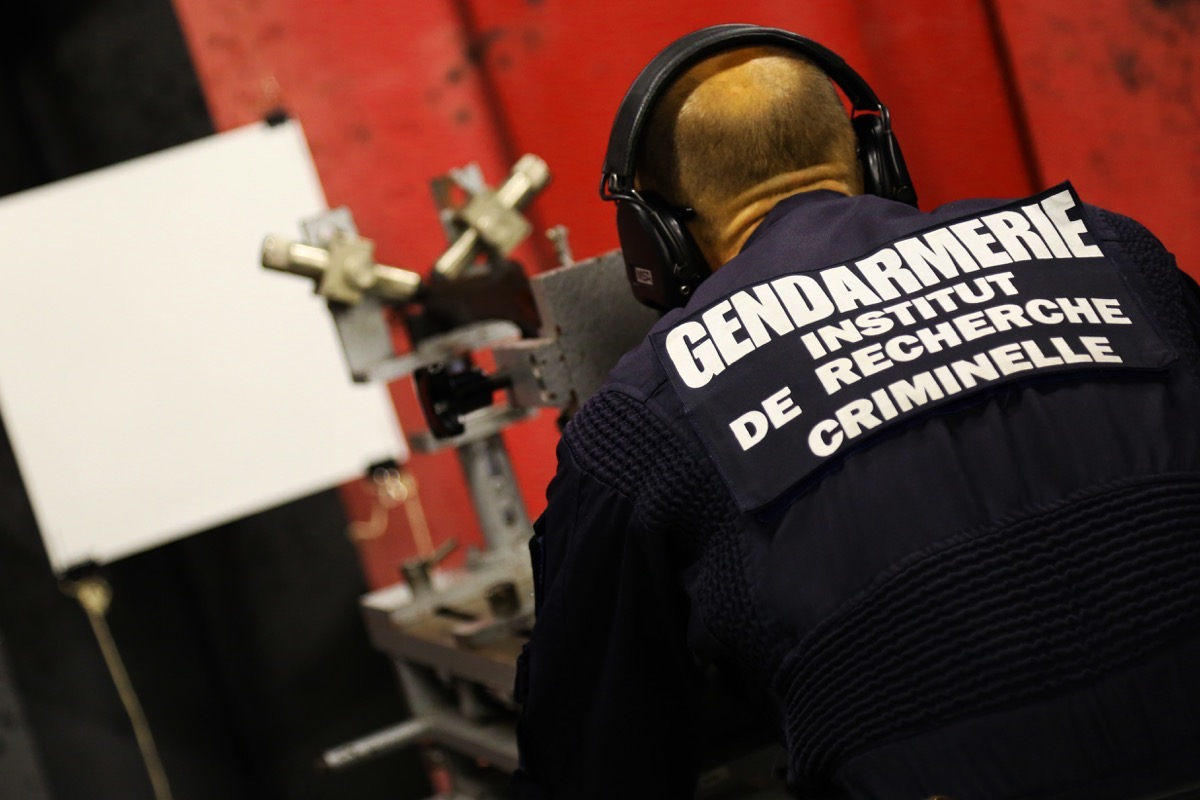
IRCGN : Tir de comparaison pour expertise balistique

Les rapprochements balistiques, par comparaisons des stigmates de tirs, sont réalisés, entre autres, dans les cas suivants : 
- Pour savoir si un projectile ou un étui a pu être tiré par une arme incriminée.
- Pour faire une recherche d’antériorité dans le Fichier National d’Identification Balistique (FNIB), afin de savoir si une arme a déjà été utilisée dans une précédente affaire. Le FNIB s’appuie sur la technologie EVOFINDER. Pour connaitre le nombre d’armes utilisées sur une scène en fonction des éléments de munitions tirées retrouvés.

La comparaison balistique s’appuie notamment sur la déclinaison du principe de Kirk. Les balisticiens cherchent, grâce à l’utilisation d’un macroscope de comparaison, les différences et les similitudes entre les traces individuelles observées sur les éléments de munitions étudiés.
Cette comparaison s’inscrit dans un cadre probabiliste, la tâche de l’expert étant de favoriser plus ou moins fortement une des deux hypothèses concurrentes suivantes : « l’élément a été tiré dans cette arme », ou « l’élément a été tiré par une arme quelconque, autre que celle étudiée ». L’identification parfaite dans le domaine ne peut pas être atteinte et reste affaire de probabilités.

#### Reconstitutions judiciaires
Les reconstitutions judiciaires sont l’occasion, pour l’expert en balistique, de conseiller le juge d’instruction par l’évaluation de la compatibilité techniques entre les versions des différents protagonistes et toutes les études balistiques menées au préalable.

#### Identification et classification
Dans certains cas, les services d’enquêtes ont besoin d’une première réponse la plus rapide possible quant à l’identification et à la classification légale de certaines armes ou munitions (pré-expertise nécessitant contre expertise par expert agréé pour être validée) . Le département balistique peut alors soit se projeter lors de perquisitions d’envergure, ou donner une réponse sur la base de photos.

### Département microanalyse (DM)

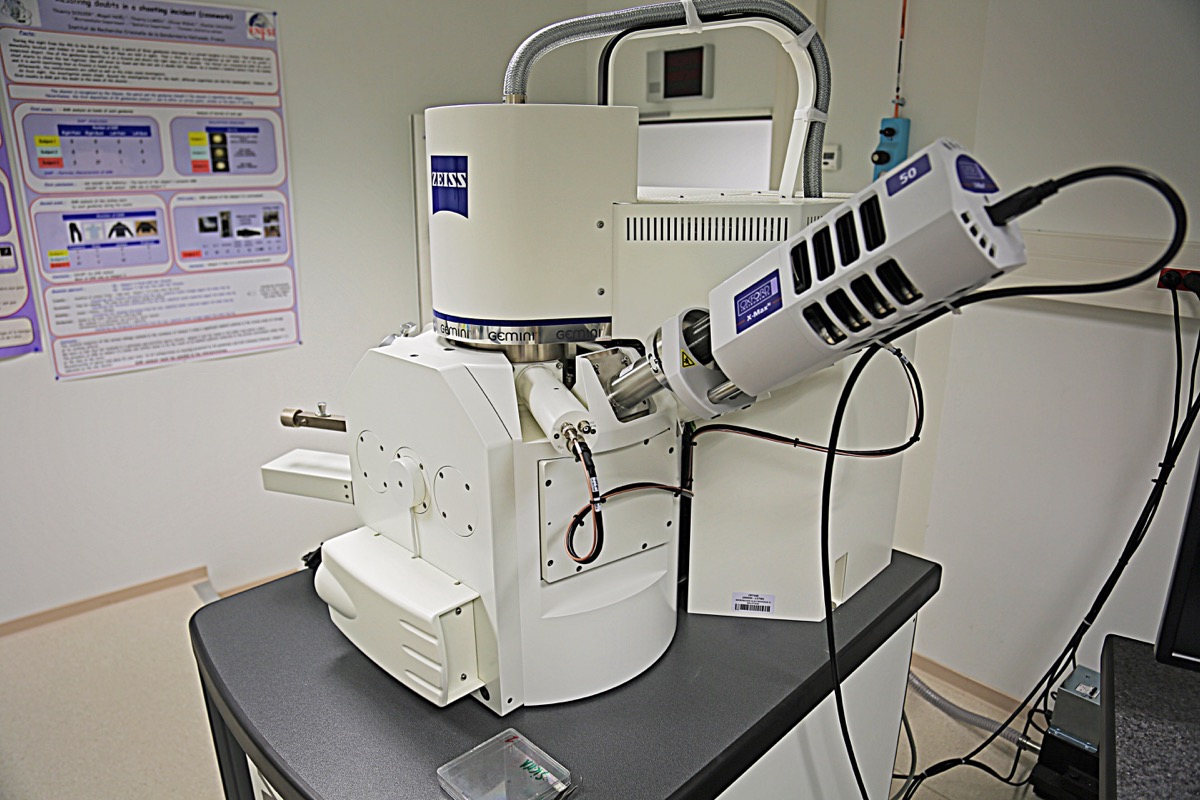
IRCGN : Microscope électronique à balayage pour l'analyse des résidus de tir d'arme à feu

Créé en 1990, le Département microanalyse (DM) couvre l’exploitation de traces et microtraces de tout type: fibres, éléments pileux, résidus de tirs, verres, sols, lampes, traces d'outils, rubans adhésifs, poudres suspectes, etc.
On distingue divers types d’échantillons, macroscopiques voire microscopiques : les traces manufacturées (lampes à incandescence et traces d’outils), les résidus de tir ainsi que les traces de transfert (sols, fibres, éléments pileux et les verres). Révélés, étudiés et si nécessaire comparés à d’autres échantillons, ces prélèvements peuvent se montrer particulièrement déterminants pour l’enquête.

#### Les lampes à incandescence
Lors d’un accident de la circulation routière survenu de nuit ou par faible visibilité, il importe de vérifier si les véhicules étaient visibles, et donc si leurs feux étaient allumés ou non. Pour ce faire, les lampes sont prélevées et étudiées en microscopie optique. Afin de compléter cette étude, les filaments peuvent être examinés en microscope électronique à balayage pour déterminer leur type de fracture. Cependant, seule une connaissance approfondie de l’accident permettra à l’expert de conclure sur l’état de fonctionnement des feux lors de l’accident.

#### Les traces d’outils
Tout outil quel qu’il soit présente des caractéristiques de classe et de sous-classe. Toutefois, il dispose également de caractéristiques individuelles, sous la forme de microdéfauts, qui apparaissent sur sa surface au cours de son utilisation. La dénomination s’applique à toutes les traces laissées sur un support (pneumatique percé, tube sectionné, etc.) et sur l’outil incriminé (couteau, pince coupante, etc.) ; l’expert va alors essayer de reproduire la trace de question, l’intérêt étant de réaliser un rapprochement entre les microstries présentes sur les échantillons de question et de comparaison.

#### Les résidus de tir
Quand un coup de feu est tiré, quelle que soit l’arme utilisée, des particules résiduelles s’échappent essentiellement par le canon et se déposent sur toute surface assez proche de l’arme. À partir de prélèvements faits en des emplacements judicieux, une analyse élémentaire par microscopie électronique à balayage peut mettre en évidence la présence de résidus de tir. Cependant, seule une connaissance approfondie des faits peut permettre à l’expert d’interpréter la présence de ces résidus.

#### La terre
La terre est un indice à ne pas négliger sur une scène de crime. En effet, étant donné la multiplicité de ses composants (fraction végétale, sableuse, argileuse, etc.), l’expert va pouvoir la comparer avec tout échantillon du même type prélevé en un autre emplacement (chaussures d’un suspect, bas de caisse d’une voiture, vêtements d’une victime, etc.) et déterminer ainsi une éventuelle communauté d’origine. Ceci peut être déterminant pour prouver le passage d’un véhicule ou la présence d’un suspect en un lieu, ou bien encore le transport d’un cadavre.

#### Les fibres
Un très grand nombre de fibres est généralement retrouvé sur un lieu d’investigation. En effet, tout textile peut perdre ses fibres naturellement ou à la suite d'un contact. Celles-ci sont donc des indices matériels importants dans de nombreuses affaires (homicides, viols, effractions, délits de fuite, …) puisque, par comparaison avec un vêtement suspect, l’expert va pouvoir déterminer une provenance (possible) ou une exclusion (ferme). Cependant, ses conclusions sont subordonnées à une connaissance approfondie des statistiques sur la valeur indiciale de chaque type de fibre.

#### Les éléments pileux
Des cheveux et des poils sont quasi systématiquement retrouvés sur toute scène de crime. Il est toujours possible d’en déterminer l’origine (humaine ou animale) et, dans le cas d’une origine animale, d’en déterminer l’espèce. Dans le cas d’une origine humaine, une comparaison peut être faite avec des échantillons provenant de la victime et/ou du suspect. Une exclusion peut être finalement prononcée. Cependant, seule une expertise ADN réalisée sur les cheveux présentant une possible communauté d’origine pourra établir définitivement celle-ci.

#### Les verres
Le verre est un élément-trace extrêmement fréquent qui peut être utile dans une multitude de cas d’investigations: accident de la circulation avec délit de fuite, cambriolage, etc. La valeur indiciale des éclats de verre réside dans la variété des compositions et la diversité des propriétés rencontrées dans de tels matériaux. La détermination puis la comparaison des caractéristiques physico-chimiques des différents échantillons détenus (question et comparaison) va permettre la détermination d’une communauté d’origine ou, au contraire, une discrimination.

## Division criminalistique ingénierie et numérique (DCIN)

### Département signal image parole (SIP)
Créé en 1993, le département signal image parole couvre l’ensemble des domaines d’expertise liés à l’analyse et au traitement de données vidéo et audio.
Le son et l’image sont des éléments d’information très présents dans les enquêtes judiciaires : les enregistrements produits par la vidéosurveillance, la téléphonie et les nombreux enregistreurs numériques audio et vidéo disponibles aujourd’hui peuvent contenir des indices précieux pour les enquêteurs.
Le département met par ailleurs en œuvre différentes techniques pour la fouille opérationnelle et la fixation de l'état des lieux. La mise en œuvre d’un géoradar permet au département SIP d’intervenir pour mettre en évidence des corps enfouis, mais aussi des caches d’armes ou de bijoux. Enfin, des moyens spéciaux lui permettent de figer une scène de crime ou d'accident d'envergure.

#### Les activités «son et image»
Le département SIP exerce diverses activités criminalistiques liées au traitement des images et des sons. Ces activités peuvent être regroupées en trois domaines principaux : l’amélioration, l’analyse et l’authentification.
L’amélioration d’une image ou d’un enregistrement sonore consiste à éliminer (ou tout au moins diminuer) les sources « parasites » pour ne conserver que l’information pertinente du signal d’origine. Par exemple, une image de vidéosurveillance floue, en raison d’un bougé, peut être rendue plus nette après application de certains traitements numériques.
Dans le domaine du son, l’utilisation de filtrages sélectifs permet d’améliorer l’intelligibilité d’une conversation, généralement d’origine téléphonique, par élimination des bruits parasites ; l’objectif est alors de fournir aux enquêteurs la retranscription des propos échangés.
L’analyse d’une image ou d’un son vise à mesurer certains paramètres, en vue d’une comparaison ou d’une identification. Des techniques telles que la photogrammétrie permettent de mesurer, directement sur une image, la taille d’un individu ou les dimensions d’un objet. À partir de ce type de mesures, une modélisation en 3D sur ordinateur d’une scène de crime peut être créée. L’analyse d’un événement sonore tel que le bruit d’un moteur ou la détonation d’une arme à feu procède par examen de signatures acoustiques et comparaison avec des enregistrements de référence, en vue d’une éventuelle identification.
La comparaison de voix entre deux locuteurs s’avère possible dans certaines conditions. Il s’agit d’évaluer le degré de rapprochement (rapport de vraisemblance) entre la voix d’une personne soupçonnée et un enregistrement téléphonique ou vidéo (revendication, harcèlement, écoute judiciaire, …).
L’authentification a pour objectif de déceler toute trace de manipulation (copie, insertion, effacement) sur un enregistrement sonore ou vidéo. L’analyse détaillée de l’échantillon indiciel peut aussi permettre d’établir une relation entre un support et un enregistreur (pouvant aller jusqu’à l’identification de ce dernier). De plus, l’analyse des traces laissées par le réseau électrique sur un enregistrement audio numérique peut permettre la détection d’une manipulation, mais aussi la datation de l’enregistrement.
Enfin, le département dispose des compétences nécessaires à l'exploitation judiciaire des enregistreurs de conversation provenant des « boîtes noires ». L'extraction des données est le plus souvent réalisée par le Bureau d'enquêtes et d'analyses pour la sécurité de l'aviation civile.

#### Fouille opérationnelle et scène de crime ou d'accident
Le géoradar permet le sondage de sols (naturel ou pas), de cloisons ou de structures. Le but est de réaliser des mesures permettant la détection d’anomalies dans les couches inférieures qui pourraient être interprétées comme des indices de la présence d’éléments utiles à une enquête judiciaire. Cette technique peut être mise en œuvre pour rechercher un corps enfoui. L’appareil peut aussi être utilisé pour mettre en évidence une cache d’armes ou de bijoux dans un sol ou derrière une cloison ou toute sorte de cavités dissimulées. Le géoradar est aussi utilisé pour la mise en évidence de pollutions souterraines.
Une scène de crime ou d’accident peut être modélisée en trois dimensions au moyen d’un laser-scanner. L’appareil permet ainsi de fixer rapidement la scène dans l’état où elle a été découverte. L’enquêteur dispose ainsi d’une représentation informatique de l’environnement qu’il pourra utiliser (visualisation, mesure de distances) même plusieurs semaines après la commission des faits.
Le modèle 3D de cette scène peut être utilisé à des fins d’expertises, pour étudier les éventuelles trajectoires balistiques, les traces de sang ou bien encore procéder à des analyses d’accidents.
Le département dispose par ailleurs de moyens de topographies (stations totales, GNSS, etc.) lui permettant de produire des plans à l'échelle. Cette capacité peut être utilisée en intérieur comme en extérieur, et quelle que soit l'emprise de la scène.
À l'aide de vecteurs aériens, le département est aussi capable de fournir des ortho-images et des représentations 3D de la surface survolée.
Toutes les informations saisies sont collectées et incorporées au sein de systèmes d'information géographiques, permettant ainsi l'élaboration d'un véritable renseignement criminalistique.

#### L’origine des saisines
Pour la plupart, les enregistrements exploités proviennent de systèmes de vidéo-protection ou d'interceptions téléphoniques.
Des images ou des paroles enregistrées par des témoins, des victimes, voire des auteurs de faits délictueux représentent également une source importante d’échantillons à examiner.
Des enregistrements réalisés par les enquêteurs (vidéos, interceptions téléphoniques réalisées sur commission rogatoire) font aussi partie des saisines.
Enfin, le département peut être amené à exploiter les enregistrements sonores des « Cockpit Voice Recorders » (boîtes noires) à la suite d’accidents d’aéronefs. Une trace d’alternat précédant un message radio du pilote, le bruit d’un moteur, d’un choc ou d’une alarme sonore en cours de vol sont autant d’éléments qui sont recherchés, exploités, rehaussés et soumis à l’interprétation d’experts en aéronautique.
La très grande diversité des supports et des formats d’enregistrement des sons et des images conduit le département à disposer d’un grand nombre de matériels et de logiciels de lecture. Les traitements numériques appliqués aux signaux reposent sur la théorie du signal et de la reconnaissance de formes. Les examens se pratiquent sur des stations de travail dédiées, équipées de systèmes d’acquisition et de logiciels souvent très spécifiques. La maîtrise d'un certain nombre de concepts statistiques est aussi très souvent nécessaire.
Les besoins exprimés par les unités de terrain et par les magistrats, ainsi que l’évolution très rapide des technologies de l’image et du son conditionnent les travaux de développement indispensables à l’efficacité du département. Dans cette optique, les experts sont présents sur la scène internationale par leurs activités de recherches dans les domaines suivants : reconnaissance faciale, manipulation d’images numériques, identification et classification de voix déguisées, transcription automatique de conversations téléphoniques.
En effet, la pluridisciplinarité qu’exige l’expertise dans le domaine du traitement de la parole et de l’image (traitement du signal, informatique, nouvelles technologies) impose aux personnels le suivi de formations spécifiques et approfondies, associées à une expérience soutenue.
La vulgarisation des technologies numériques et leur transfert vers le domaine du grand public rendent indispensables le développement et la maîtrise de nouveaux outils d’investigation criminelle. Le traitement de l’image et du son se positionne au centre de cet univers multimédia en permanente évolution.

### Département documents (DD)
Créé en 1987, le département Documents (DD) couvre l’ensemble des domaines d’expertise liés à l’analyse de documents. C'est une unité opérationnelle qui travaille au profit des magistrats et des unités requérantes (offices centraux, unités de recherches, brigades et commissariats…).
Communément, un document est un élément de matérialisation d'une information. Il peut s'agir d'un écrit anonyme, d'une facture, d'un chèque, d'un billet de banque voire d'un titre d'identité... Tous ces documents se retrouvent régulièrement dans le cadre d'affaires à caractère pénal et peuvent alors devenir des éléments de preuve.
Un document est constitué d'un support et d'une impression. L'analyse de ces éléments aide à résoudre des enquêtes. Le rôle du département Documents est de comprendre comment a été conçu et réalisé le document litigieux afin de répondre aux questions des magistrats et des enquêteurs. Ainsi, il peut être procédé à la caractérisation du support, à l'identification d'imprimantes, à la détection et au rapprochement de faux (aux fins de démanteler des officines de faussaires) ainsi qu'à l'identification de scripteurs.

#### Les supports papiers et polymères
Les supports les plus communément rencontrés sont constitués de papier et/ou de polymères. Ces derniers entrent notamment dans la composition des titres sécurisés (passeports, cartes d'identité…). Néanmoins, des supports plus atypiques, tels que de la peau humaine, de la lingerie fine, des stèles mortuaires ou des drapeaux ont fait l'objet d'analyses par le département Documents.
Ces supports papiers et polymères sont caractérisés physiquement, optiquement et chimiquement. Par exemple, les informations obtenues sur les marques de toile ou les essences du papier sont surtout utilisées aux fins d'identification d'une éventuelle source commune.

#### L’identification d’imprimantes
Bien qu'en voie de disparition, les machines à écrire, mécaniques ou électroniques sont encore utilisées pour réaliser des faux ou des écrits anonymes. Avec l’essor du numérique, elles sont aujourd’hui largement remplacées par les copieurs, les imprimantes ou appareils multifonctions. En raison de leur large accessibilité, ces type d’outils sont aujourd’hui largement utilisés pour la production de faux et d’écrits anonymes.
En l’absence de pièces de comparaison mais grâce à l’appui de bases de données, il est parfois possible d’identifier des machines à écrire, des imprimantes ou des copieurs à partir d’analyses poussées des encres, des supports et des techniques d’impression. Grâce à l’identification des techniques d’impressions et des imprimantes, un expert en documents est en mesure d’orienter les recherches des enquêteurs, mais aussi d’estimer, le cas échéant, le niveau de la fraude. Certains outils d’impression professionnelle sont en mesure de réaliser plusieurs centaines de milliers d’exemplaires de faux dans des délais très restreints, ce que ne pourra jamais faire un outil bureautique.
L'identification d'une machine peut aller de la classification (marque, modèle) à l'individualisation en présence de défauts d'impression.

#### Les traces latentes de foulage
Lorsqu’un document est utilisé comme sous-main, des traces latentes de foulage peuvent être générées.
L’expert s’intéresse à ces traces. Toutefois, pour les révéler, il n’utilise pas un crayon à mine graphite mais la photographie sous lumière rasante ou un appareil à détection électrostatique. Ces deux approches présentent l'avantage de ne pas être destructives.

#### La révélation d’écrits/impressions souillés, brûlés, caviardés, effacés
L’expert est régulièrement confronté à des écrits ou impressions altérés. Les altérations peuvent revêtir plusieurs formes :
- souillure (eau, corps gras, terre, etc.) ;
- brûlure voire carbonisation ;
- caviardage (masquage par une autre encre) ;
- effacement.

Ces altérations peuvent être intentionnelles, dans le cadre d’une falsification par exemple, mais aussi naturelles en raison du vieillissement des documents. Là encore, grâce à des examens optiques ou à l’emploi de réactifs chimiques, l’expert peut révéler tout ou partie des écrits originels.

#### Faux documents
L’altération d’une pièce authentique dans le but de tromper constitue la falsification, alors que l’imitation frauduleuse de la pièce authentique caractérise la contrefaçon.
L’étude des faux occupe une place importante en criminalistique et met en œuvre différentes techniques et méthodes pour confirmer ou infirmer l’authenticité de la pièce litigieuse. Cette étude porte essentiellement sur des documents d'identité (acte de naissance, CNI...), de voyage (passeport, visa...) ou reconnaissant des droits (permis de conduire, certificat de navigation..) qu’ils soient sécurisés ou non, fantaisistes, contrefaits, falsifiés ou volés vierges.
La mise en évidence des falsifications et des contrefaçons se fait principalement à l’aide d’examens optiques et par comparaison avec un spécimen authentique. Le département dispose d'une collection rare de références contenant plusieurs milliers de titres sécurisés et de faux documents provenant du monde entier. Celle-ci est principalement utilisée pour l'expertise et la formation.

#### La lutte contre la fraude documentaire et la fraude à l'identité

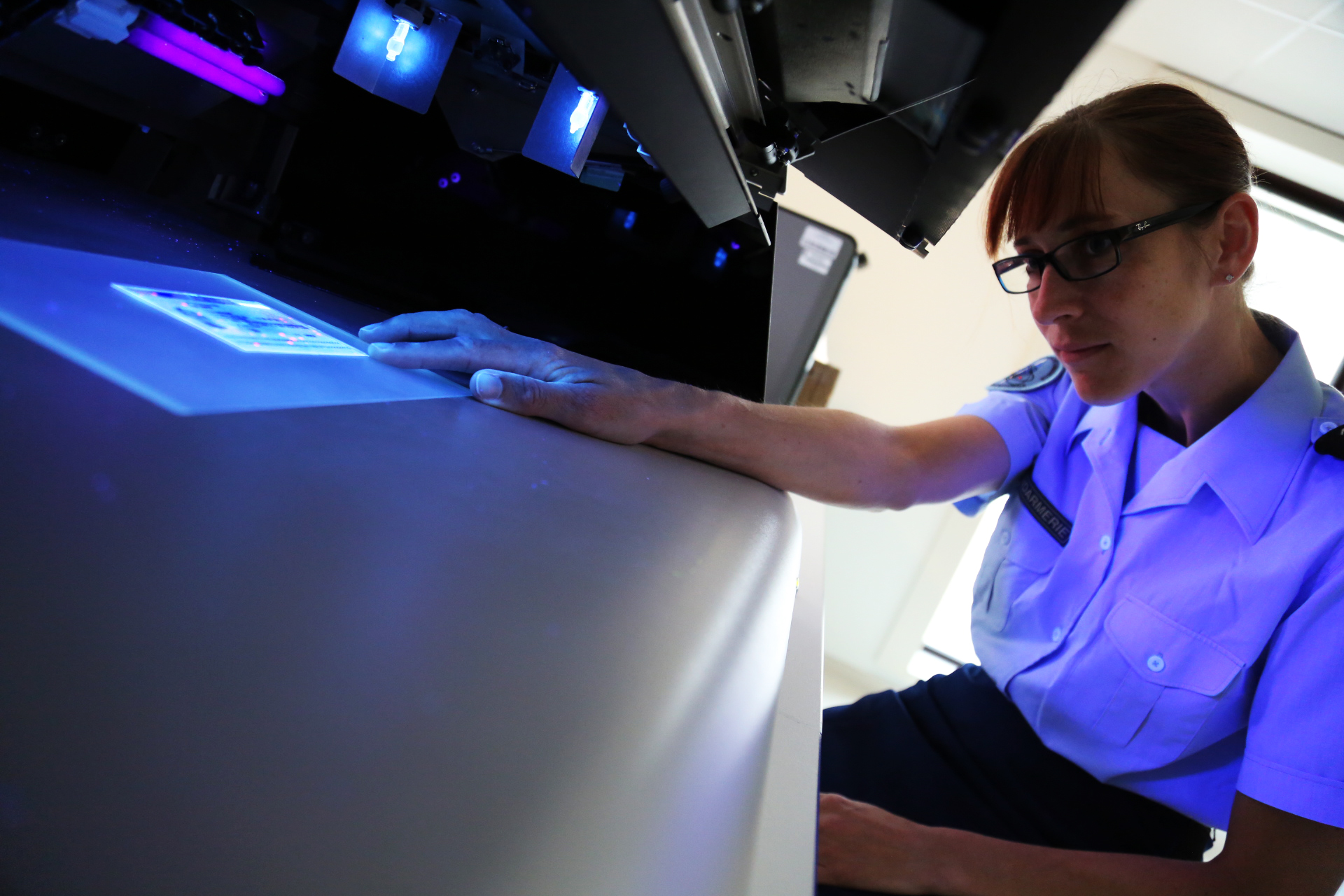
IRCGN : Recherche de fraude documentaire

Le département Documents conçoit la formation Fraude Documentaire. Il forme des spécialistes de la Gendarmerie Nationale (les enquêteurs fraude documentaire et les formateurs aux contrôles de titres sécurisés) qui constituent un puissant réseau implanté sur l'ensemble du territoire national. Il anime également ce réseau qui a pour mission d'apporter un soutien technique aux unités de la Gendarmerie Nationale et aux différentes administrations (préfectures, mairies…). L'information émanant de ce réseau est centralisée au niveau du département Documents. Elle est exploitée avec les officiers de police judiciaire du SCRCGN, au sein du Plateau d'investigation de lutte contre la fraude à lidentité (Pifi), dans le but d'identifier et de démanteler les officines de faux documents et les réseaux criminels et terroristes associés.
Ainsi, le département Documents se trouve en constante relation avec ses partenaires internationaux.
Évaluant techniquement les solutions proposées, le département Documents remplit également un rôle de conseil auprès des administrations dans la conception des titres sécurisés aux côtés notamment de la Police Nationale, de l'Agence Nationale des Titres Sécurisés, de la Direction des Libertés Publiques et des Affaires Juridiques, de la Direction de la Modernisation et de l'Action Territoriale, et de la Mission de Délivrance Sécurisée des Titres.

#### Écritures et signatures
Activité la plus ancienne de la criminalistique, l'expertise en écriture consiste à comparer l'écriture d'un document de question (lettre anonyme ou document manuscrit de toute sorte) à celle de personnes suspectées, en suivant un cheminement intellectuel rigoureux, codifié dans une méthode de travail exhaustive et standardisée.
Pratiquement, la comparaison d'écriture consiste dans un premier temps à relever les caractéristiques graphiques des écrits, regroupées en une douzaine de grandes catégories, composées elles-mêmes de plusieurs dizaines d'items. Dans un deuxième temps, l'expert évalue lors d'une étude technique le poids à accorder aux différences et similitudes relevées entre les écrits de question et les écrits de comparaison.
L’expertise en écritures manuscrites est souvent confondue avec la graphologie. Cependant, ce sont deux domaines distincts. En effet, la graphologie prétend établir le portrait psychologique d’une personne à partir de son écriture. Elle n'est pas mise en œuvre au sein de l'IRCGN, il est considéré comme une pseudoscience.

#### Un acteur international
D'autre part, le département Documents participe activement à différents groupes de travail mis en place au niveau européen dans l'optique d'harmoniser les méthodes analytiques employées par les laboratoires de police scientifique. Il dispense aussi régulièrement des formations auprès d'institutions étrangères.

### Département véhicules (DV)
Objet d’un vol, moyen de transport ou arme par destination, un véhicule peut être impliqué de nombreuses façons dans une affaire judiciaire. Ce constat a conduit à la création du département Véhicules en 1989.
Dans de nombreuses affaires judiciaires, la présence d’un véhicule oblige les enquêteurs à des investigations techniques particulières. Corps du délit, simple moyen de transport, défaillance technique, les véhicules sont fréquemment placés au cœur de la scène de crime. Les indices laissés peuvent être alors déterminants pour la suite de l’enquête, identifier les auteurs ou simplement reconstituer la genèse d’un accident.
Dans le but d’aider les enquêteurs de terrain à conduire ces techniques d’investigations dans ce domaine de plus en plus complexe où une mise à jour des connaissances est nécessaire, le département « Véhicules » a été créé au sein de l’IRCGN.
Identification d’automobiles, analyse d’accidents sont les principales missions confiées à ce département qui a su au fil du temps maîtriser ce domaine très particulier de l’expertise automobile.

#### L’identification de véhicules volés
L’identification d’un véhicule suspect est généralement conduite dans le cadre d’affaires de vols ou de trafics de véhicules. Cette identification passe en premier lieu par la détermination du numéro de série du véhicule suspect.
Même si son emplacement exact varie suivant la marque, le modèle et la date de fabrication du véhicule, le numéro de série est toujours apposé sur la partie droite du véhicule et sa structure alphanumérique est imposée par une directive européenne.
Les techniciens du département Véhicules sont alors confrontés à des techniques de maquillage de plus en plus élaborées. Afin de reconstituer le numéro originel, ils disposent de méthodes de révélation chimiques leur permettant de faire réapparaître des chiffres meulés et refrappés. À défaut, certains organes du véhicule (moteur, boîte de vitesses, etc.) portent également des numéros de référence et permettent d’identifier le véhicule en consultant les fichiers techniques des constructeurs. À ce titre, le département entretient une véritable veille technologique avec les constructeurs automobiles. Il dispose ainsi d’une abondante documentation, quotidiennement mise à jour, qui permet, dans la quasi-totalité des cas rencontrés, d’identifier l’origine d’un véhicule.
Les systèmes électroniques embarqués, omniprésents à bord des véhicules récents, peuvent apporter, eux aussi, des indications précieuses (calculateur de gestion moteur, système antidémarrage, etc.).
Le Département véhicules s’est adapté à ces nouvelles technologies et dispose aujourd’hui de moyens techniques performants qui lui permettent d’analyser ces systèmes électroniques, afin d’en retirer les informations qui y sont contenues.
Enfin, une simple clé découverte par les enquêteurs lors d’une perquisition peut permettre l’identification d’un véhicule. Différentes techniques possédées par le département, et qui varient selon le constructeur, permettent avec certitude de remonter au véhicule.
Les techniques pour maquiller l’origine d’une automobile étant de plus en plus élaborées, il est fait appel de plus en plus souvent aux spécialistes du département Véhicules qui se déplacent régulièrement en appui des unités opérationnelles, lors d’opérations judiciaires d’envergure visant à démanteler des réseaux de trafic de véhicules ou de pièces détachées.

#### L’étude des débris de véhicules
Lors de la constatation d’accident de la circulation avec délit de fuite, les enquêteurs découvrent fréquemment des indices matériels. Il s’agit le plus souvent de débris, parfois infimes, du ou des véhicules en cause.
Le but de l’expertise des débris est de permettre de l’associer à un type particulier de véhicule (marque, type, année, couleur, etc.) en fonction de ses caractéristiques.
Les investigations à conduire sont réduites car il est alors possible de donner aux enquêteurs une liste précise et exhaustive des véhicules à contrôler.
L’étude des marquages sur les fragments d’optique permet, grâce à une base de données développée et gérée par le département, de déterminer rapidement le type et la marque du véhicule en cause. En l’absence de marquages, l’étude détaillée de la structure des débris peut permettre d’obtenir le même résultat. La technique employée consiste à assembler les débris retrouvés sur un moulage d’une glace appartenant à la collection d’optiques du département.
Enfin, l’examen au macroscope de comparaison d’éléments provenant de la scène d’infraction et d’autres prélevés sur un véhicule suspect peut permettre de déterminer que celui-ci est impliqué ou non dans l’accident. Les indices et traces recueillis sur les lieux peuvent être révélateurs et orienter définitivement une enquête. Il peut s’agir d’éléments provenant de calandres, de pare-chocs, de rétroviseurs, etc.
L’étude morphologique couplée à l’étude des marquages et l’utilisation des bases de données de pièces détachées permettent de cibler un ou plusieurs modèles de véhicules.

#### Les traces de pneumatiques
Un véhicule peut également laisser des traces de pneumatiques sur une scène d’infraction. Elles sont tridimensionnelles lorsqu’elles sont laissées dans de la terre, du sable, de la neige et sont bidimensionnelles lorsqu’elles résultent du passage d’un véhicule dans une flaque d’huile, de sang, de peinture, etc. La prise en compte de ces indices va permettre de cibler une liste de types de véhicules compatibles. Il s’agit alors d’une identification « groupale ».
Le département Véhicules gère une base informatique qui recense les dimensions de quasiment tous les types de véhicules en circulation. Une simple comparaison entre les dimensions d’un système de traces et cette base permet d’obtenir une liste de types de véhicules compatibles. L’exploitation de chaque trace conduit ensuite à l’étude de sa morphologie. Les caractéristiques de son dessin forment une véritable signature et la trace comparée à celles détenues dans un fichier développé sur site permet d’identifier avec certitude le type de pneumatique.
Enfin, l’analyse physico-chimique de la gomme de pneumatique retrouvée sur les lieux de l’infraction (trace de freinage) permet un rapprochement définitif avec un des pneumatiques équipant un véhicule suspect.

#### Les transferts de matière
Les transferts de matière étudiés correspondent principalement aux traces ou éclats de peinture qu’un véhicule peut laisser par frottement (autre véhicule, mur, mobilier urbain, vêtements d’une personne heurtée). De manière générale, la peinture est constituée de plusieurs couches superposées (vernis, couche de base, apprêts). L’étude morphologique et l’analyse de chacune d’elles permettent d’effectuer des comparaisons entre une trace retrouvée sur une scène d’infraction et la peinture d’un véhicule suspect. Le département détient une base contenant de nombreux échantillons de peinture provenant des constructeurs européens. À ce titre, l’IRCGN préside le comité directeur de la base nationale de la peinture automobile. L’utilisation de ce fichier permet de déterminer la marque, le type, la couleur commerciale et la période de fabrication d’un véhicule.
Les analyses de la matière de chaque couche d’un système de peinture sont réalisées au moyen de diverses techniques dont :
- l’observation par microscopie optique à fort grossissement ;
- la colorimétrie et spectrophotométrie visible permettant d’obtenir des données chiffrées sur la couleur de l’échantillon étudié ;
- la spectroscopie infrarouge permettant d’étudier les liaisons chimiques des composés organiques présents dans la couche de peinture étudiée;
- la spectroscopie Raman permettant entre autres d'étudier les pigments présents dans la peinture ;
- la pyrolyse suivie d’une chromatographie en phase gazeuse permettant de déterminer la composition organique de la couche de peinture étudiée ;
- la microfluorescence des rayons X utilisée pour étudier la composition minérale de la couche de peinture étudiée.

Plus largement, les différentes techniques employées permettent l’analyse de toutes les peintures (aérosol, laques, vernis, etc.) et permettent ainsi au département de travailler sur des affaires diversifiées (véhicules, tags, dégradations d’édifices, etc.), ainsi que les peintures d’outils lors d’effraction.

#### L’analyse d’accident
Après l’identification du véhicule en cause dans un accident, l’analyse même de l’accident permet d’obtenir à la fois un diagnostic mécanique et une modélisation cinématique de celui-ci. Le diagnostic mécanique est déterminant dans la mise en cause (rupture, usure) de certains organes du véhicule dans l’origine d’un accident. La modélisation cinématique et énergétique de la collision permet d’expliquer le déroulement de l’accident.
Là encore, l'électronique embarquée est exploitée pour tenter d'extraire des données dynamiques jusqu'à quelques secondes avant le choc.
Cette approche permet d’apporter des réponses techniques et pertinentes aux questions posées par les enquêteurs et magistrats telles que :
- le véhicule impliqué roulait-il au-dessus de la vitesse autorisée au moment des faits?
- le système de freinage était-il défectueux ?
- le moteur du véhicule retrouvé immergé fonctionnait-il lorsqu’il est tombé à l’eau?
- le choc entre les véhicules A et B est-il à l’origine de la sortie de route du véhicule B?
- quel était le champ de vision du conducteur lorsqu’il a pris la décision d’engager son engin sur la route?

Exploitant les indices matériels recueillis, les croquis côtés d’accident réalisés sur le terrain et l’étude à l’Institut des véhicules accidentés, cette démarche se limite cependant aux aspects techniques d’un accident et ne modélise que les problèmes déterministes.
Sont ainsi traitées quelques grandes classes d’accident:
- collision de deux véhicules de tourisme ;
- collision véhicule-piéton;
- collision véhicule-cycle (bicyclette, motocyclette) ;
- chute de véhicule.

## Division criminalistique identification humaine (DCIH)
Sur une scène d’infraction, mais aussi sur tout lieu ou support qu’auront pollué les malfaiteurs et criminels, les techniciens en identification criminelle de la Gendarmerie nationale recherchent toute trace humaine selon le « principe de Locard ». L’IRCGN met ensuite en œuvre des techniques évoluées afin de « faire parler » ces traces.

### Département empreintes digitales (DED)

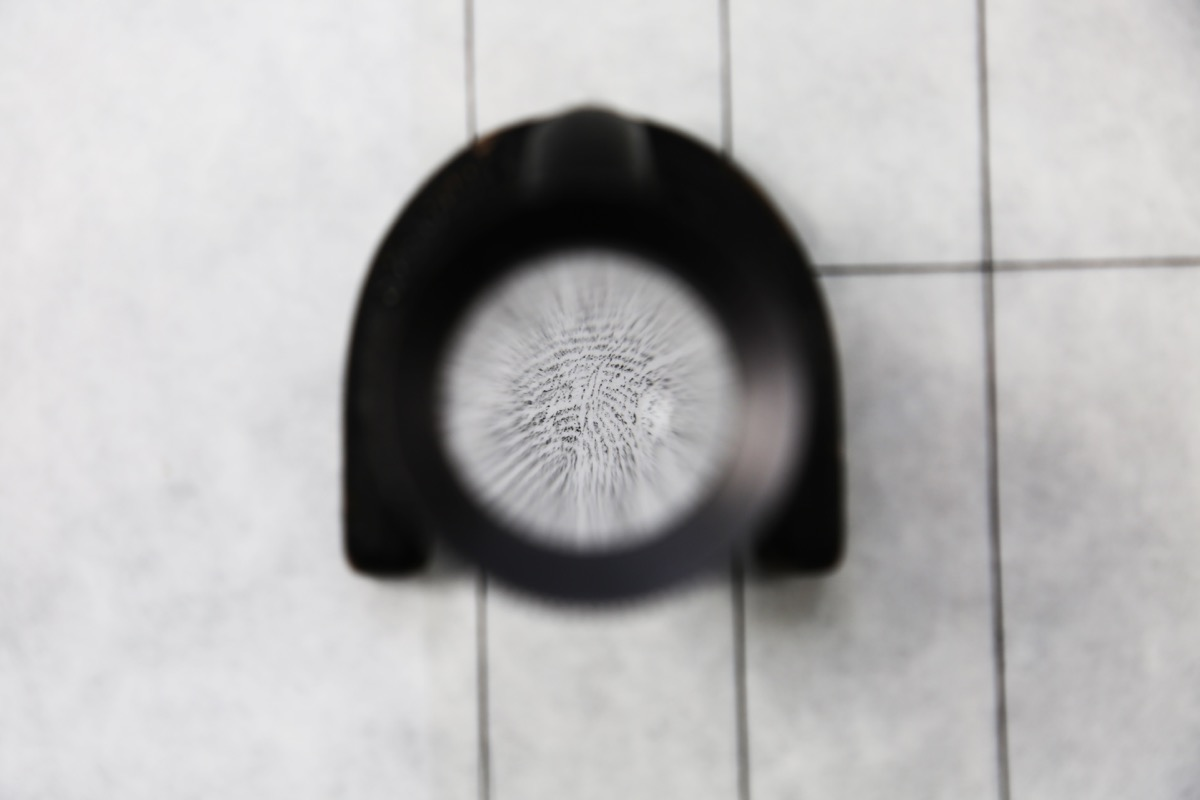
IRCGN : Empreintes digitales

DED couvre l’ensemble des domaines d’expertise liés à la recherche et à l’exploitation des traces papillaires (digitales, palmaires et plantaires) et des traces de semelles.
Parmi le panel de traces matérielles susceptibles d’être collectées sur une scène de crime, il en est une ancrée dans nos esprits : la trace digitale. Véritable « doyenne des preuves », elle permet depuis plus d’un siècle de confondre les criminels par les traces latentes qu’ils laissent sur les lieux de leurs méfaits.
On désigne sous le nom de traces papillaires la reproduction des empreintes, localisées au niveau des extrémités antérieures et latérales des doigts, des phalanges, des paumes des mains et plantes des pieds. Ces dessins sont visibles au niveau du derme et de l’épiderme. Ils sont absolument fixes quant à leur forme, depuis la naissance jusqu’à la putréfaction du corps. Leur apparition se fait au cours de la vie intra-utérine.
En effet, des coussinets apparaissent sur les doigts du fœtus dès la 7e semaine après la fécondation. À l’issue d’un processus chaotique de genèse des crêtes, le dessin papillaire est, à la 24e semaine, finalisé dans le derme, l’épiderme étant une projection de ce dessin.
La trace papillaire est un mélange de sécrétions (composés organiques et inorganiques) issu des glandes présentes à la base des pores. L’expert en dactyloscopie dispose d’un large panel de méthodes de révélation physiques, physico-chimiques et chimiques, jouant sur les propriétés naturelles des sécrétions mais également sur l’influence des supports sur lesquels ces dernières sont présentes de manière encore latente.

#### Détection et révélation des traces papillaires
Les techniques actuelles de laboratoire utilisent des traitements spécifiques pour révéler les traces papillaires (lasers ; cyanoacrylate luminescent ; 1,2 indanedione/ZnCl2 ; acid yellow 7 ; déposition métallique sous vide ; etc.) sur divers supports poreux, semi-poreux et non poreux (papier, kraft, carton, couverture de magazine, gants, métal, verre, plastique, adhésif, traces ensanglantées, etc.). L’observation nécessite la mise en œuvre de sources lumineuses (Lasers, lumières polychromatiques) et de filtres de couleur pour observer, améliorer et photographier la trace.

#### L’identification expertale: une approche qualitative et quantitative
L’exploitation de traces papillaires se fait sur la base de la recherche de caractéristiques analytiques sur trois niveaux de détails :
- le premier niveau consiste à relever la forme générale du dessin papillaire (flux des crêtes), communément appelé « groupe de forme » lorsque l’information est suffisante. Les noms de boucle, verticille ou arc peuvent leur être donnés pour les classer en famille ;
- le deuxième niveau repose sur le positionnement de caractéristiques dites de niveau 2, appelées minuties ou points. Ces crêtes, séparées par des sillons, se rejoignent parfois, se séparent, s’interrompent pour reprendre, ou encore s’arrêtent, formant ainsi plusieurs formes différentes qui prennent les noms d’arrêt de ligne, bifurcation, lac, îlot… Leur nature et positionnement relatif prennent l’aspect d’une « constellation » de points ;
- le troisième niveau consiste à explorer « l’infiniment petit », en analysant entre autres la forme des bords de la crête ainsi que les orifices qui la composent, appelés pores. Le positionnement de ces derniers par rapport à ceux présents sur les crêtes adjacentes, ainsi que la forme des bords de la crête, sont des éléments pris en considération, et viennent s’ajouter aux caractéristiques de niveau 2.

#### Les traces de semelles et d’oreilles
D’autres traces latentes, à l’instar des traces papillaires, peuvent être mises en évidence. Ce sont les traces de semelles et d’oreilles. Elles vont être mises en évidence grâce aux mêmes techniques utilisées pour les traces papillaires. En ce qui concerne les traces de semelles, il sera possible de renseigner les enquêteurs sur une éventuelle marque de chaussure à l'origine de la trace et éventuellement être comparées avec la semelle d'un suspect.
Quant aux traces d'oreilles, organes malléables et évoluant avec le temps, elles pourront fournir aux enquêteurs des informations intéressantes permettant de faire des éventuels liens entre affaires.

#### Recherche et développement

##### Les techniques de révélation
L’unité d’expertise recherche et développement contribue à l’amélioration de nouvelles techniques, aussi bien au niveau du laboratoire qu’au profit des Cellules d’identification criminelle (CIC).

##### L’approche statistique
Conscient des nouveaux enjeux auxquels est confrontée la dactyloscopie, le département développe des outils permettant l’identification des traces papillaires sous un angle statistique, ainsi que des logiciels d’aide à la décision lors de travaux d’expertise.

### Département anthropologie hémato-morphologie (DAH)

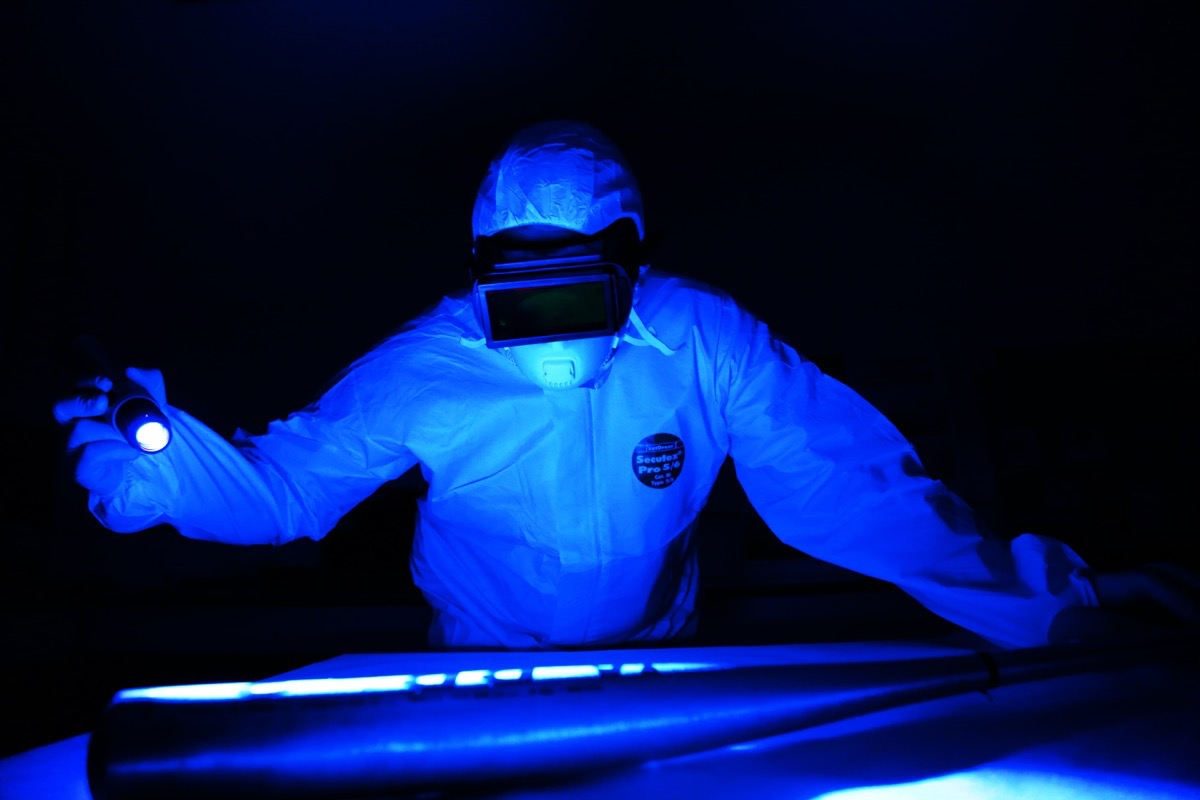
IRCGN - Recherche de traces latentes sur une batte de baseball

Créé en 1991, restructuré en 2014, le Département anthropologie hémato-morphologie est composé de deux unités d'expertises :

#### L'Anthropologie
L’anthropologie permet de fournir des réponses aux enquêteurs et aux magistrats dans un temps très limité. L’unité d’expertise d’anthropologie met en œuvre différentes activités visant à identifier les victimes et à rechercher les causes et circonstances du décès. À partir d'un squelette, l’anthropologie permet de déterminer l’origine humaine, le groupe ethnique (type européen, asiatique, africain, métissage), le sexe, l’âge et la taille du sujet. Des phénomènes pathologiques peuvent également être mis en évidence (maladies, fractures, prothèses, etc.).
L’étude taphonomique peut montrer des altérations sur les os, évocatrices des conditions d’enfouissement ou des tentatives de destruction du corps. C’est ainsi que lors de la découverte de corps démembrés, le département est en mesure de préciser quel type d’outil a été employé.
Une méthode colorimétrique développée par l'unité d'expertise Anthropologie permet d'estimer l'ancienneté d'un squelette. Elle repose sur la mesure de l'affinité du Bleu de Nil (colorant) avec le collagène subsistant dans la corticale osseuse. Cette méthode nécessite de disposer d'os longs.
Discipline pouvant identifier les corps lorsqu’aucun autre élément d’identification n’est retrouvé, elle est ainsi retenue dans le cadre des missions de l’Unité de gendarmerie d’identification de victimes de catastrophes (UGIVC).
S’appuyant sur les connaissances et travaux anthropologiques et odontologiques des spécialistes des  départements DAH et MLO, l’identification à partir d’un crâne ou d’une photographie peut être obtenue par la reconstitution faciale informatisée. Cette technique de reconstitution, qui doit être considérée comme une aide à l'enquête et non comme une méthode d'identification formelle, permet ainsi d'établir des fiches de recherches ou de procéder à des appels à témoins afin d’obtenir le nom d’une ou plusieurs victimes potentielles.
Le département est également organisé pour faire face aux cas de corps enterrés. Les anthropologues peuvent engager tous les moyens nécessaires à la gestion de la scène de crime, de la phase de recherche, à l’étude des ossements en laboratoire, en passant par la fouille.
La fouille archéologique appliquée à la scène de crime (« archéo-forensique ») permet de mettre en évidence chaque changement, ou perturbation, pour tenter de définir l'état initial de la fosse. L'archéologie forensique demande un véritable savoir-faire : il faut déterminer les contours de la fosse, le contenu, identifier les ossements et les indices minuscules qui permettront de dater l’ensemble, et de reconstituer toute une chaîne d’action.

#### L'analyse morphologique de traces de sang
La morpho-analyse des traces de sang est une science criminalistique qui s'appuie sur des principes hérités de la chimie, la biologie ou la dynamique des fluides. Elle a pour but de renseigner le requérant sur les conditions et les circonstances du déroulement des faits sanglants, qu’ils soient criminels, accidentels, de prouver l’existence d’un crime et d’aider la justice à déterminer le mode opératoire de l’auteur, etc.
Pour ce faire, le morpho-analyste examine visuellement les traces de sang présentes sur une scène d’infraction ou tout élément pouvant s'y rattacher (objet, vêtement). Il peut avoir recours à des logiciels spécifiques pour étudier les trajectoires des projections de sang, ainsi qu’à la modélisation 3D de la scène (fixation de l’état des lieux – études techniques – études de trajectoire, etc.). Il peut également générer des visites virtuelles de synthèse ayant pour but de présenter les lieux et les éléments principaux du rapport de morpho-analyse. Ces visites virtuelles peuvent être enrichies tout au long du suivi de l’affaire (saisine initiale – reconstitution – complément d’expertise).
Enfin, elle permet de confronter les auditions et dépositions des protagonistes ou des témoins des faits, avec l’analyse morphologique des traces de sang afin d’en apprécier la compatibilité.
La détection des traces de sang latentes, activité complémentaire à la morpho-analyse des traces de sang, consiste à rechercher des traces non visibles, pouvant être d’origine sanguine et humaine, au moyen de réactifs chimiques compatibles avec l'ADN et rendant donc possibles les analyses génétiques qui seront réalisées postérieurement.
Cette discipline peut également être le point de centralisation de résultats obtenus dans d’autres domaines d’expertise (balistique, médecine légale, génétique).
Enfin, un concours peut aussi être apporté aux enquêteurs et aux magistrats pour des travaux de synthèse sur des dossiers médico-légaux complexes.

### Département médecine légale et odontologie (MLO)
Créé en 2013, le département médecine légale et odontologie assure les missions d’expertise relative à l’identification des individus ainsi qu’à la recherche des causes et mécanismes d’un décès, principalement dans des affaires criminelles. Il constitue un exemple unique en France d’intégration d’une structure médico-légale au sein d’un laboratoire de criminalistique, autorisant ainsi une analyse transversale des cas.

#### La médecine Légale
La médecine légale occupe une place toute particulière dans l’enquête criminelle dans la mesure où le corps d’une victime constitue souvent le premier élément à « interroger » pour comprendre le déroulement des faits.
L’expertise des personnels du département permet de répondre à des missions diverses telles que :
- des missions de thanatologie : imagerie post-mortem, levée de corps, examen de corps et autopsie,
- des missions d’expertise judiciaire : synthèse médico-légale sur pièces, expertises conjointes avec d’autres départements de l’Institut,
- des missions délocalisées telles que des assistances à reconstitution judiciaire, des autopsies en Corse ou en outre-mer notamment ou encore des missions d’identification de victimes de catastrophe.

Le corps d’une victime constituant une scène de crime à part entière, le département s’est doté d’un plateau d’imagerie médico-légale des plus modernes autorisant :
- par un examen scanner, un gel des lieux tridimensionnel avant tout examen invasif et permettant à tout moment de la procédure un retour en arrière,
- par une virtangiographie, une meilleure visualisation au scanner des organes et des vaisseaux permettant une meilleure compréhension des causes et mécanismes de décès.

Ces examens d’imagerie associés à une examen externe, permettent dans certains cas et après discussion avec les enquêteurs et les magistrats de limiter les actes invasifs.
Enfin, dans un souci de démonstration, d’illustration, de traçabilité et de transparence, le département a conçu un système audio-visuel placé en salle d’autopsie et dans une salle déportée propre, et nommé Système de Suivi et d’Assistance à l’Autopsie. Il permet :
- au médecin légiste, l’exploitation en salle des données du scanner post-mortem, le contrôle en temps réel des clichés photographiques réalisés ainsi qu’une qualité et une fiabilité de la prise de note sur une trame normalisée,
- aux autres acteurs (magistrats, enquêteurs, stagiaires…), le suivi dans de bonnes conditions matérielles de l’ensemble des opérations techniques.

Edmond Locard, médecin légiste lyonnais, fondateur à Lyon, au début du XXe siècle, du premier laboratoire français de police technique, considérait la médecine légale comme « la plus compréhensive des sciences médicales, la moins spécialisée, celle qui est en rapport avec le plus de sciences connexes, celle où l’on peut le plus facilement acquérir cette teinte de toutes choses que conseille Diderot ».
Ainsi, la pratique médico-légale ne peut être une pratique isolée. C’est la force de la complémentarité des constatations médico-légales et des résultats des expertises complémentaires qui permet de résoudre les affaires les plus complexes. C’est là aussi tout l’intérêt du département de médecine légale de l’IRCGN qui constitue en France un exemple unique d’intégration d’une structure médico-légale au sein d’un laboratoire de criminalistique.

#### L’odontologie médico-légale
L’odontologie médico-légale a pour objet l’application des sciences odontologiques au domaine juridique.
Dans ce domaine, le département est en mesure de répondre à des missions :
- d’identification estimative : l’étude des dents peut dans ce cas apporter des précisions sur le sexe, l’âge, le milieu social et parfois le métier d’un individu. Elle est réalisée lorsqu’aucun dossier de comparaison dentaire de la victime n’est obtenu. Elle permet d’orienter les magistrats et enquêteurs sur l’identité d’un individu disparu,

- d’identification comparative : un catalogue d’indices (données dentaires post-mortem) est comparé à un catalogue de supports (dossier dentaire ante-mortem, radiographies, moulages dentaires…).

La compatibilité des odontogrammes (relevé dentaire) ante et post-mortem abouti dans de très nombreux cas à l’identification formelle d’un individu. Cette technique d’identification positive rapide peut se révéler aussi discriminante que l’identification génétique ou les empreintes digitales. Elle est ainsi systématiquement employée dans le cadre des missions de l’Unité gendarmerie d’identification de victimes de catastrophes (UGIVC),
- de morpho-analyse de traces de morsures humaines. Cette expertise peut être réalisée sur une victime vivante ou décédée par le biais d’une analyse en comparaison (trace de morsure et denture d’un éventuel mordeur). Elle s’effectue à l’aide de nouvelles technologies 3D (scanner laser) enlevant ainsi toute part de subjectivité,
- de détermination du mécanisme d’un décès par l’analyse lésionnelle du tissu dentaire et osseux, en collaboration avec d’autres experts (médecin légiste et anthropologue).

### Département faune et flore forensiques (FFF)
Créé en 1992, le Département faune et flore forensiques (FFF) couvre l’ensemble des domaines d’expertise liés à la présence d’animaux, d’insectes, de diatomées jusqu’aux pollens.
La détermination d’une empreinte environnementale implique l’application d’une suite de techniques d’analyses d’éléments biologiques afin d’apporter de l’information en criminalistique.Ces bio-indicateurs forensiques doivent être compris comme des éléments parcellaires d’un milieu original qui se compose d’un ensemble hétérogène d’animaux ou de végétaux. Tous sont susceptibles d’être rencontrés sur une scène d’infraction, sur un cadavre, une victime, un lieu, ou un objet et sont potentiellement des indices. L’ensemble des éléments biologiques est à prendre en compte, leur pouvoir discriminant associé aux informations circonstancielles de l’affaire pouvant contribuer avec intérêt à une réponse criminalistique.
Parallèlement aux disciplines d’emploi généralisé tel que l’ADN ou l’empreinte digitale, l’indice naturel trouve toute sa place dans le processus criminalistique. La détermination d’une empreinte environnementale implique l’application d’une suite de techniques d’analyses d’éléments biologiques.

#### Une tendance à une considération globale des éléments
Ces bio-indicateurs doivent être compris comme des éléments parcellaires d’un milieu originel qui se compose d’un ensemble hétérogène d’animaux ou de végétaux. La plupart des techniques employées sont appliquées depuis longtemps avec succès dans de nombreux pays pour la compréhension, voire la résolution d’un large spectre d’infractions contraventionnelles, délictuelles ou criminelles.
Aujourd’hui la démarche criminalistique va plus loin encore. La tendance actuelle est de considérer ces techniques dans leur ensemble et non plus individuellement. En d’autres termes, cela revient à raisonner à un niveau plus global qui fait référence à des éléments microscopiques et macroscopiques de plantes, d’animaux et de microorganismes. Tous sont susceptibles d’être rencontrés sur une scène d’infraction, sur un cadavre, une victime, un lieu ou un objet. Ils sont potentiellement des indices. La force de l’indice naturel vient du fait qu’il évolue dans le milieu avec des besoins, des tolérances spécifiques et une distribution non aléatoire, voire logique. C’est pourquoi, lors d’une investigation, l’ensemble des éléments sont à prendre en compte car leur pouvoir discriminant associé aux informations circonstancielles de l'affaire peut contribuer avec intérêt à une réponse criminalistique. Ainsi, plusieurs classes d’indices naturels peuvent être distinguées au regard de la réponse apportée lors d’investigations. Les informations spatio-temporelles permettent de situer une action dans le temps et dans l’espace.

#### Information de temps différenciée selon le milieu
L’entomologie légale ou forensique est une application directe de la biologie, de l’écologie, et de la physiologie des insectes dans un contexte criminalistique.
Cette discipline s’intéresse à tous les liens qui peuvent exister entre un insecte et l'information qu'il peut apporter lors d'un procès pénal. Les applications sont multiples : la détermination de l’origine géographique d’une marchandise, la mise en évidence de mauvais traitement sur des animaux, d’un problème sanitaire, de protection des espèces protégées par des conventions nationales, communautaires ou internationales (convention de Washington) et d’escroquerie. Néanmoins, cette application est quasi exclusivement consacrée à l’étude des insectes nécrophages pour l’estimation du délai post mortem pour des corps dégradés.
En effet, là où la médecine légale n’a plus d’éléments physico-chimiques pour étayer les conclusions sur une datation, l’entomologie légale prend le relais. En effet, Au sein de l’IRCGN, l’entomologie légale fait l’objet d’une accréditation selon la norme des laboratoires NF EN ISO/CEI 17025. Ainsi, l’utilisation de cette discipline sera particulièrement pertinente pour des corps examinés dans un délai allant de 4 jours à 8 mois environ. Au-delà l’interprétation des données deviendra particulièrement difficile dès l’apparition de la seconde période de froid (2e hiver).
Le principe, bien connu, repose sur une relation trophique entre le corps et les espèces, ces dernières se succédant par vagues et dans un ordre précis tout au long des différentes étapes de la décomposition. Ainsi, il est nécessaire de faire une distinction entre la date de ponte des insectes sur un corps et la date de décès d’un individu. La première est issue d’un calcul mathématique à partir de données environnementales mais aussi météorologiques (température, hygrométrie, vent). Le second correspond à une estimation basée sur un ensemble d’éléments techniques et d’investigations. Aussi, dans la majorité des cas, l’entomologie légale sera en mesure de déterminer une date minimale de décès (IPM minimal) à laquelle peut être associée une antériorité.
On parle alors d’un résultat en demi-droite. Si l’entomologie est pertinente en milieu aérien, le modèle ne peut être étendu en tant que tel en milieu aquatique.
Cependant, malgré l’absence d’outil de datation du décès sur un corps retrouvé immergé, il existe la possibilité d’estimer la période minimale de submersion en eau douce superficielle. Si en milieu aérien, la présence des insectes est directement liée au processus de décomposition de la victime, les choses sont plus nuancées pour la faune retrouvée sur un corps immergé. En effet, cette dernière ne se limite plus aux insectes mais comprend un certain nombre de macro-invertébrés aquatiques au régime alimentaire varié. Le corps constitue alors un habitat, source de nourriture pour certains ou lieu de vie pour d’autres. Ainsi, un corps immergé dans l’eau douce réagit et même interagit avec son environnement. Dans un plan d’eau, ou un cours d’eau, tout élément immergé constitue un support au dépôt sédimentaire. Ce dernier permet le développement d’algues créant ainsi un micro-habitat susceptible d’attirer diverses espèces d’invertébrés aquatiques. Le développement de tout ou partie de ce micro-environnement créé par la présence de corps, permet une estimation du délai minimal de submersion. La présence d’espèces bio indicatrices dont la biologie et le développement sont connus, est particulièrement recherchée.
Ainsi, l’information brute ne permettra pas de donner une date de décès mais une indication de temps de présence minimale du cadavre dans l’eau qui pourra éventuellement être complété par une analyse entomologique pour la phase d’émersion du corps. Par extension, ce processus peut être applicable aux objets dans certaines conditions.

#### La force probante de l’information de lieu
Contrairement à l’entomologie, la palynologie légale qui consiste en l’étude des grains de pollen et de spores, doit permettre de répondre à la question où ? Et non quand ?
L’étude des grains des pollens en matière d’investigation scientifique n’est pas nouvelle. La paléo-palynologie par exemple, utilise les pollens fossiles en tant qu’indice pour la reconstruction des paléoclimats et paléo-environnements. Ce sont ces techniques qui ont été transposées en criminalistique dans les années 50.
Le principe de cette discipline repose sur deux caractéristiques des pollens : une extrême résistance dans le temps et des particularités morphologiques propres à chaque espèce. Ces dernières permettent d’identifier différents grains qui seront discriminés. Ainsi, à plusieurs espèces de plantes correspondent plusieurs types polliniques. Leur ensemble forme alors une empreinte pollinique qui constitue une image de la formation végétale correspondante. Cependant, la caractérisation d’un type pollinique se limite à l’espèce et non à l’individu : s’il est aisé de différencier sur le plan pollinique un chêne vert d’un peuplier, il n’est pas possible de différencier deux chênes verts entre eux. La force de cette discipline réside donc dans la richesse de son empreinte pollinique.
Il y a cependant une question commune à l’entomologie et à la palynologie : La palynologie légale peut, par comparaison, établir un lien ou son absence entre l’empreinte pollinique du lieu des faits et celle extraite des vêtements d’un suspect.
À titre d’exemple, une personne affirmant ne pas avoir pénétré dans un champ de colza verra ses dires infirmés par la forte présence de pollen de cette espèce sur ses vêtements. Ainsi, les applications sont nombreuses et variées. Elles touchent un vaste domaine allant de la vérification d’un alibi à la mise en évidence de vestiges d’une culture de cannabis.

#### L’information spatio-temporelle
Le diagnostic de la noyade vitale en eau douce, se base sur la présence dans différents organes de micro-algues appelées diatomées. Lors de la noyade, l’eau inonde l’arbre respiratoire et les derniers battements de cœur diffusent les diatomées, via la circulation sanguine, dans les organes. La simple présence de ces algues dans l’organisme d’une victime peut suffire pour conclure à une noyade vitale en eau douce. Ainsi, l’explication d’une action permet de mieux comprendre l’environnement et les circonstances de l’affaire. En effet, il est différent pour un enquêteur de retrouver dans un cours d’eau un corps victime d’une noyade vitale ou d’une autre action létale.
Parallèlement, les diatomées apportent une information sur la cohérence du milieu de découverte de la victime. En effet, la présence de micro-algues dans les organes exclut, sauf exception, les milieux particuliers tels que les piscines ou l’eau courante domestique par exemple. De ce fait, cet élément peut donner une nouvelle l’orientation à l’enquête.
Cependant, si la problématique de l’eau douce est globalement maîtrisée, le milieu marin comporte encore beaucoup de particularités et d’inconnues. Seule l’analyse du taux de strontium (élément chimique naturellement présent dans l’eau de mer à des concentrations plus élevées que dans le corps humain) permet d’apporter un élément de réponse sur le diagnostic de la noyade. Les diatomées marines ne sont pas, à l’heure actuelle, informatives au même titre que leurs homologues d’eau douce.
Quant à l’entomologie légale, elle peut également apporter sa plus-value à la question du mode opératoire. En effet, une incohérence entre l’entomofaune prélevée et un état d’altération avancée du cadavre peut caractériser une manipulation post mortem. Cela se traduit par une distinction entre le lieu de découverte du corps et le site (inconnu) où le processus de décomposition a débuté.
La palynologie légale joue également ce rôle de ciment entre la notion de temps et d’espace. L’exemple type est celui du Premier ministre italien Aldo Moro dont le corps a été découvert dans le coffre d’une voiture 55 jours après son enlèvement par les Brigades Rouges. Une analyse croisée des pollens et éléments de sol prélevés sur le garde-boue a permis d’indiquer que le véhicule avait fréquenté deux sites caractéristiques. La palynologie et l’étude des macro-restes de végétaux ont également permis de séquencer la période de disparition.
La biologie moléculaire est une autre discipline qui peut être un élément contributif de la bonne compréhension de la scène d’infraction. En effet, l’identification moléculaire des espèces animales apporte très souvent une nouvelle orientation à l’enquête. Grâce à des traces d’origines animales tels que les phanères (poils, plumes), le sang, les tissus mous (peau, muscles, organes), il est possible de déterminer l’espèce d’origine. Le champ des possibilités est alors très varié et cette discipline s’inscrit dans un contexte d’enquête très vaste tel que le trafic d’espèces, les problèmes de braconnage, les aspects sanitaires, les accidents, les fraudes, le vol, les sévices… L’identification moléculaire des espèces permet donc au travers de l’origine de l’espèce, de qualifier une infraction et de rechercher des responsabilités. Dans les cas les plus complexes, elle permet d’établir un lien entre différents lieux et/ou différentes personnes par l’intermédiaire d’un animal.
Le traitement de l’indice naturel est en pleine expansion depuis quelques années. Nombre de laboratoires de criminalistiques les intègrent au sein d’une même structure afin de les traiter dans leur globalité et non individuellement.
Cette tendance se confirme par la création au niveau européen en 2012 du working group (groupe de travail) Animal Plant Soil and Traces de l’ENFSI qui a pour vocation de développer ces disciplines par l’échange de données et l’organisation des premiers essais inter-laboratoires.
L’indice d’origine naturelle a toute sa place dans la chaîne criminalistique. Il peut y constituer un élément de preuve corroborative, c’est-à-dire intégrer le faisceau d’indices qui va permettre de comprendre une situation, une scène, de déterminer des modes opératoires et par voie de fait permettre la recherche d’un auteur.

## Division criminalistique biologie et génétique (DCBG)
À la pointe de la technologie en matière d’identification par empreinte génétique, l’IRCGN est doté d’un plateau d’analyse génétique complet confié aux biologistes de la Division criminalistique biologie et génétique (DCBG). Considérée comme la découverte la plus emblématique du vingtième siècle, le typage de l’ADN nucléaire, qualifié également par son inventeur «d’empreinte génétique», permet l’identification d’individus mis en cause dans des affaires délictuelles ou criminelle à partir de l’analyse d’une partie de leur patrimoine génétique.

### Département biologie (BIO)
Créé en 1989, le département biologie (BIO) réalise des identifications par empreintes génétiques selon les standards scientifiques en vigueur. Le département est accrédité par le Cofrac depuis le 1er novembre 2013.
Les traces biologiques exploitables correspondent à des substances issues des êtres vivants, échangées ou laissées sur une scène de crime. Le sang, le sperme, les cheveux et les poils sont les supports biologiques privilégiés des enquêteurs lors de l’investigation des lieux. De même, la salive ou les traces dites de contact et tous types de supports et objets (vêtements, mégots, chewing-gum, verres, etc.) sont aussi prélevés à des fins criminalistiques.
Le laboratoire saisi devra déterminer si la trace est de nature biologique et en extraire l’ADN. Ensuite, après avoir mis en évidence la présence d’ADN par quantification, la dernière phase de l’analyse consiste à déterminer le profil génétique de la personne à l’origine de la trace puis à le comparer à ceux des victimes et suspects dans l’affaire.

#### L’empreinte génétique
En science forensique, le typage de l’ADN a été considéré comme la découverte la plus extraordinaire du XXe siècle. Cette technique, baptisée également par son inventeur «d’empreinte génétique», permet d’identifier des individus à partir de l’analyse de leur patrimoine génétique.
La double hélice d’ADN (acide désoxyribonucléique) contenue dans toutes les cellules nucléées du corps humain est le support de l’information génétique. La structure chimique de l’ADN est différente pour chaque personne, ce qui est la clé de notre individualité. Seuls les vrais jumeaux, ou jumeaux « univitellins », provenant par définition d’un seul œuf fécondé, qui s’est ensuite divisé en deux, possèdent le même ADN.
Tout au long de l’ADN, des séquences répétées, dont le nombre de répétitions est très variable d’un individu à l’autre, ont été découvertes. L’analyse de plusieurs de ces motifs (ou STR : Short Tandem Repeat) de notre génome permet de caractériser un individu. Ils peuvent être mis en évidence par électrophorèse capillaire et apparaissent sous forme de pics sur des électrophorégrammes.

#### Les techniques d’analyse
En 1980, David Botstein et son équipe furent les premiers à exploiter de petites variations de l’ADN entre des populations, mais c’est seulement en 1984 qu’Alec Jeffreys découvrit la possibilité d’appliquer l’étude de ces petites variations de l’ADN génomique (appelée RFLP pour Restriction Fragment Length Polymorphism) à l’identification des personnes.
Cette nouvelle technique utilisant les RFLP prit le nom de « DNA fingerprint » ou « empreinte génétique ». Elle fut modifiée et adoptée par les laboratoires de criminalistique en 1985/1986 aux États-Unis et en Grande-Bretagne.
Cette technique des RFLP permit à la biologie de faire ses preuves en tant que discipline criminalistique.
Cependant, elle était longue à mettre en œuvre, (plusieurs semaines) et possédait des limites non négligeables car requérait de grandes quantités de matériel biologique de bonne qualité (un nombre très important de cellules bien conservées).
Ces limites furent reculées grâce à l’avènement en 1985/1986 d’une technique qui permet de travailler sur de très faibles quantités d’ADN (quelques nanogrammes) et qui tolère une relative dégradation du matériel biologique puisque les régions étudiées de l’ADN sont beaucoup plus petites. Cette technique dite d’amplification génique ou PCR (Polymerase Chain Reaction) permet donc de travailler sur des échantillons inaccessibles à la technique des RFLP : un cheveu, un timbre sur une enveloppe, une petite tache de sang, salive ou sperme, etc. Elle s’est peu à peu affinée, permettant de gagner en rapidité, en sensibilité et de s’affranchir des inhibiteurs qui la pénalisaient à ses débuts. Actuellement[Quand ?], tous les laboratoires de criminalistique la mettent en œuvre en routine et peuvent étudier simultanément en une seule analyse jusqu’à 16 régions différentes de l’ADN.
Il existe une contrepartie à l’évolution des techniques qui permettent aujourd’hui de déterminer un profil génétique à partir de quelques cellules qui ne sont pas visibles lorsqu’on les prélève. Il faut à la fois s’entourer de grandes précautions pour éviter les contaminations mais aussi obtenir un travail accru des experts pour interpréter les résultats de l’analyse et des enquêteurs pour expliquer comment ces quelques cellules ont pu se retrouver à cet endroit.
Depuis 1995, l’utilisation d’une autre technique, moins informative, reposant sur le séquençage de l’ADN mitochondrial permet d’exploiter des prélèvements très dégradés (cadavres anciens, ossements, taches anciennes, etc.). Elle est utilisée en complément voire en substitution pour certains échantillons, en particulier lorsqu’il s’avère impossible de travailler sur de l’ADN génomique.
Dans le domaine des enquêtes criminelles, l’une des principales applications de ces techniques est l’identification ou l’exclusion des suspects par comparaison de leur profil génétique avec celui ou ceux déterminés à partir des traces prélevées sur la scène de crime. Elles peuvent s’appliquer à une multitude de situations, par exemple une tache de sang retrouvée sur les lieux d’un homicide, une trace de sperme prélevée sur la victime après un viol, des cheveux arrachés sur un assaillant, un tissu humain retrouvé sur un véhicule après un accident avec délit de fuite, une découverte de cadavre, etc.
Ainsi, l’empreinte génétique permet d’identifier un individu et de prouver sa présence sur les lieux d’un crime. Avec la mise en place du Fichier national automatisé des empreintes génétiques en 2002, cette activité déjà incontournable de la criminalistique a pris encore une autre dimension.

### Le Service central de préservation des prélèvements biologiques (SCPPB)
Ce service assure la préservation dans la durée des preuves d'origine biologique normalement condamnées à une disparition naturelle programmée.

### Historique et environnement juridique
Créé en 2000 dans le cadre du décret relatif à la mise en œuvre du Fichier national automatisé des empreintes génétiques (FNAEG) (Décret n° 2000-413 du 18 mai 2000.), le Service central de préservation des prélèvements biologiques (SCPPB) est rattaché à l’Institut de recherche criminelle de la gendarmerie nationale (IRCGN) et implanté depuis le 1er mars 2006 à Cergy-Pontoise (Val-d'Oise).
Son rôle est de conserver les scellés relatifs aux traces et échantillons biologiques à partir desquels ont été déterminés les profils génétiques qui sont enregistrés au Fichier National Automatisé des Empreintes Génétiques (FNAEG) en application de l’article R.53-20 du code de procédure pénale, à savoir :
- les traces biologiques issues de personnes inconnues, recueillies dans le cadre d’une enquête préliminaire, d’une enquête pour crime ou délit flagrant, ou d’une instruction préparatoire, relatives à l’une des infractions mentionnées à l’article 706-55 du code de procédure pénale ;
- les échantillons biologiques prélevés sur des cadavres non identifiés et les traces biologiques issues de personnes inconnues, recueillies dans le cadre d’une enquête ou d’une instruction pour recherche des causes de la mort ou pour recherche des causes d’une disparition inquiétante ou suspecte prévue par les articles 74, 74-1 ou 80-4 du code de procédure pénale;
- les échantillons biologiques issus ou susceptibles d’être issus d’une personne disparue, recueillis dans le cadre d’une enquête ou d’une instruction pour recherche des causes d’une disparition inquiétante ou suspecte prévue par les articles 74-1 ou 80-4 du code de procédure pénale.

Les scellés biologiques sont adressés au SCPPB sur réquisition d’un officier de police judiciaire agissant d’office ou sur ordre d’un magistrat après analyse en laboratoire.

#### Les scellés biologiques: des scellés pas comme les autres
La conservation pendant 40 ans des traces et supports de traces biologiques pose le problème critique de leur dégradation naturelle. En effet, d'abord les traces biologiques prélevées dans le cadre des affaires criminelles et délictuelles sont par nature labiles et leur altération progressive dans l'environnement est normale. Ensuite, les supports sur lesquels les traces sont déposées peuvent également présenter une durée de vie limitée ou encore interagir avec les traces jusqu'à une possible dégradation de ces dernières. Autant de facteurs propices à une altération des matrices biologiques qui sont la base de l'analyse génétique aux fins d'identification humaine.
Pour faire face à ces propriétés intrinsèques aux fluides biologiques et aux matériaux plus ou moins inertes qui les supportent et ainsi ralentir les processus d'altération, le SCPPB a défini des règles strictes de conditionnement et de préservation qui sont aujourd'hui appliquées à la fois par les techniciens en identification criminelle de la gendarmerie lors de la confection des scellés mais aussi et surtout par les experts des laboratoires d'analyses génétiques qui lui adressent les scellés biologiques à conserver.
S'agissant de traces biologiques d'origine humaine, les risques de contaminations par de l'ADN exogène doivent être réduits au minimum. C'est dans ce souci de protection maximum des échantillons biologiques que le SCPPB a été conçu.

##### Le SCPPB: un environnement protégé et une démarche qualité ISO 17025 volontaire
Considérant l'ensemble des facteurs susceptibles d'induire ou d'influencer la dégradation des échantillons biologiques, il a été décidé de construire une structure capable de recevoir des milliers de scellés biologiques sur plus de 1000 m² de surface de stockage dans un environnement protégé où l'air, la température et l'hygrométrie sont strictement contrôlés.
Engagé dans une démarche qualité depuis de nombreuses années, l'IRCGN est accrédité COFRAC selon le référentiel ISO 17025 depuis le 1er octobre 2007. A ce titre le SCPPB a mis en place des procédures qualité et une traçabilité strictes nécessaires à l'accomplissement de ses trois missions principales en vue de garantir à ses clients, la justice et le justiciable, un travail d'excellence et une préservation optimales des scellés qui lui sont confiés.
La spécificité de ce service repose avant tout sur :
- sa conception : plusieurs salles de stockage de grande capacité destinées au stockage à température modérée et à basse température (enceintes de congélation à -30 °C et -80 °C) ;
- son contrôle d’accès : accès réglementé au bâtiment et aux salles de stockage ;
- ses conditions de stockage : surveillance continue des installations en matière de température et d’hygrométrie ;
- ses personnels qualifiés : personnels militaires et de formation scientifique.

Le service conserve actuellement 170 000 scellés dont 3 % seulement sont des scellés congelés.

##### La préservation des scellés biologiques
Tous les scellés contenant des objets supportant une ou plusieurs traces biologiques ayant permis l'établissement d'un profil génétique enregistré au FNAEG et répondant aux règles de conditionnement normalisé doivent être conservés au SCPPB en vue de leur préservation jusqu'à 40 ans. Ainsi, la très grande majorité des scellés confectionnés par les officiers de police judiciaire de la gendarmerie nationale ou de la police nationale ont-ils vocation à rejoindre le SCPPB à un moment ou l'autre de leur vie.

##### La mise à disposition des scellés biologiques
En fonction de l'évolution de l'enquête ou de l'instruction ou tout simplement à l'occasion des procès d'assises, certains objets doivent être remis à la disposition des magistrats ou des OPJ afin de faire l'objet de nouvelles analyses, d'être présentés en audience ou tout simplement restitués à leur propriétaire.

##### La destruction des scellés biologiques
Le service procède à la destruction des prélèvements biologiques à l’expiration du délai de conservation ou lorsque leur conservation n'est plus nécessaire à la manifestation de la vérité.

#### Le SCPPB: un référent FNAEG pour la gendarmerie nationale
Le SCPPB est le service référent FNAEG pour la gendarmerie. A ce titre, il est compétent sur les questions relatives :
- à l'utilisation pratique de l'application FNAEG ;
- au cadre juridique du FNAEG (champ d'application, règles d'alimentation et d'effacement, réquisition à personne qualifiée) ;
- à la stratégie d'emploi du FNAEG et des données génétiques dans les cas les plus complexes (recherche en parentalité, identification de cadavres, etc.) ;
- aux rapprochements proposés par le FNAEG et à leur validation.

Le service forme l’ensemble des gendarmes de la filière police judiciaire et participe aux opérations de prélèvement de masse en sa qualité de formateur relais à l’utilisation du kit de prélèvement buccal sur individu dont il est à l'origine.

### Le Département analyses génétiques
En 2024, la fusion des Départements analyses génétiques individus et traces a permis la création du Département analyses génétiques. Il se nommait auparavant SCAGGEND.

#### Le Service central d’analyses génétiques de la gendarmerie (SCAGGEND)
La création en 1998 du Fichier national automatisé des empreintes génétiques (FNAEG) et les extensions successives de son champ d’application ont engendré, en quelques années, un accroissement exponentiel des demandes d’analyses génétiques à des fins judiciaires. Pour répondre à ces exigences en offrant un service de grande qualité, conforme aux règles les plus strictes de l’analyse génétique, la gendarmerie a créé un laboratoire de pointe, le SCAGGEND regroupant à son sein deux sous-départements spécialisés, pour le premier, dans l’analyse de prélèvements effectués sur les individus, le Service central d’analyse génétiques Individus (SCAGGEND-I) et, pour le deuxième, dans l'analyse automatisée de prélèvements traces, le Service central d’analyse génétiques Traces (SCAGGEND-M).
Installés respectivement depuis 2007 et 2011 à Pontoise (Val-d'Oise), SCAGGEND-I et SCAGGEND-M bénéficient de l’ensemble des équipements et locaux préconisés par les réseaux internationaux d'Instituts de sciences criminelles pour la réalisation d'identifications par empreintes génétiques à des fins judiciaires : automates et logiciels d'analyses, organisation des flux et des enceintes confinées conformes aux règles les plus strictes de bonnes pratiques de laboratoire dans le domaine.

##### Le Service central d’analyse génétiques Individus (SCAGGEND-I)

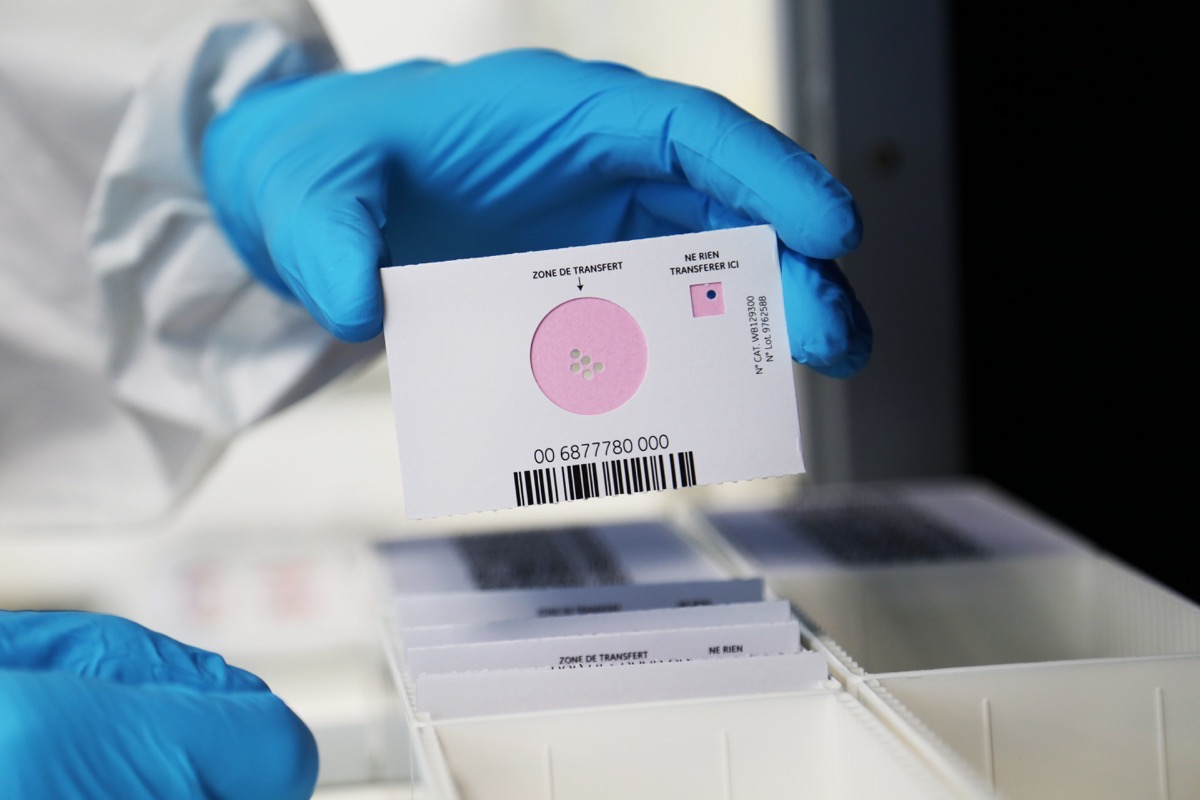
IRCGN : Prélèvement biologique

Créé en 2005, le service central d'analyses génétiques de la gendarmerie Individus (SCAGGEND-I) centralise et réalise l'analyse automatisée des prélèvements effectués sur les individus à savoir :
- les individus suspects ou condamnés, les personnes disparues et leurs parentèles dans le but d'alimenter le fichier national automatisé des empreintes génétiques (F.N.A.E.G.) ;
- les victimes de catastrophes et leurs parentèles aux fins d’identifications ;
- Les cadavres non identifiés (ossements et autres supports biologiques).

##### Le Service central d’analyse génétiques Traces (SCAGGEND-M)
Créé en 2011, le Service Central d'Analyses Génétiques Traces (SCAGGEND-M) centralise et réalise l'analyse automatisée de prélèvements traces sur supports standardisés dans le but d'alimenter le fichier national automatisé des empreintes génétiques (FNAEG).
Le concept nouveau de l’analyse de masse a nécessité que soient reconsidérées les pratiques et les installations mises en œuvre jusqu’alors dans les laboratoires de police scientifique. C’est pourquoi, le SCAGGEND s’est installé à Pontoise (Val-d'Oise), dans de nouveaux locaux spécialement conçus et dimensionnés pour recevoir cette activité d’expertise.

#### Gendarmes et scientifiques
Au 1er janvier 2016, le service compte 37 personnels, dont 9 officiers de gendarmerie, 1 ingénieur, 20 sous-officiers de gendarmerie spécialistes en biologie moléculaire, 2 sous-officier du corps technique et administratif et 6 personnels civil.

#### Les critères de conformité procéduraux

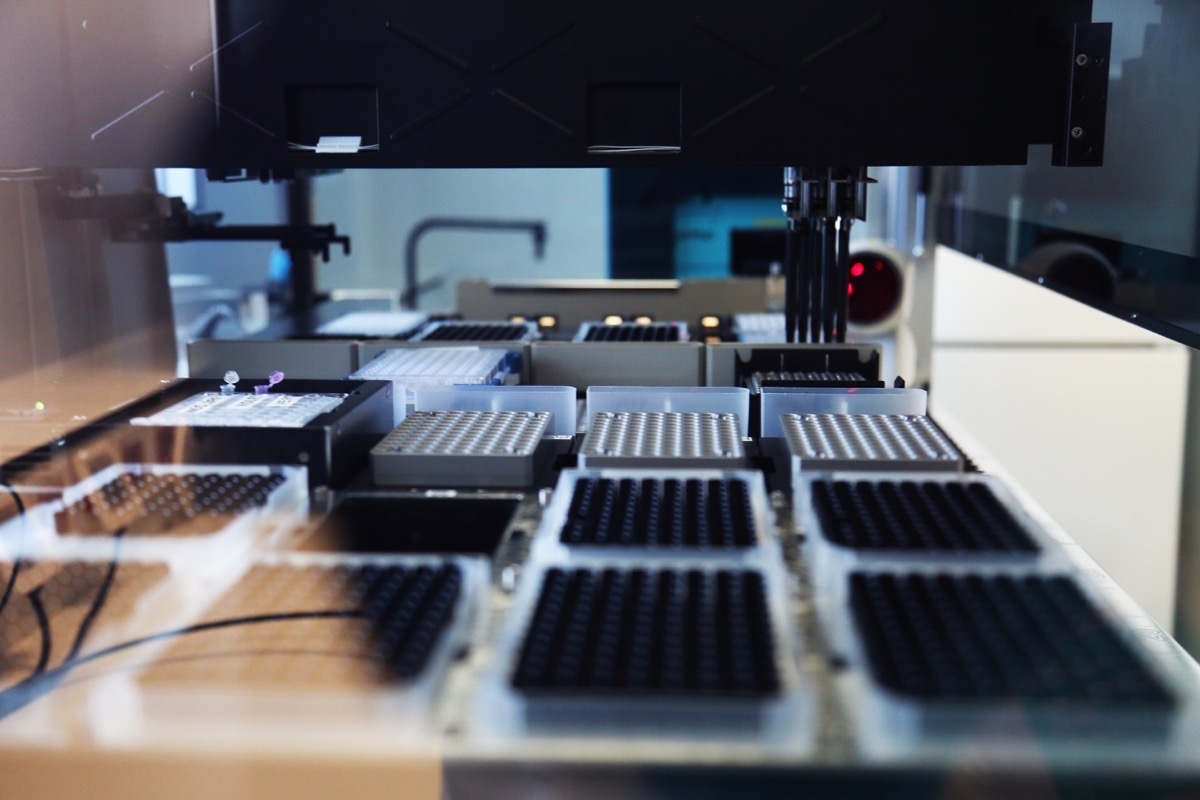
IRCGN : Analyse de prélèvements biologiques

À la fois biologistes et formés à la police judiciaire, les militaires du service appréhendent avec la plus grande rigueur l’ensemble du dispositif d’alimentation du fichier des empreintes génétiques. Ils sont épaulés par un secrétariat rompu à la gestion des dossiers d’analyses génétiques, composé de militaires de la gendarmerie récemment renforcés par des personnels civils du ministère de l’Intérieur.
Le laboratoire reçoit les réquisitions et les ordonnances de commission d’expert des officiers de police judiciaire et des magistrats, associées aux prélèvements biologiques à analyser. Ces prélèvements appartiennent à deux catégories distinctes : individus et traces. Les prélèvements d’individus proviennent principalement des personnes condamnées ou suspectées d’être impliquées dans des crimes ou délits, ou encore de la parentèle des personnes disparues ou décédées.
Ils sont effectués sur un support papier de type FTA™. Les traces proviennent de scènes d’infraction, de délinquance de masse et sont collectées à l’aide d’un dispositif standardisé. Ces deux modes de prélèvement garantissent l’intégrité des échantillons biologiques dans la durée et permettent un traitement automatisé. Avant toute intervention, la conformité de chaque demande est vérifiée et sa traçabilité est assurée par un identifiant unique de type code-barres qui sera également attribué au profil génétique déterminé pour ce dossier.

#### Un processus analytique automatisé soumis à des normes d’assurance qualité
Le laboratoire dispose de deux chaînes automatisées et de quatre séquenceurs dernière génération, ce qui lui confère un potentiel analytique de 120 000 analyses annuelles. Pour l’analyse des traces biologiques, le laboratoire dispose également de deux chaînes automatisées et de trois séquenceurs 24 capillaires de dernière génération, permettant l’analyse au minimum de 36 000 traces biologiques par an, ce qui représente plus de 720 000 analyses génétiques. Au total le SCAGGEND réalise environ 200000 analyses génétiques par an.
- Pour les individus

Aucune extraction de l’ADN n’est requise. Après poinçonnage automatique, les fragments de papier FTA™, supports de l’ADN à analyser, sont traités successivement par deux automates isolés qui vont permettre la préparation de l’amplification génique par PCR (technique de photocopie des régions de l’ADN à étudier) puis la préparation de la détection des marqueurs génétiques caractéristiques de l’individu.
- Pour les traces

Les supports standardisés de prélèvements (écouvillons spécifiques, mégots, etc.) sont d’abord soumis à une extraction d’ADN, puis une fraction de cet ADN est prise en charge successivement par deux robots indépendants afin de procéder à la préparation de l’amplification génique et à la détection des caractéristiques génétiques étudiées.
À l’issue de la phase de traitement automatisé des scellés, les résultats obtenus sont analysés puis validés par les experts du service qui seuls sont habilités à ordonner la transmission des résultats au Fichier national automatisé des empreintes génétiques, conformément aux réquisitions idoines.

#### Recherche et développement
Outre sa mission d’expertise judiciaire, le SCAGGEND contribue à la formation des enquêteurs et des techniciens en identification criminelle et d’une façon générale à celle de tous les acteurs de la Gendarmerie impliqués dans la collecte de traces biologiques, ainsi qu’à la formation et à l’information des magistrats sur la problématique de la biologie judiciaire, et en particulier des empreintes génétiques.
Ce service représente également la Gendarmerie dans un grand nombre d’instances. Il participe plus particulièrement aux travaux en cours sur la mise en place des échanges internationaux de bases de données ADN, destinés à lutter efficacement contre la délinquance transfrontalière, ainsi qu’à l’amélioration des dispositifs de prélèvement, d’analyse et de conservation de l’ADN.
Enfin, le SCAGGEND assure une veille technologique.

## Sources
- Site de l'IRCGN avec autorisation de reproduction

### Ouvrages généralistes et articles de presse
- Collectif, Encyclopédie de la Gendarmerie Nationale, tome III, Éditions SPE Barthelemy Paris 2006.  (ISBN 2-912838-21-5)
- Guyot, Jean-François - Investigations Scientifiques - Les Experts de la Gendarmerie National, Editions ETAI, 92 - Antony, 2013,  (ISBN 978-2-7268-9715-7)
- Sevaistre, Bruno et Créségut, Pascal - Infrarouge, IRCGN, Les vrais experts, 2008
- Sevaistre, Bruno et Créségut, Pascal -  Les vrais experts : quand la science enquête, 2 mai 2013

### Sources techniques référencées sur le site de l'IRCGN
Assurance Qualité (ASQ)
- Vanden-Berghe B, « En France, l’Institut de recherche criminelle de la gendarmerie nationale obtient l’accréditation ISO/CEI 17025 » - revue ISO Management Systems - Vol.9, N°4 - Juillet-Août 2009.
- Vanden-Berghe B, S. Nicolas « L’accréditation d’un laboratoire de criminalistique - concept de base et analyse de son adaptation au modèle français » - revue Criminalis’TIC n°11 - Avril 2009
- P. Testuz, « Présentation accréditation et proficency test », Commission européenne- Projet FP7, Suède, 1er juin 2012.

Service d'Interprétation des Données (SID)
- "Approche probabiliste de l'évaluation des résultats d'analyse isotopique, Du rapport de vraisemblance aux réseaux Bayesiens." Conférence devant les membres de la Société Française des Isotopes Stables au muséum d'histoire naturelle de Paris le 7 décembre 2007.
- Daoust F ; « « Les probabilités au procès-pénal » - Revue TDC n° 1070, 15 février 2014
- L.Dourel – C.Sauleau, European Association for Forensic Entomology meeting

« Forensic entomology in expertise context : the weight of identified uncertainties”, Lille 2014.
- Thiburce N, Quenum-Possy-Berry FG, Henrot D, Desbrosse X, Noloy T, Tamisier L –  « Processus d’exploitation des traces papillaires : approche probabiliste et continuum des conclusions au sein d’un laboratoire opérationnel » - Revue internationale de criminologie et de police technique et scientifique, 4/14 p.451- 469.
- Haraczaj, Rémillon, Sauleau, Frère, Cognon, « Forensic application of carburane – a quality control software for the characterisation and differentiation of gasoline petroleum fractions used as fire accelerants – An intelligence approach” publié en version on-line sur le site de l’Australian Journal of Forensic Science., 7 avril 2014

Unité d'investigations et d'identification U2I
Unité Gendarmerie d'Identification des Victimes de Catastrophes (UGIVC)
- Gaudry E. Crash d’un aéronef militaire algérien survenu en Lozère. L’IRCGN au centre des investigations, Le Trèfle, 2013, n°132, 15-21.
- DVI Guide (new version 2013) In « www.interpol.int/fr/INTERPOL-expertise/Forensics/DVI-Pages/DVI-guide »
- Beauthier JP, De Valck E, De Winne J, Lefère P. Catastrophes de masse In Traité de médecine légale (2e Ed), Ed De Boeck, 2011, Bruxelles : p.663-676.
- Disaster Victim Identification. Experience and Practice. Ed Black S, Sunderland G, Hackman L, Mallet X, Ed CRC Press Boca Raton, 2011, 248p.
- Schuliar Y, Hebrard J, Jam D, Thiburce N, Dourel L. Identification des victimes du Tsunami en Thaïlande, Médecine et Armées, 2005, n°33 (4): p.293-290.

Unité Nationale d'Investigation Criminelle (UNIC)
- Guiot JF. Investigations scientifiques : Les experts de la gendarmerie nationale, 2013, Ed ETAI, 207p.
- Martin JC, Delemont O, Esseiva P, Jacquat A. Investigation de scène de crime : fixation de l'état des lieux et traitements des traces d'objets. (3e Ed). Presse polytechniques et universitaires romandes, 2010, 237 p.
- Crispino F, Brault J, Burgueyre P. Le coordinateur criminalistique. Un nouvel acteur du renseignement criminel. Revue de la gendarmerie nationale, 2009, 233 (4) : p. 6-15.
- Servettaz J, Le coordonnateur des opérations de criminalistique, Revue de la gendarmerie nationale, sept. 2005, n° 216, p. 31-41.
- Baggi ES, Il metodo di lavoro della polizia basato sulle check-list. Ed. Polizia scientifica de cantone Ticino, 2001,Belinzona, 228 p.
- Hébrard J, L'investigation criminelle : une méthode pour reconstruire le passé, Revue de la gendarmerie nationale, hors-série : la police technique et scientifique, 3e trimestre 1996, p. 27-30.
- Locard E, L'enquête criminelle et les méthodes scientifiques, Paris, Flammarion, 1920, 139 p.

Département Environnement Incendies Explosifs (DEIE, ex-ECX)
- B. Frere, G. Cognon, T. Ducellier, A. Junker, « Discrimination de produits inflammables purs grâce à la « Twin GCxGC/MS pour la comparaison de produits accélérants dans les résidus d’incendies », Forum Labo & BIOTECH 2010, mai - juin 2010.
- B. Frere, G. Cognon, Y. Marchal, F. Martinez, D. Gardebas, J-F. Errard, J. Escrich

« La chimie au service de l'investigation criminelle : détection des substances explosives dans les résidus d'explosion. », Actualité chimique – N° spécial, Octobre – novembre 2013.
- B. Frere, « La preuve par la poudre », Sciences et Avenir, novembre 2010.

Département Toxicologie (TOX)
- Y. Lecompte, M. Perrin, S. Salle, O. Roussel « Chapitre « Nouvelles drogues » dans le « Traité de toxicologie médicojudiciaire »  (ISBN 9782294730757) », Traité de toxicologie médicojudiciaire.
- O.Roussel, P.Risède, L.Chevillard, F.J.Baud, P.Houzé, W3 : The French experience of establishing an oral fluid roadside drug test, Volume 26, Issue 2, Supplement, June 2014, Pages S2, Toxicologie Analytique et Clinique, juin 2014.
- Perrin M, Lecompte Y, Roussel O. Apport du laboratoire de toxicologie au dispositif judiciaire de la Gendarmerie nationale à l’occasion des raves parties. Article accepté pour publication dans Médecine et Armées 2009 ; 37(1) : 29-33.
- S. Calderara - «L’apport de la police technique et scientifique dans la lutte contre les trafics de stupéfiants », Séminaire de l’ENM-MILDT, novembre 2011.

Département Balistique (BAL)
- GALLUSSER, Alain Traces d’armes à feu : expertise des armes et des éléments de munitions dans l’investigation criminelle, sous la direction, 2e édition, 2014.
- Di Maio, Vincent JM, Gunshot Wounds third edition 2015.
- HAAG, Michael, Shooting incident reconstruction, second edition, 2011.

Département Microanalyse (MCA)
- T. Dodier « Les traces, les microtraces », DU Criminalistique.
- T. Dodier « Zonal Taping : technique de prélèvement des fibres sur un corps », Colloque CEJC.
- T. Dodier, "Gunshot Residue” Encyclopedia of Forensic Sciences 2nd Edition - History Forensic Sciences - juin 2011.

Département Informatique Électronique (INL)
- N Duvinage - chapitre « GSM forensics », Wiley Encyclopedia of Forensic Science, 2009.
- T. Souvignet - Poster sur les « Knowledge Exchange applied to forensic media storage repair », EAFS GLASGOW, septembre 2009
- J. Gomez, « L’analyse de systèmes Mac », ADJ GOMEZ, JFIN, septembre 2010.
- C. Debard « Analyse de skimmer », FITWG, septembre 2011
- A. Potier « Contrefaçon bancaire », LERTI, septembre 2011
- L. Laloubère « Criminalistique numérique » - M2 Criminologie – CNAM Paris, Décembre 2015.

Département Signal Image Parole (SIP)
- “Face Recognition: from biometrics to forensic applications” - Proc. Biometrical Feature Identification and Analysis Conference – Gottingen - Germany 2008
- de Miras M – Atelier « pratique de la comparaison de voix » – Coopération internationale– Pontoise, Novembre 2015.
- "Reconstruction de visage 3D à partir de vues 2D", P. Perrot, C. Guilmart revue TAIMA2009 Traitement et analyse de l'information.
- L. Chartier - « Crime/crash scene 3D modelling : needs in forensic departments and methods », EAFS GLASGOW, septembre 2009
- J-A. Laran « Videosurveillance : implantation, réglementation et traitements en criminalistique », Colloque sur la sécurité au siège de La Poste, novembre 2009
- Lambert, Geofcan 2014, « utilisation du géoradar en criminalistique », Orsay novembre 2014
- Pasquerault T – “Retour sur l’expérimentation d’un vecteur aérien sur scène de crime” – RPAS Provence Network, Ecole de l’Air Salon de Provence, 2015.

Département Documents (DCT)
- T. Fritz, « La comparaison de papiers par analyse de l’orientation fibreuse », EAFS GLASGOW, septembre 2009
- T. Fritz, « La fraude documentaire », Symposium INTERPOL, octobre 2010.
- C. Villena, « Examens matériels et spectraux des documents : le support papier, l’instrument d’écriture, les encres », CEJC, CNCEJ, l’expertise des testaments olographes, 20/05/2011
- F. Partouche « La science au profit de l’analyse de documents », Univers sciences, Paris, Cité des sciences, 27 janvier 2012.

Département Véhicules (VHC)
- "Vehicle Identification and Road Accident Analysis in a Case in which the Scene Looked Like a Hit and Run Accident",Jean-Philippe Depriester, Serge Moreau, actes du 17e congrès annuel de l'EVU, Nice, France, 6-8 novembre 2008
- Cheylan P – « Connected roads & vehicles : security issues and forensic aspects, Prague, Septembre 2015.
- S. Milet, O. Reynaud « Formation sur identification de véhicules maquillés et de peinture automobile », Larates (Maroc), Rabat, le 13 juin 2012.
- A. Devemy, S.Milet « Spray Paint Analysis », Meeting de l’EPG, Vilnius, octobre 2011.

Département Empreintes Digitales (EDG)
- N. Thiburce. « L’empreinte digitale : une preuve infaillible ? », Dossier pour la Science n°70, janvier-mars 2011. pp.58-63.
- F. Quenum « Présentation des nouvelles technologies en empreintes digitales », Présentation ENM (Bordeaux).
- X. Desbrosse, B. Jadot « La problématique des empreintes digitales / les traces de semelles et d'oreilles », Présentation ENM (PJGN).
- N. Thiburce, F.G. Quenum-Possy-Berry, D. Henrot, X. Desbrosse, T. Noloy, L. Tamisier –  « Processus d’exploitation des traces papillaires : approche probabiliste et continuum des conclusions au sein d’un laboratoire opérationnel » - Revue internationale de criminologie et de police technique et scientifique, 4/14 p.451- 469.

Département Analyse Morphologique de Traces de Sang (AMS)
- D. Brutin, B. Sobac, C. Nicloux : « Influence of substrate nature on the evaporation of a sessile drop of blood », HT-11-1141
- N. Laan, F. Smith, C. Nicloux, D. Brutin : « Morphology of drying blood pools, »  Forensic science International 267(2016) 104-109

Département Médecine Légale Anthropologie et Odontologie (MAO)
- F. Ducrettet, A. Conigliaro, « Anthropologie, thanatologie, odontologie médico-légales », Biofutur, juillet - août 2010.
- A. Conigliaro, « Age Assessment : Use of Chartier Digital Colorimeter », 63 rd American Academy of Forensic Sciences, Chicago, IL., February 21-26, 2011.
- C. Georget, A. Conigliaro « La place de la photographie dans le rapport d'expertise en identification odontologique. Une nouvelle approche : le Phodontogramme », L'Information Dentaire.
- M.C. Agostini « la mort, approche médico-légale », colloque des urgentistes, Reims (Marne).
- C. Georget, A. Conigiaro – “Methodology interests of three dimensional modelling of bite marks” – Congrès AAFS Orlando USA 2015.
- A. Coulombeix – « L’anthropologie médico-légale » - ENM, Juin 2015.
- P. Georges, F. Ducrettet, F. Nolot, J. Richebe, Y. Schuliar « Approche pluridisciplinaire pour la recherche de cadavres enfouis », Manuel d’Anthropologie forensique (projet du Prof. B. Ludes et de T. Delabarde, IML Strasbourg).
- Y.Schultar L’anthropologie médico-légale dans les catastrophes accidentelles : l’exemple du Mont Blanc. In manuel pratique d’anthropologie médico-légale. Editions ESKA, Paris, 2014.
- A. Coulombeix – « Forensic archeology and anthropology at the forensic sciences laboratory of the French Gendarmerie. Overwiew and perspectives” – EMFA, Août 2015.

Département Faune et flore forensiques (FFF)
- (Lombardi, G., 1999, The contribution of Forensic Geology and other Trace Evidence Analysis to the Investigation of the Killing of Italian Prime minister Aldo moro, Journal of Forensic Sciences, 44(3): 634-642).
- L. Dourel – « L’indice naturel », Revue de la Gendarmerie nationale, Perspectives judiciaires, n°250, pp 35-40. (Revue publiée en septembre 2014)
- Gaudry (E), Pasquerault (T), Chauvet (B), Dourel (L), Vincent (B), (2009). L’entomologie légale : une identification ciblée pour une réponse adaptée. Mémoire de la Société Entomologique de France, 8 : 85-92.
- L. Dourel, T. Pasquerault, « Palynologie légale. Le suspect a un grain…de pollen. », Biofutur, juillet - août 2010.

Département Biologie (BIO)
- F. Brard « Les empreintes génétiques en pratique judiciaire », Biofutur, juillet - août 2010.
- F. Brard, « Biologie et criminalistique, une histoire contemporaine », Biofutur, juillet - août 2010.
- S. Hubac « La biologie au service la justice », DU Criminalistique.
- J. Richebé, « En quête d’identité », Sciences et Avenir, octobre 2010.

Service Central de Préservation des Prélèvements Biologiques (SCPPB)
- F. Brard « Novel procedure for high yield recovery of traces amounts of DNA stored at room temperature ». European Society for Biopreservation and Biobanking. Marseille 16-19 novembre 2011.

Service Centraux d'Analyses Génétiques SCAGGEND
- F. Brard, Y. Malgorn « L’ADN, auxiliaire de justice », Dossier pour la Science n°70 : 48-54 (2011).
- Y. Malgorn, F. Brard « Les empreintes génétiques en recherche criminelle : quels enjeux pour la société ? », Dossier pour la Science n°70 : 56-57 (2011).
- S. Hubac « Les potentialités des analyses génétiques », ENM.